# Podział administracyjny Kościoła katolickiego w Europie

## Albania

### Metropolia Szkodra-Pult
- Archidiecezja Szkodra-Pult
- Diecezja Lezha
- Diecezja Sapa

### Metropolia Tirany-Durrës
- Archidiecezja Tirany-Durrës
- Diecezja Rrëshen
- Administratura apostolska południowej Albanii (obrządek bizantyjsko-albański)

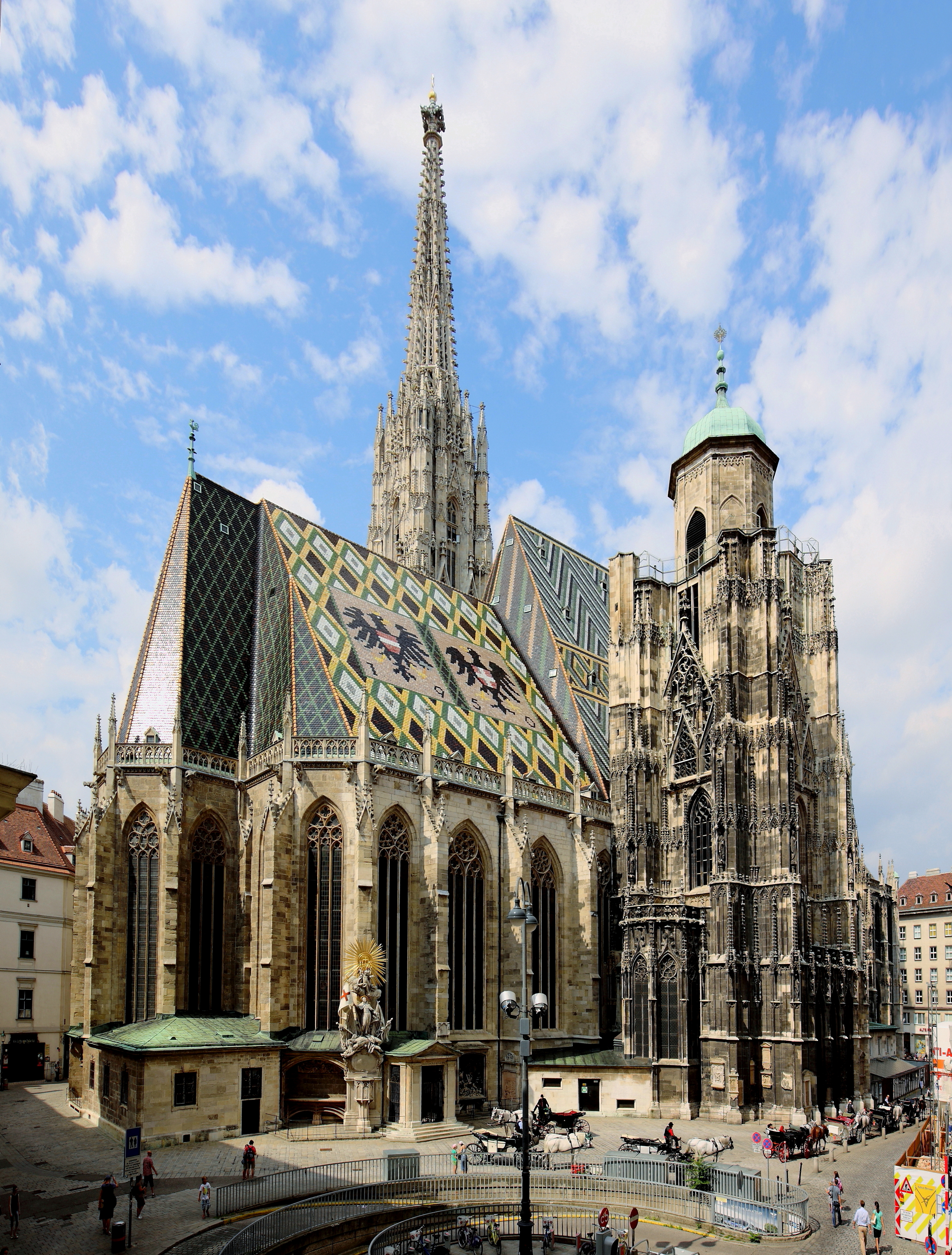
Katedra św. Szczepana – Wiedeń

## Austria

### Kościół katolicki obrządku łacińskiego

#### Metropolia Salzburga
- Archidiecezja Salzburga
  - Diecezja Feldkirch
  - Diecezja Grazu-Seckau
  - Diecezja Gurk
  - Diecezja Innsbruck

#### Metropolia wiedeńska
- Archidiecezja wiedeńska
  - Diecezja Eisenstadt
  - Diecezja Linz
  - Diecezja St. Pölten

#### Bezpośrednio podległeStolicy Apostolskiej
- Ordynariat polowy Austrii
- Opactwo terytorialne Wettingen-Mehrerau

### Katolickie Kościoły wschodnie
- Ordynariat Austrii, Wiernych Obrządków Wschodnich

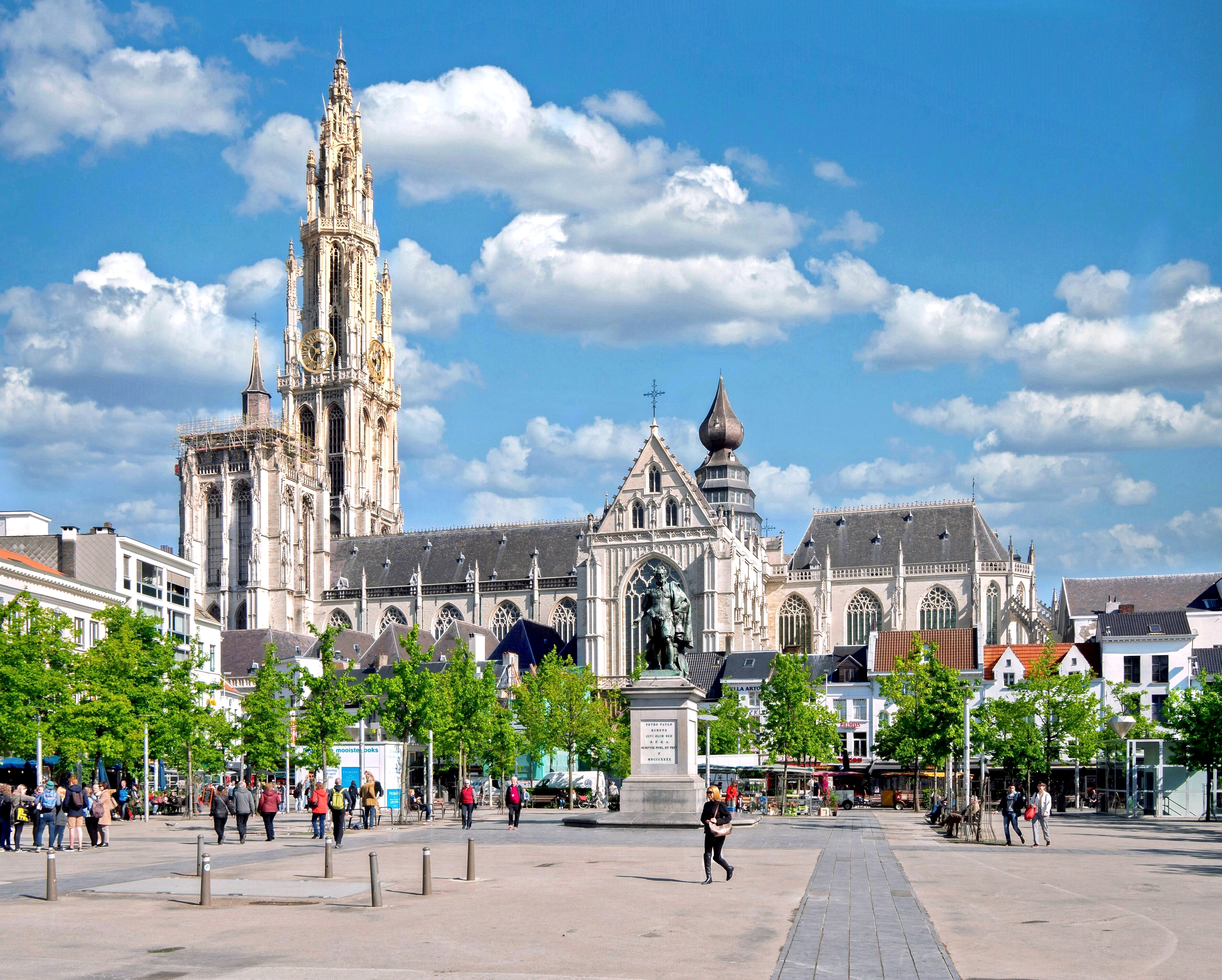
Katedra NMP – Antwerpia

## Belgia

### Metropolia mecheleńsko-brukselska
- Archidiecezja mecheleńsko-brukselska
  - Diecezja antwerpska
  - Diecezja brugijska
  - Diecezja gandawska
  - Diecezja hasselcka
  - Diecezja Liège
  - Diecezja namurska
  - Diecezja Tournai

### Ordynariat Wojskowy Belgii
podległy bezpośrednio Stolicy Apostolskiej

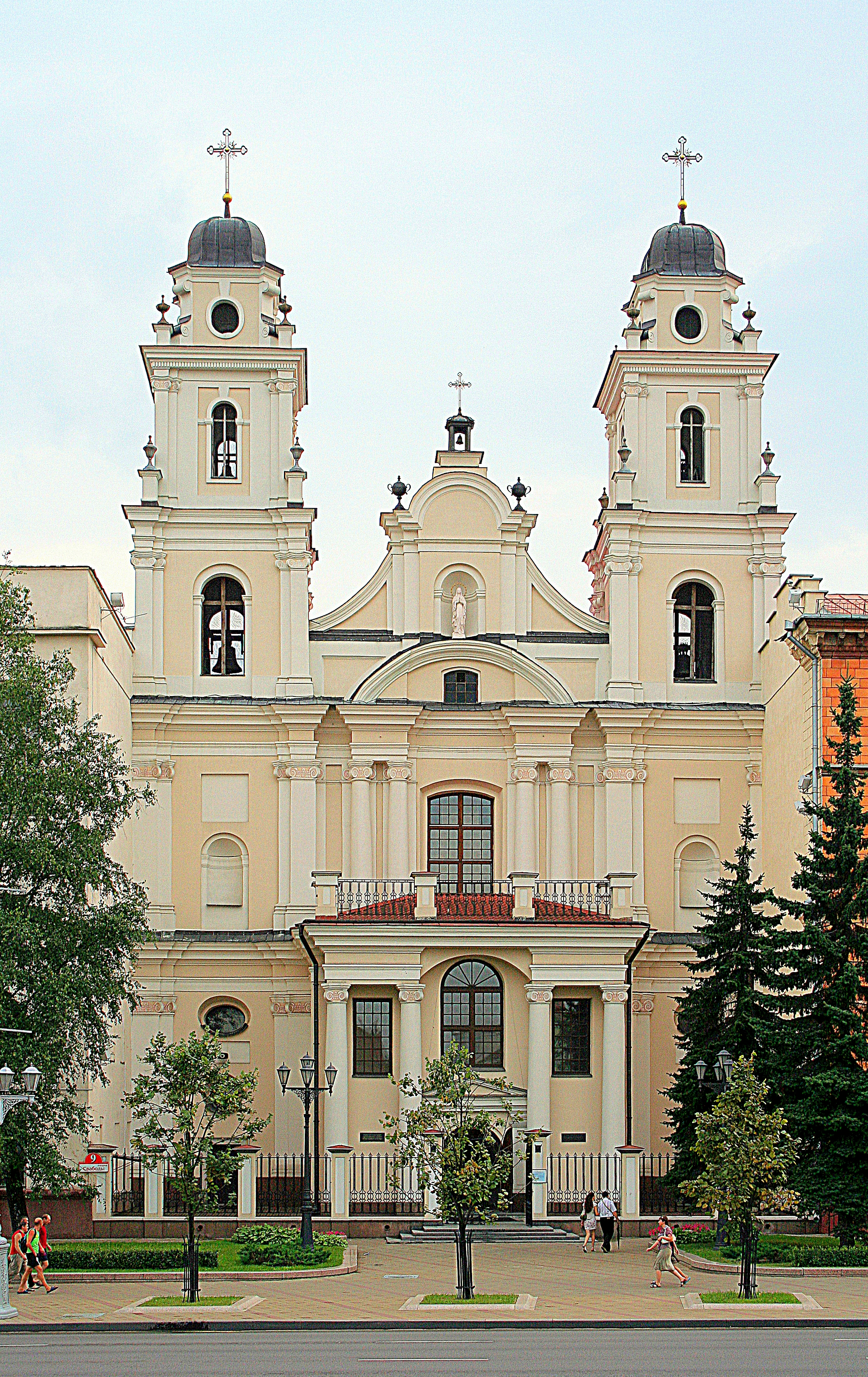
Katedra Imienia Maryi – Mińsk

## Białoruś

### Metropolia mińsko-mohylewska

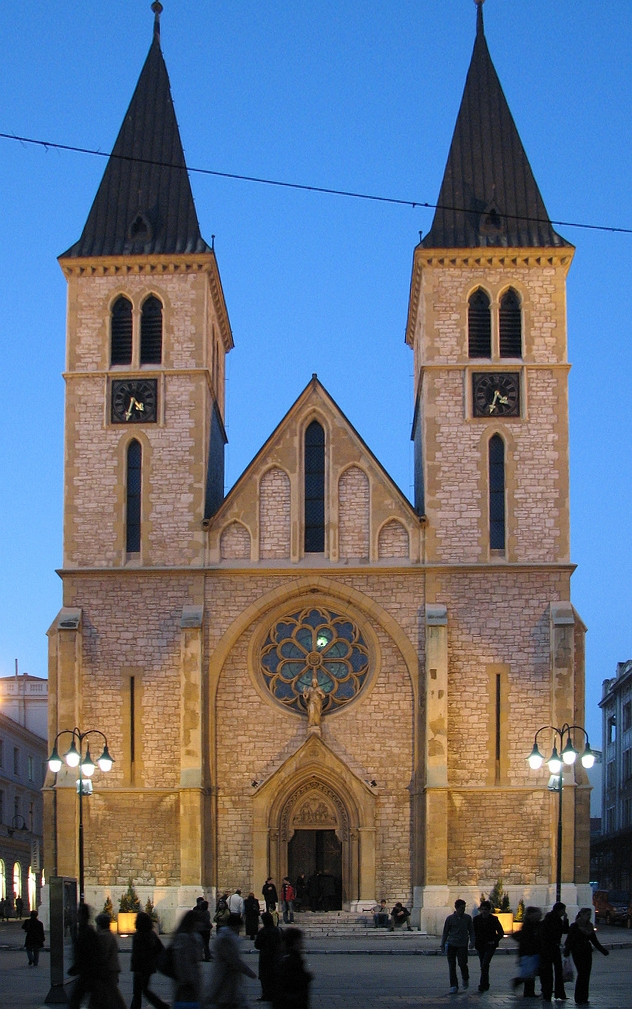
Katedra Serca Jezusowego – Sarajewo

- Archidiecezja mińsko-mohylewska
- Diecezja grodzieńska
- Diecezja pińska
- Diecezja witebska

## Bośnia i Hercegowina

### Metropolia sarajewska (wielkobośniacka)
do jej jurysdykcji należy również macedońska Diecezja skopijska
- - Archidiecezja sarajewska
  - Diecezja Banja Luki
  - Diecezja mostarsko-duvnijska
  - Diecezja trebinjsko-mrkanska[1]

### Ordynariat Polowy Bośni i Hercegowiny
(podlega bezpośrednio Stolicy Apostolskiej)

## Bułgaria

### Obrządek łaciński

#### Diecezje podległe bezpośrednioStolicy Apostolskiej
- Diecezja nikopolska
- Diecezja sofijsko-płowdiwska

### Obrządek bułgarski

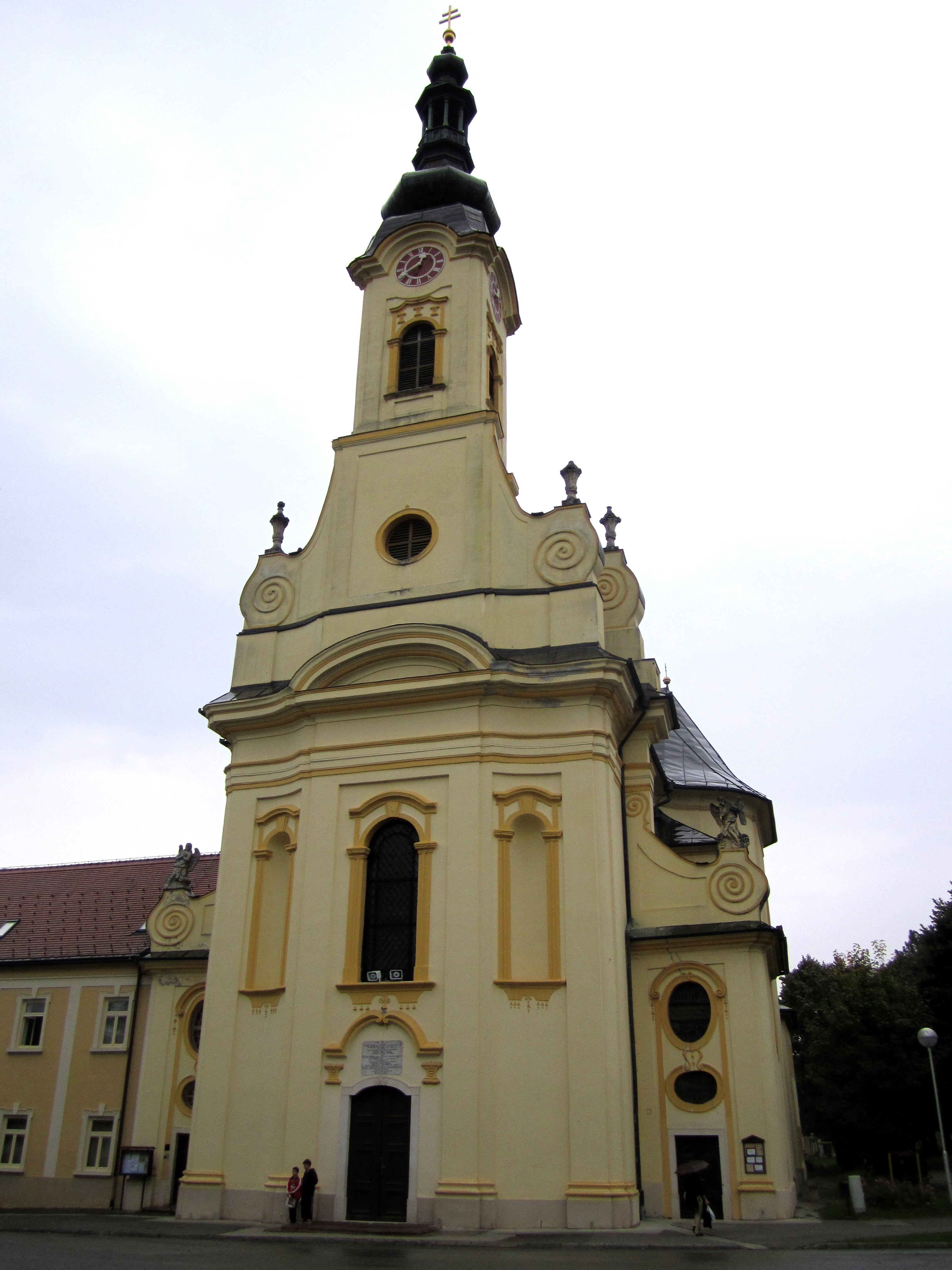
Katedra św. Teresy – Požega

- Eparchia św. Jana XXIII w Sofii

## Chorwacja

### metropolia Rijeka
- - archidiecezja Rijeka
    - diecezja Gospić-Senj
    - diecezja Krk
    - diecezja Poreč i Pula.

### metropolia Ðakovo-Osijek

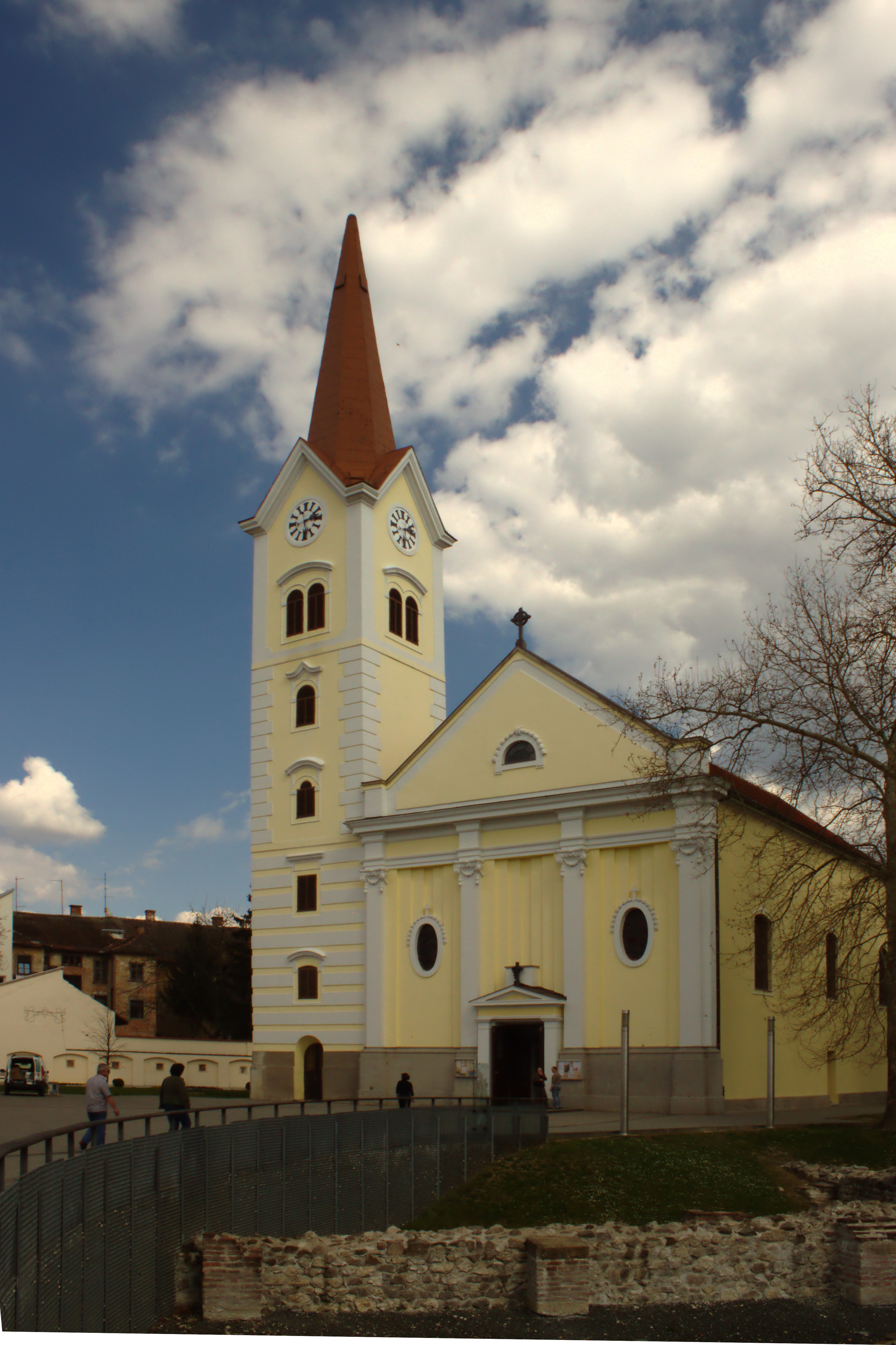
Katedra Podwyższenia Krzyża Świętego – Sisak

- - archidiecezja Ðakovo-Osijek
    - diecezja Požega
    - diecezja srijemska (Serbia)

### metropolia splitsko-makarska
- - archidiecezja splitsko-makarska
    - diecezja dubrownicka
    - diecezja Hvar
    - diecezja Šibenik
    - diecezja kotorska (Czarnogóra)

### metropolia zagrzebska
- - archidiecezja zagrzebska
    - diecezja Bjelovar-Križevci
    - diecezja Sisak
    - diecezja Varaždin
    - diecezja Križevci (greckokatolicka)

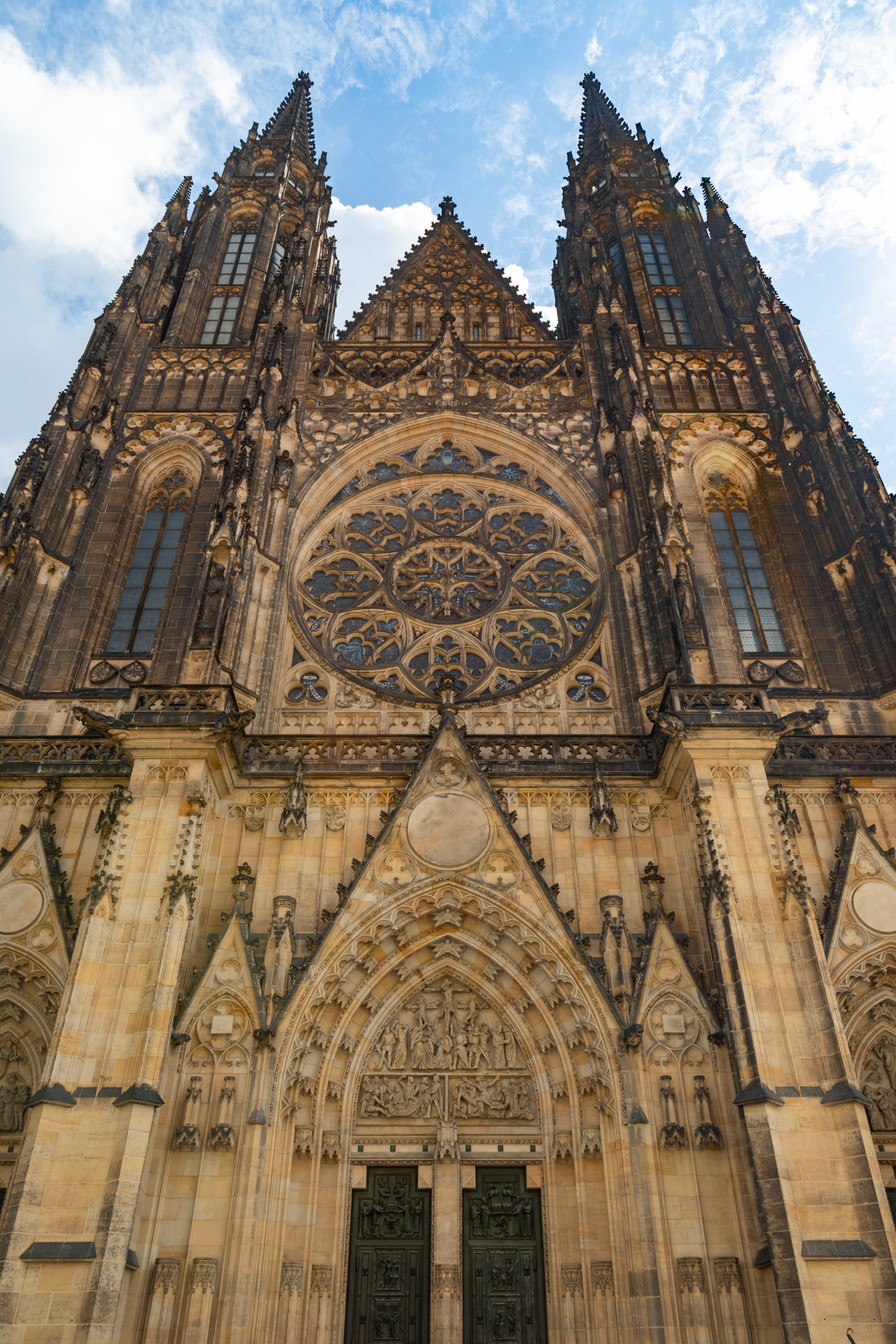
Katedra św. Wita – Praga

### diecezje bezpośrednio podległe Stolicy Apostolskiej

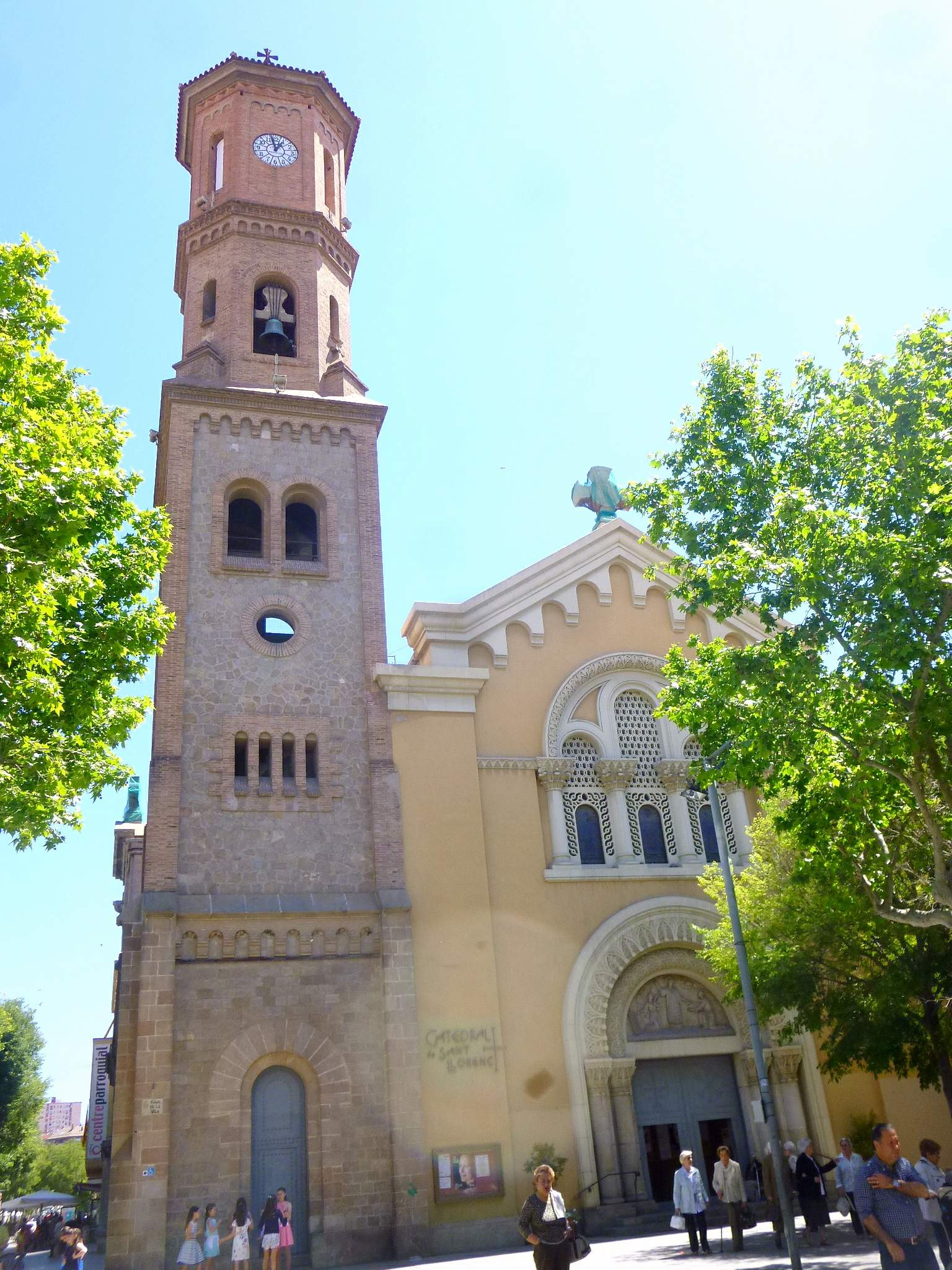
Katedra św. Wawrzyńca – Sant Feliu de Llobregat

- - archidiecezja Zadar
  - Ordynariat Polowy Republiki Chorwackiej

## Czarnogóra
- Archidiecezja barska (podległa bezpośrednio Stolicy Apostolskiej)
- Diecezja kotorska (podlega metropolii splitsko-makarskiej, mieszczącej się w Chorwacji)

## Czechy

### Metropolia czeska
- Archidiecezja praska
- Diecezja czeskobudziejowicka
- Diecezja hradecka
- Diecezja litomierzycka
- Diecezja pilzneńska

### Metropolia morawska
- Archidiecezja ołomuniecka
- Diecezja brneńska
- Diecezja ostrawsko-opawska

### Obrządek greckokatolicki
- Egzarchat apostolski Republiki Czeskiej (podległe bezpośrednio pod Stolicę Apostolską)

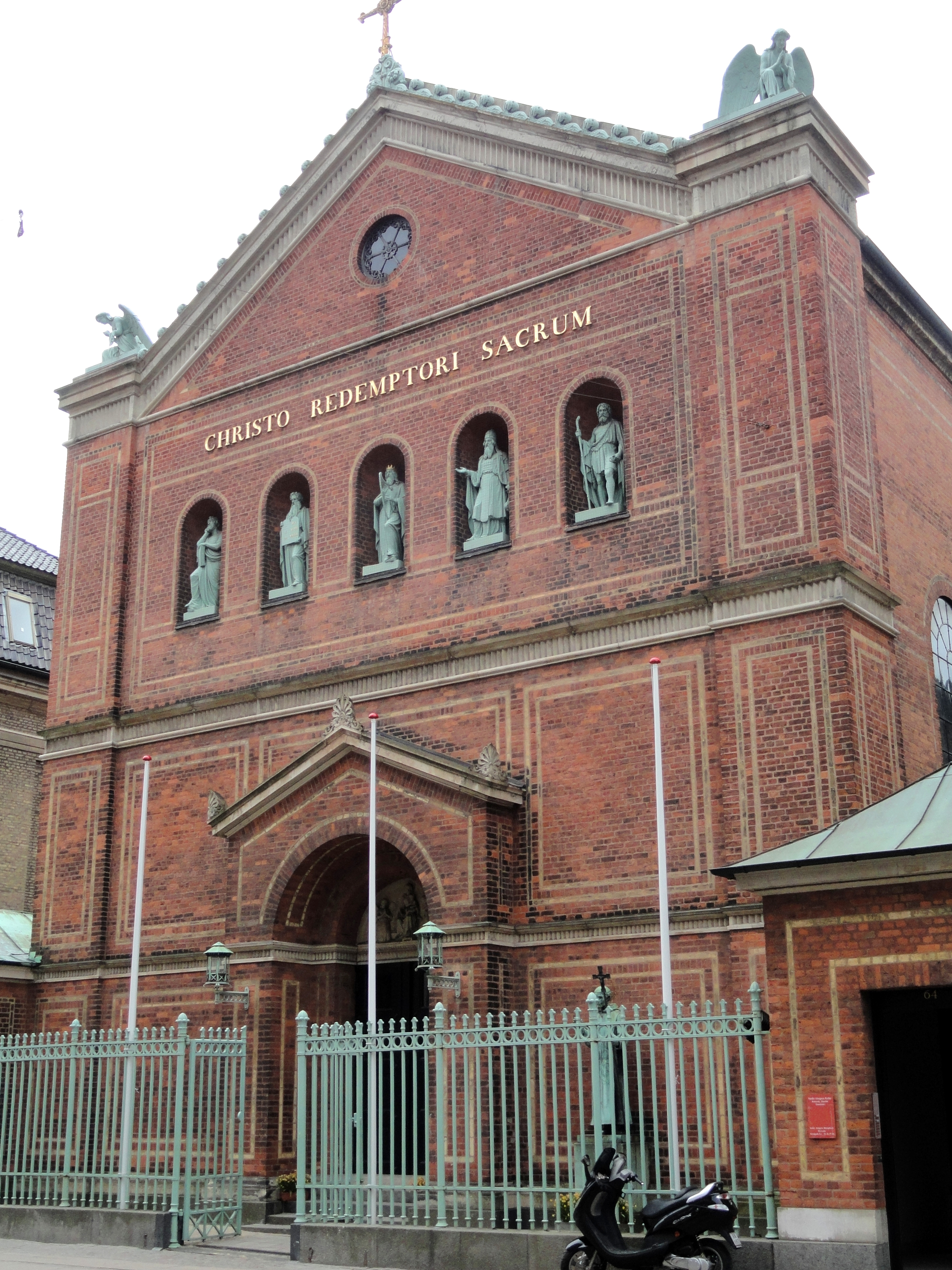
Katedra św. Oskara – Kopenhaga

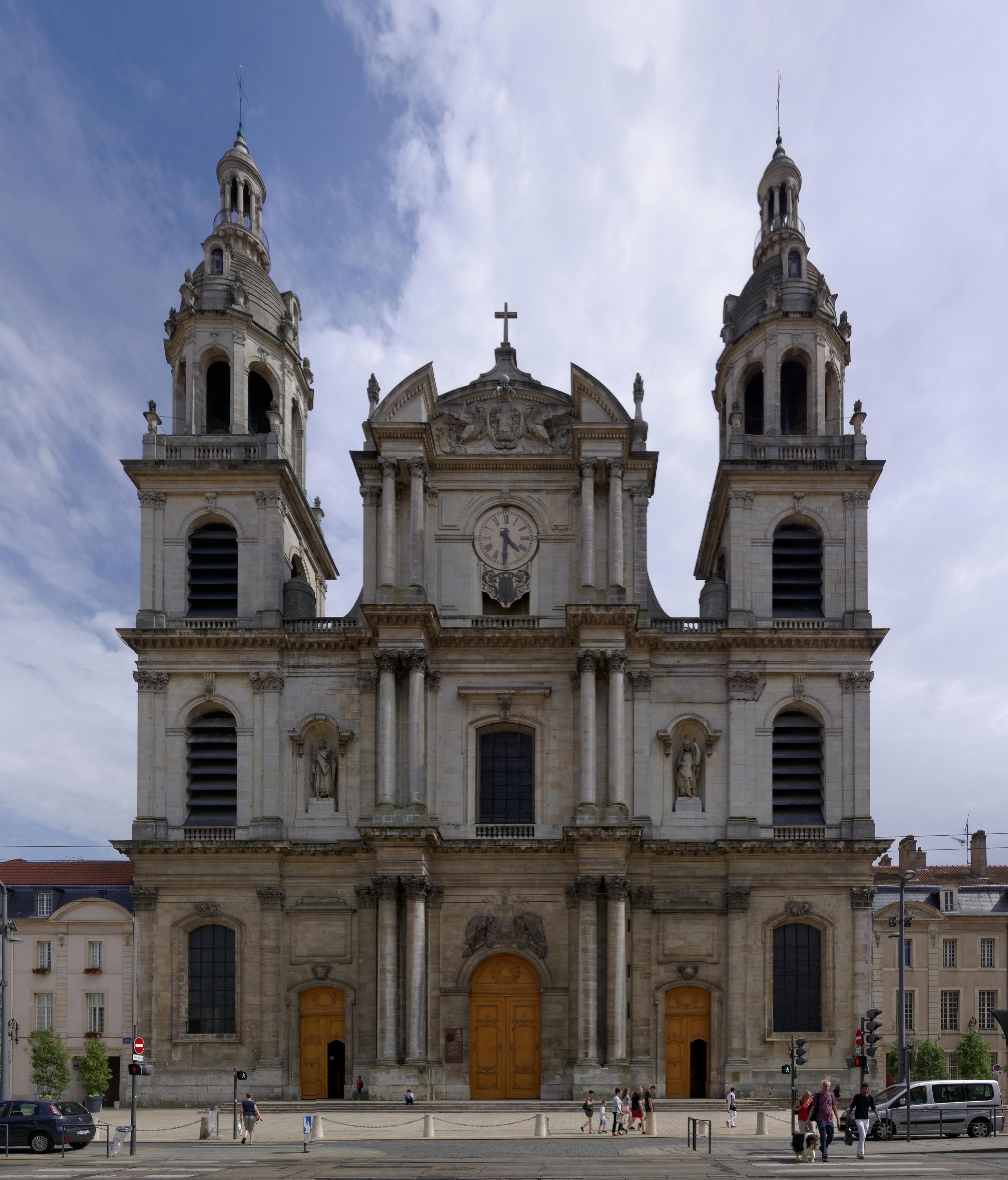
Katedra Zwiastowania NMP – Nancy

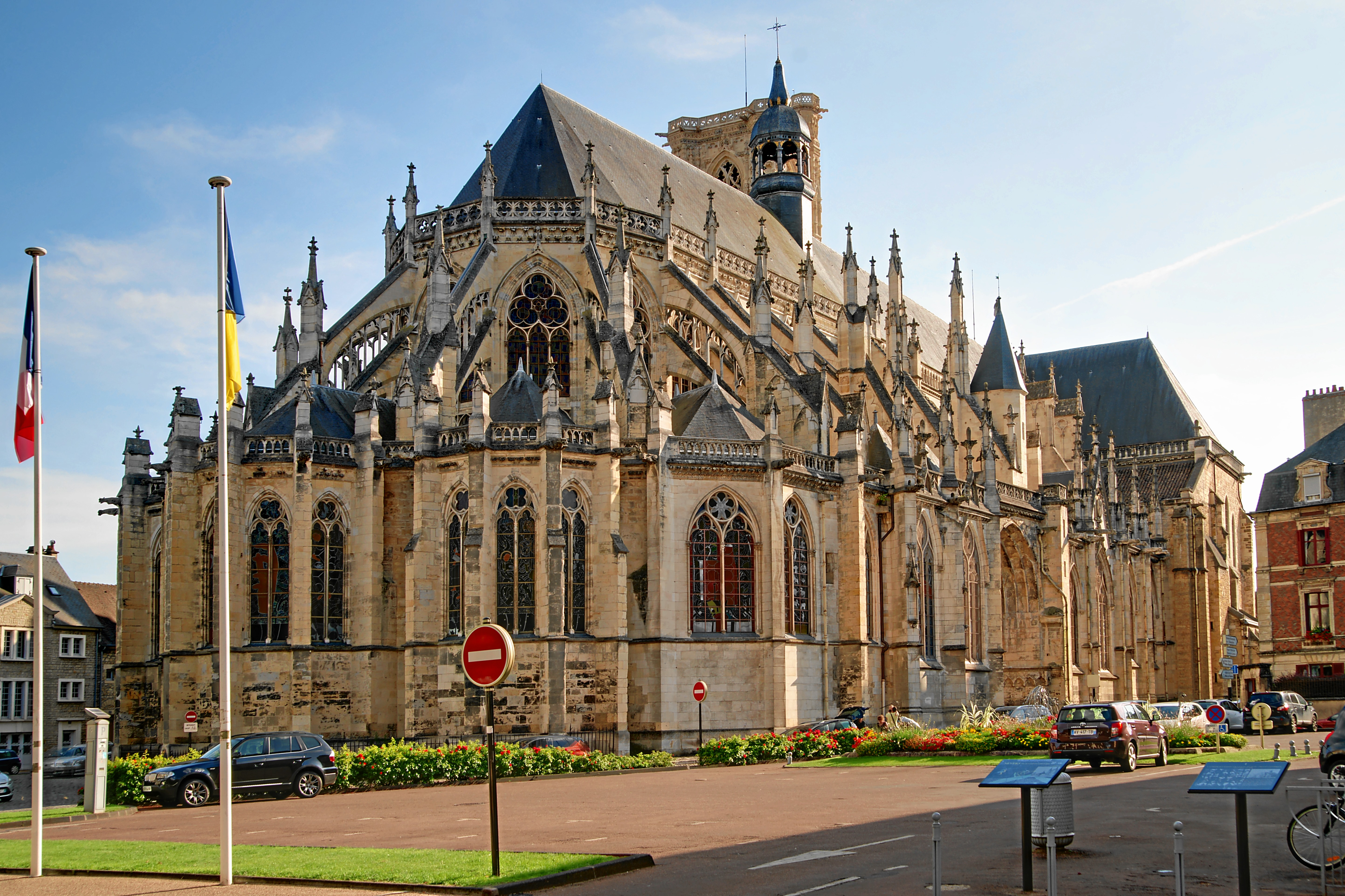
Katedra śś. Cyryka i Julity – Nevers

## Dania
- Diecezja kopenhaska (podlega bezpośrednio Stolicy Apostolskiej, obejmuje też obszar Wysp Owczych i Grenlandii)

## Estonia
- Administratura apostolska Estonii (podlega bezpośrednio Stolicy Apostolskiej)

## Finlandia
- Diecezja helsińska (podlega bezpośrednio Stolicy Apostolskiej)

## Francja

### Obrządek rzymskokatolicki

#### Metropolia Besançon
- - Archidiecezja Besançon
  - Diecezja Belfort-Montbéliard
  - Diecezja Nancy
  - Diecezja Saint-Claude
  - Diecezja Saint-Dié
  - Diecezja Verdun

#### Metropolia Bordeaux
- - Archidiecezja Bordeaux
  - Diecezja Agen
  - Diecezja Aire i Dax
  - Diecezja Bajonny
  - Diecezja Périgueux

#### Metropolia Clermont

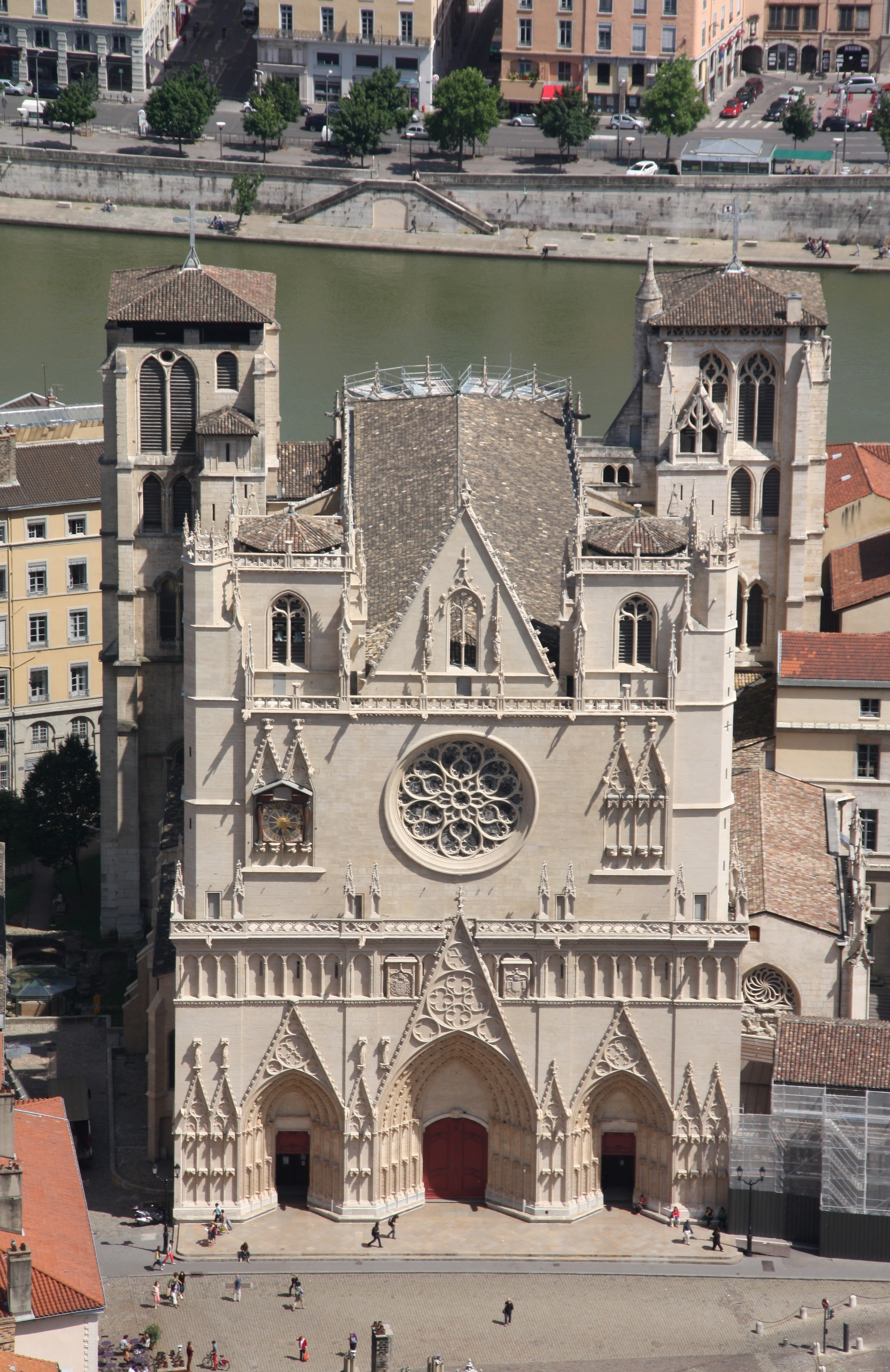
Katedra św. Jana Chrzciciela – Lyon

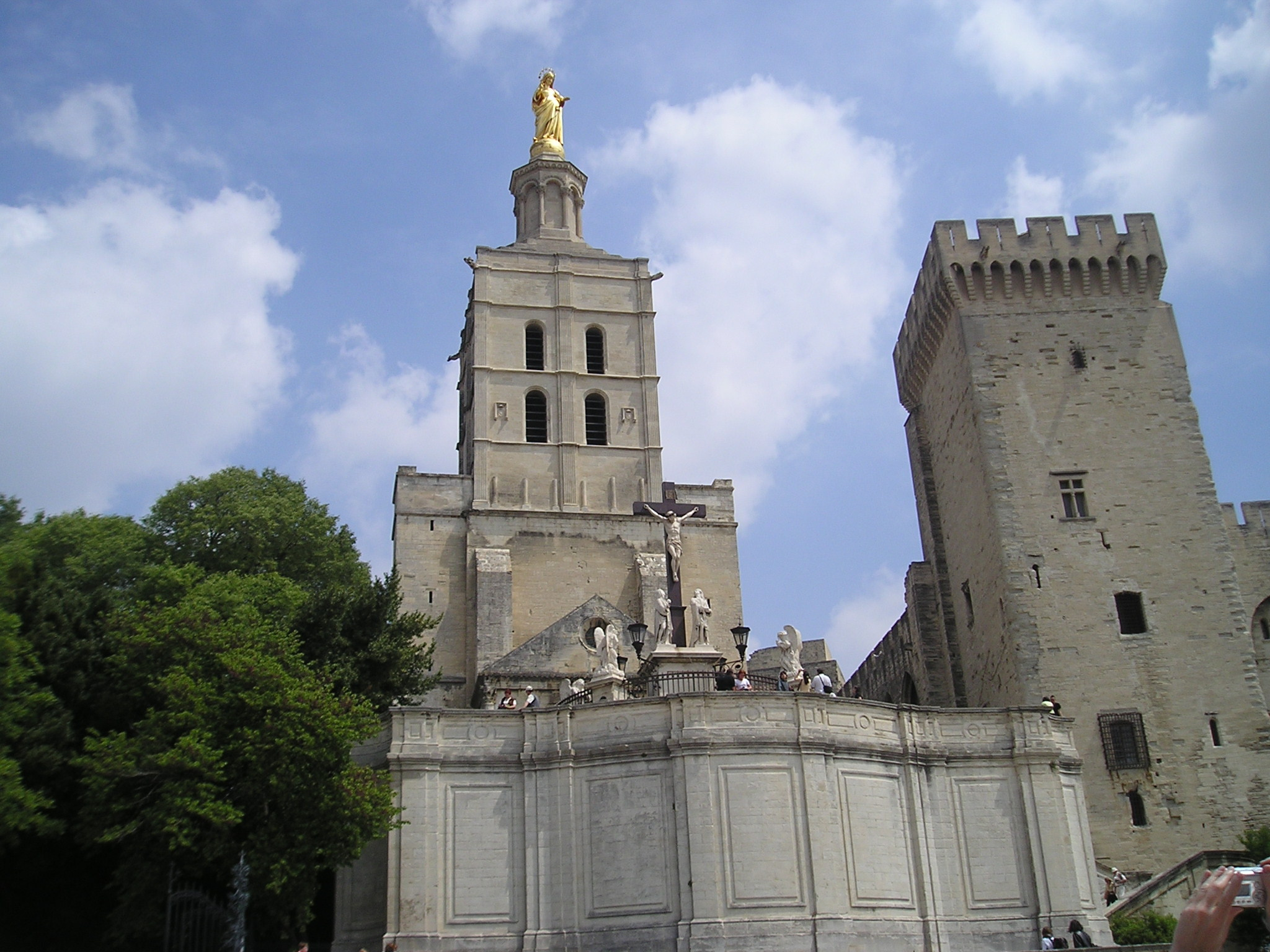
Katedra Notre-Dame des Doms – Awinion

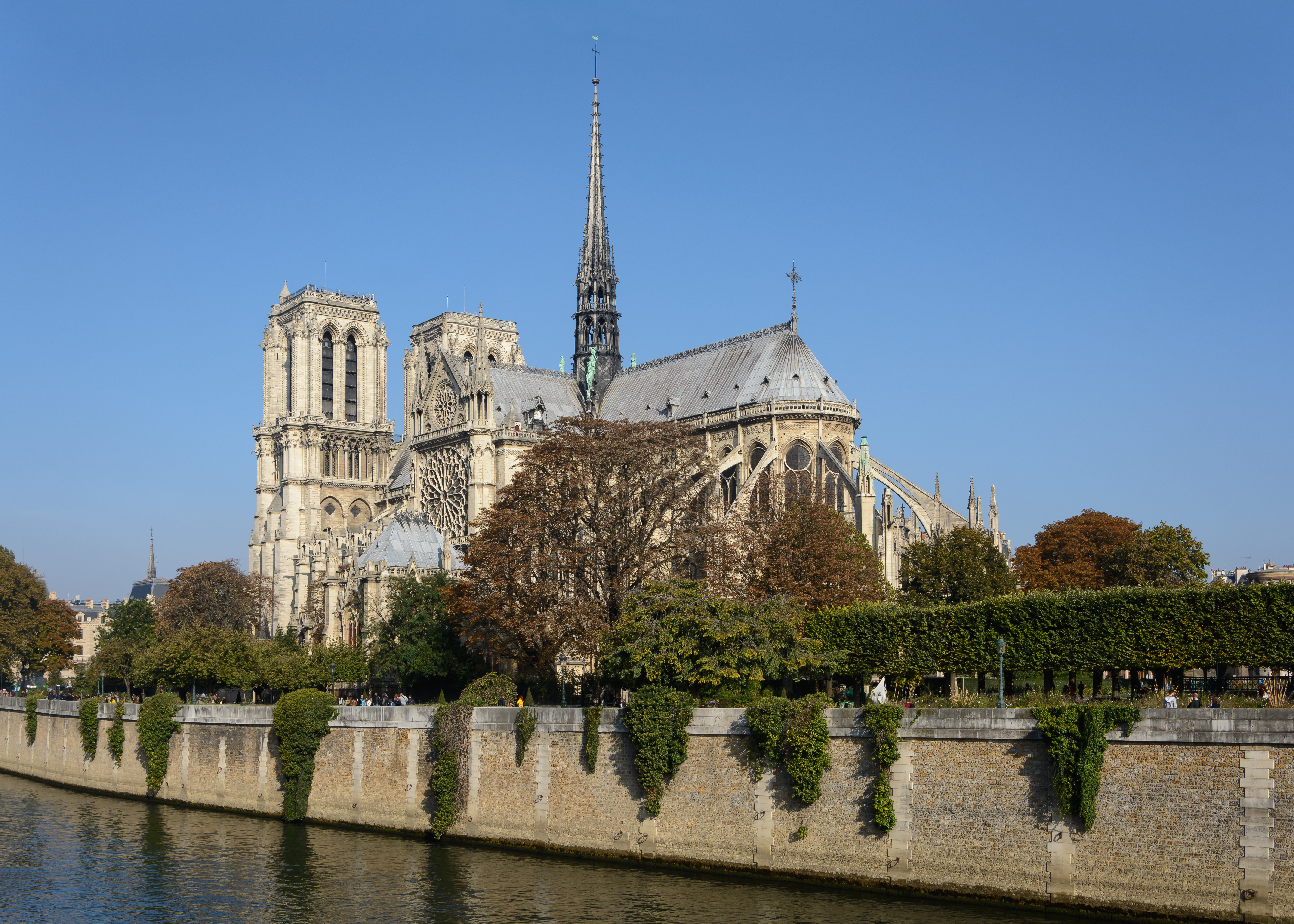
Katedra Notre-Dame – Paryż

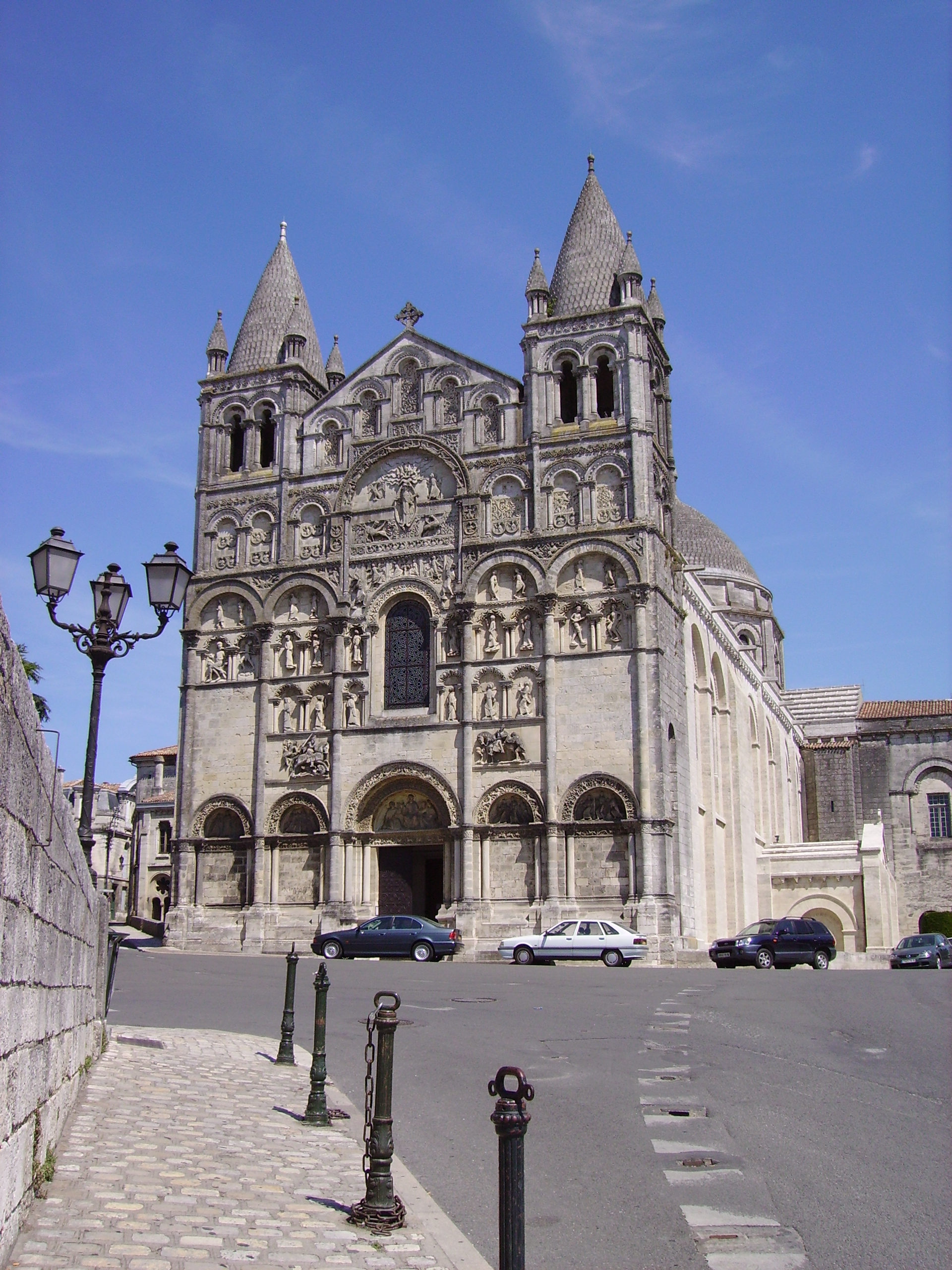
Katedra św. Piotra – Angoulême

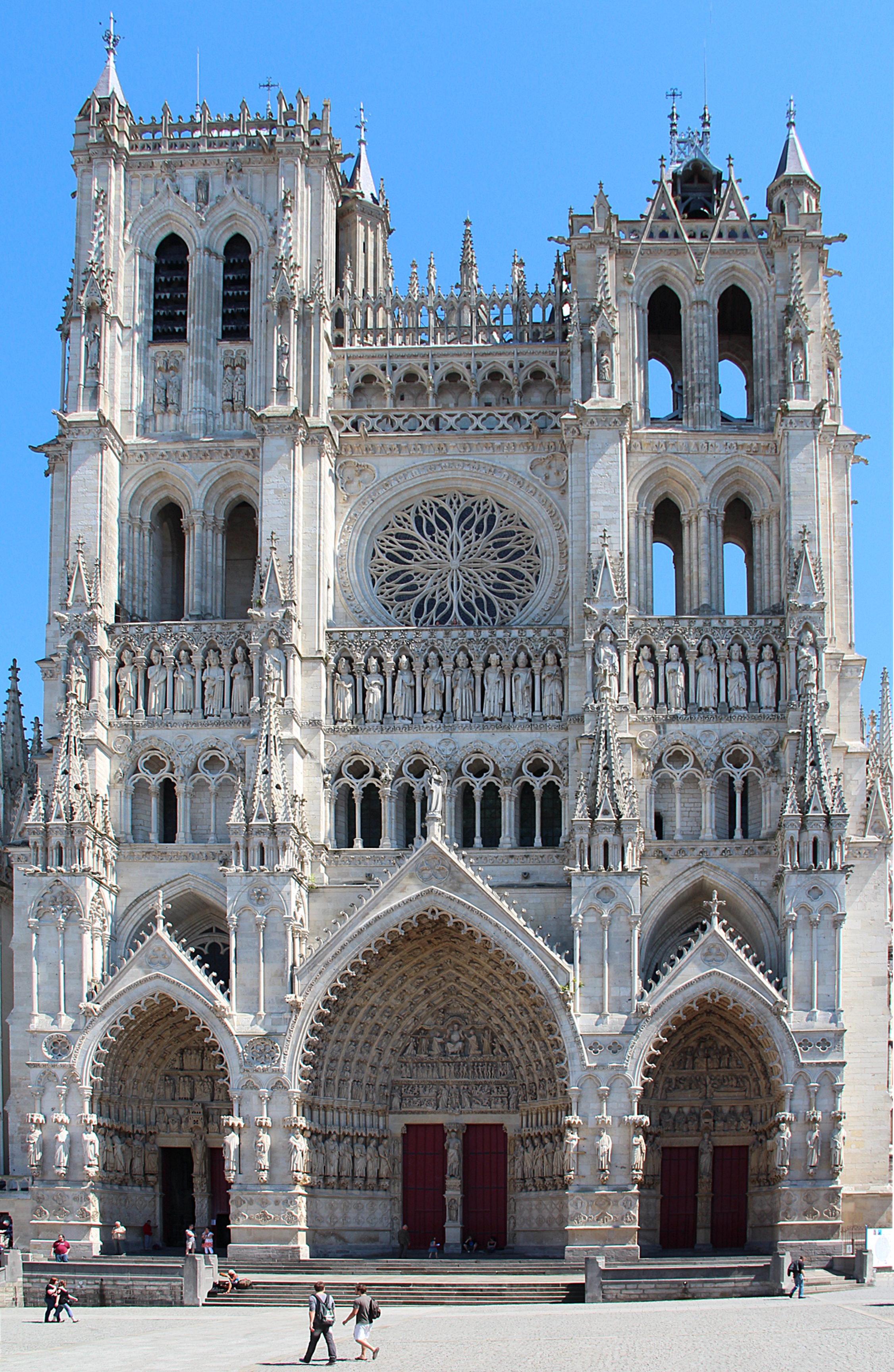
Katedra Notre Dame – Amiens

- - Archidiecezja Clermont
  - Diecezja Le Puy-en-Velay
  - Diecezja Moulins
  - Diecezja Saint-Flour

#### Metropolia Dijon
- - Archidiecezja Dijon
  - Archidiecezja Sens
  - Diecezja Autun
  - Diecezja Nevers
  - Prałatura terytorialna Mission de France

#### Metropolia Lille
- - Archidiecezja Lille
  - Archidiecezja Cambrai
  - Diecezja Arras

#### Metropolia Lyonu
- - Archidiecezja lyońska
  - Archidiecezja Chambéry
  - Diecezja Annecy
  - Diecezja Belley-Ars
  - Diecezja Grenoble-Vienne
  - Diecezja Saint-Étienne
  - Diecezja Valence
  - Diecezja Viviers

#### Metropolia Marsylii
- - Archidiecezja Marsylii
  - Archidiecezja Aix
  - Archidiecezja Awinionu
  - Diecezja Ajaccio
  - Diecezja Digne
  - Diecezja Fréjus-Toulon
  - Diecezja Gap
  - Diecezja Nicei

#### Metropolia Montpellier
- - Archidiecezja Montpellier
  - Diecezja Carcassonne i Narbonne
  - Diecezja Mende
  - Diecezja Nîmes
  - Diecezja Perpignan-Elne

#### Metropolia paryska
- - Archidiecezja paryska
  - Diecezja Créteil
  - Diecezja Évry-Corbeil-Essonnes
  - Diecezja Meaux
  - Diecezja Nanterre
  - Diecezja Pontoise
  - Diecezja Saint-Denis
  - Diecezja Versailles

#### Metropolia Poitiers

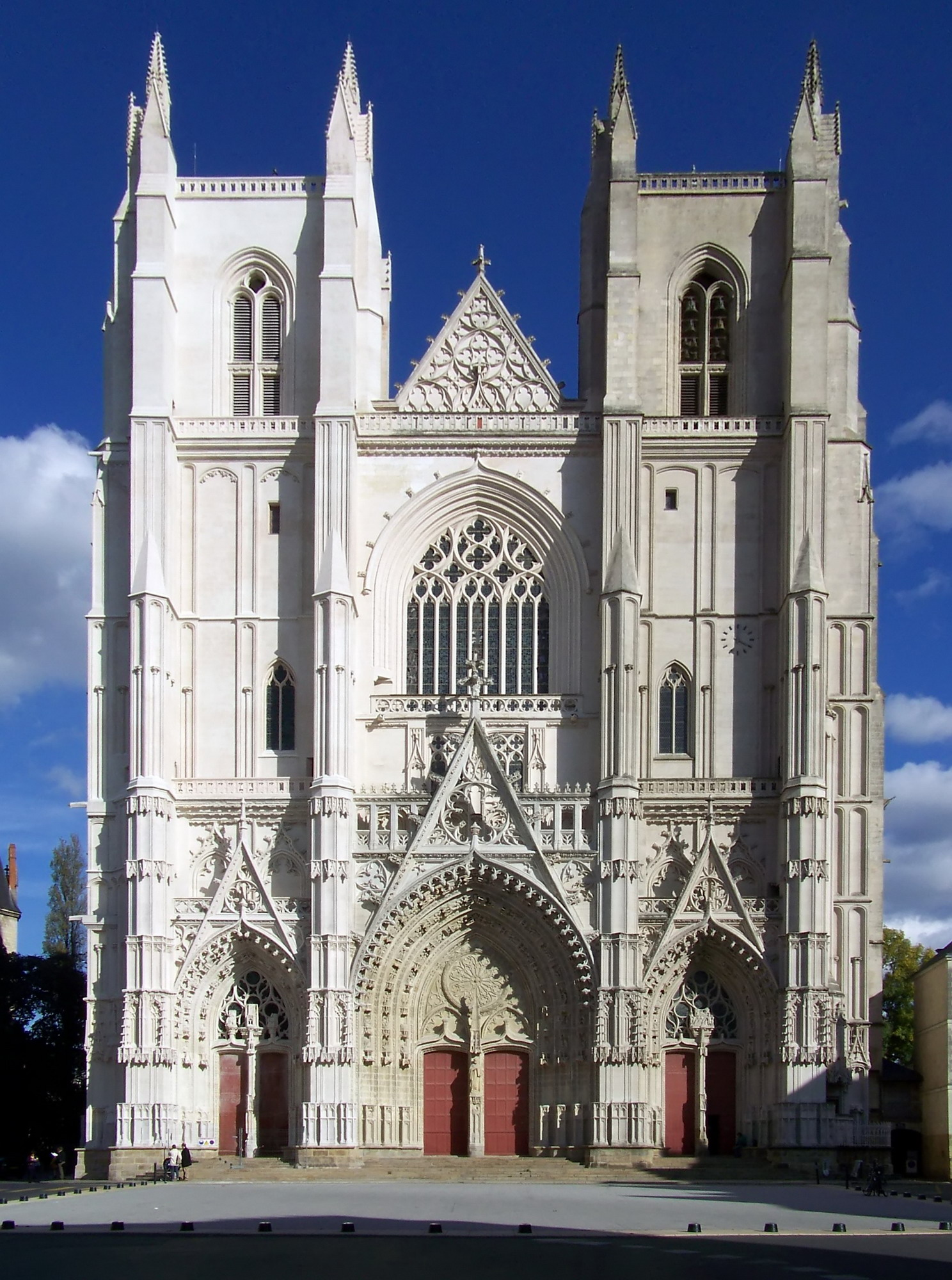
Katedra śś. Piotra i Pawła – Nantes

- - Archidiecezja Poitiers
  - Diecezja Angoulême
  - Diecezja La Rochelle
  - Diecezja Limoges
  - Diecezja Tulle

#### Metropolia Reims
- - Archidiecezja Reims
  - Diecezja Amiens
  - Diecezja Beauvais
  - Diecezja Châlons
  - Diecezja Langres
  - Diecezja Soissons
  - Diecezja Troyes

#### Metropolia Rennes

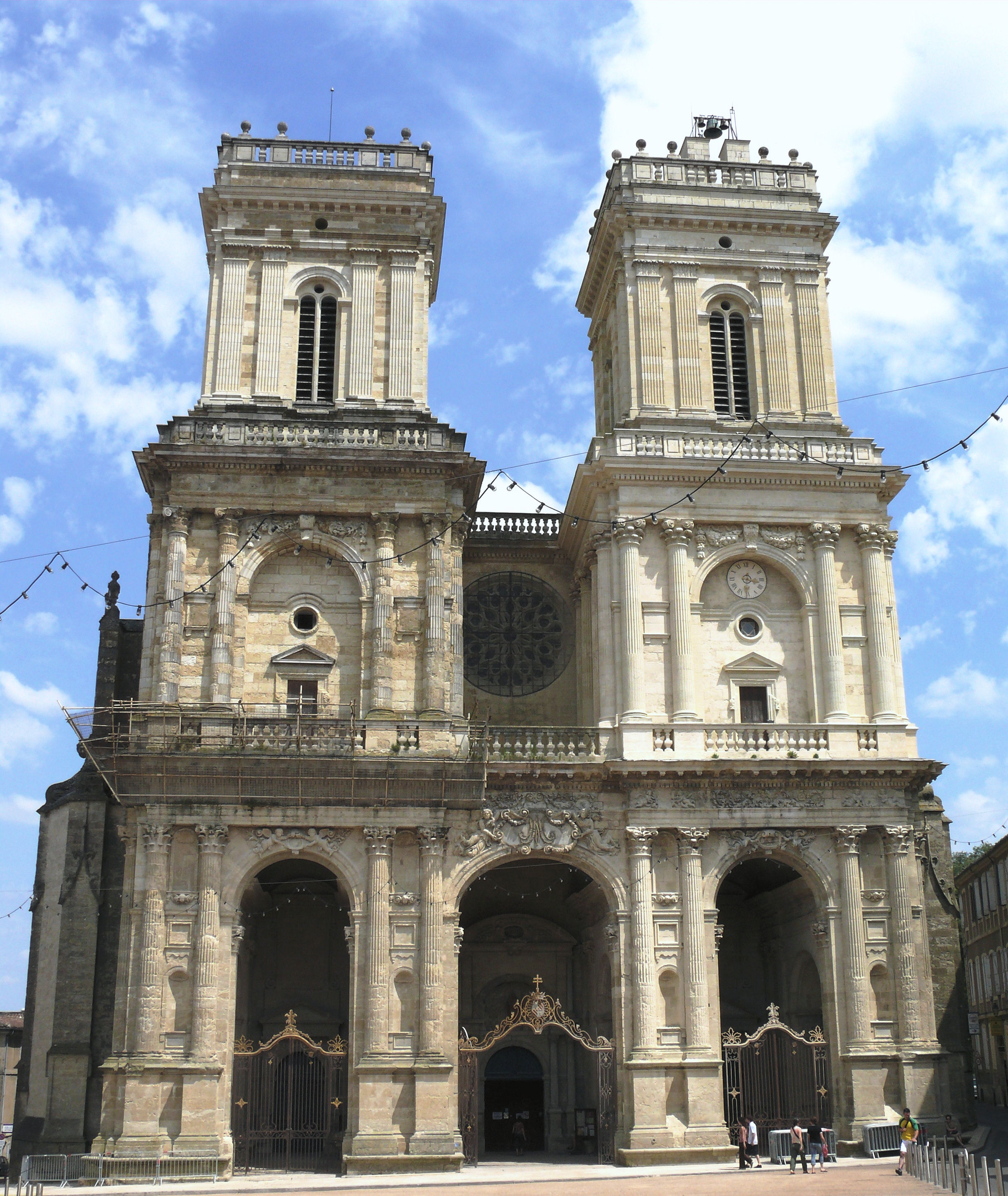
Katedra NMP – Auch

- - Archidiecezja Rennes
  - Diecezja Angers
  - Diecezja Laval
  - Diecezja Le Mans
  - Diecezja Luçon
  - Diecezja Nantes
  - Diecezja Quimper
  - Diecezja Saint-Brieuc
  - Diecezja Vannes

#### Metropolia Rouen

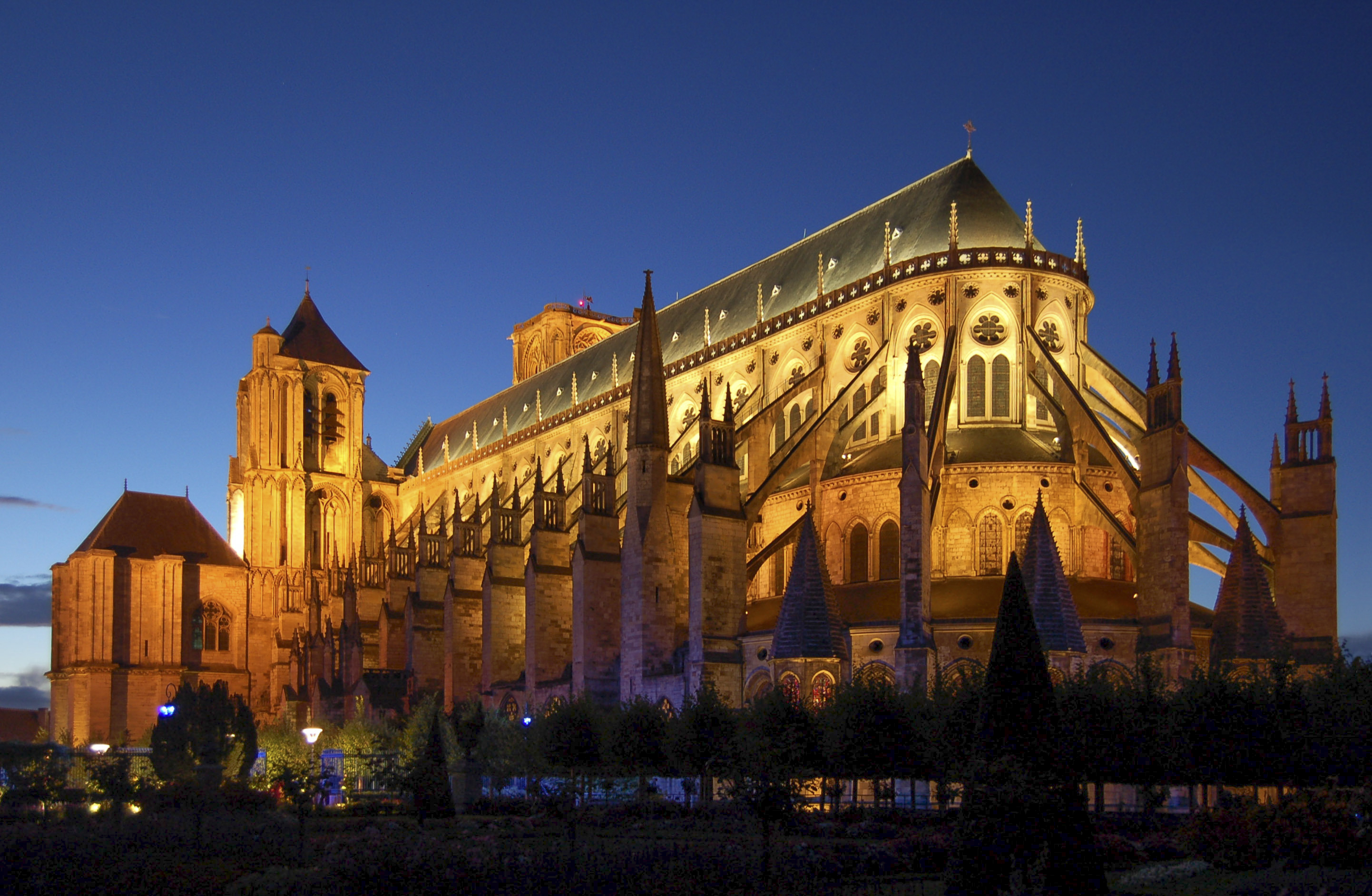
Katedra św. Szczepana – Bourges

- - Archidiecezja Rouen
  - Diecezja Bayeux
  - Diecezja Coutances
  - Diecezja Évreux
  - Diecezja Le Havre
  - Diecezja Sées

#### Metropolia Tuluzy

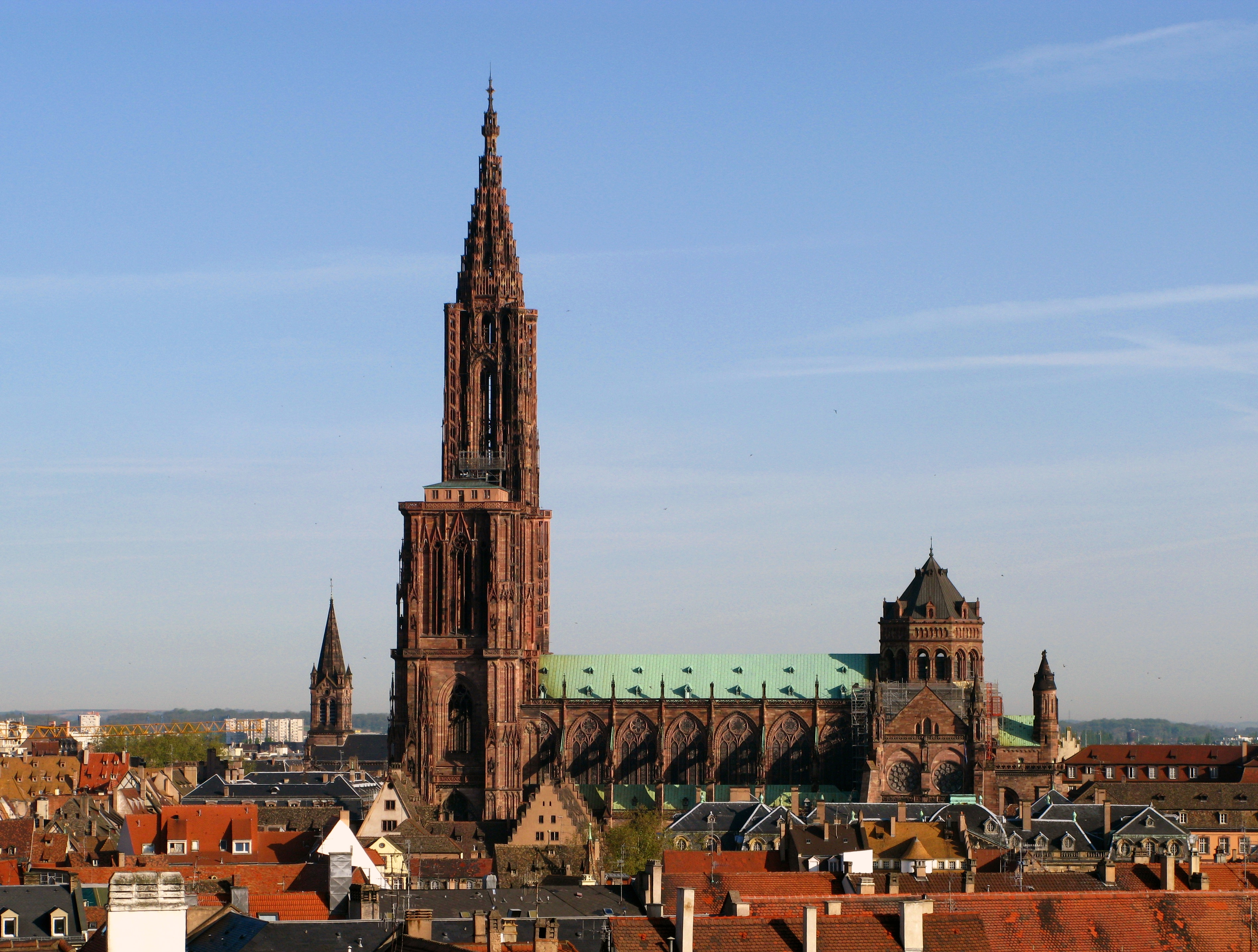
Archikatedra NMP – Strasburg

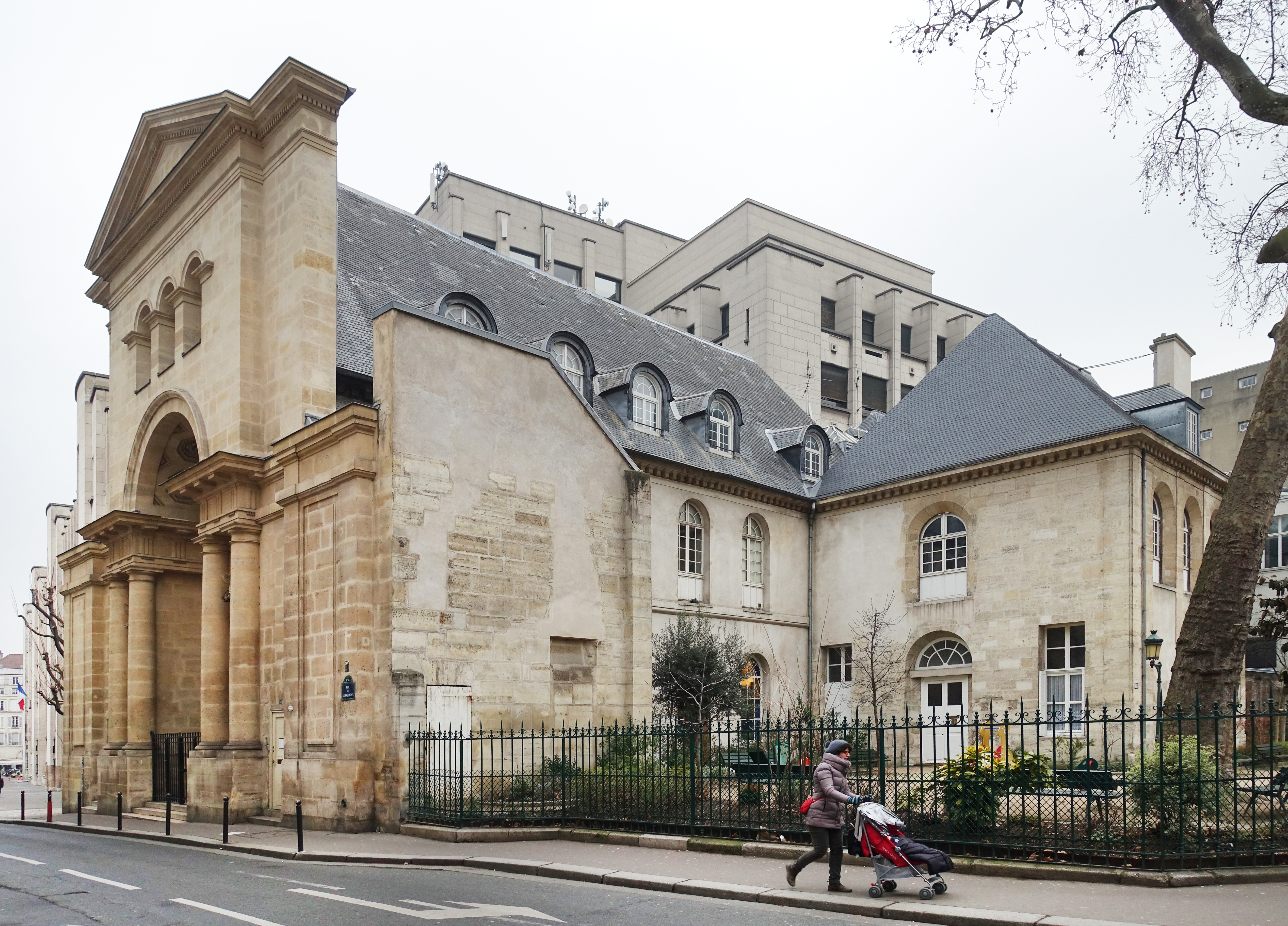
Katedra Greckokatolicka św. Włodzimierza – Paryż

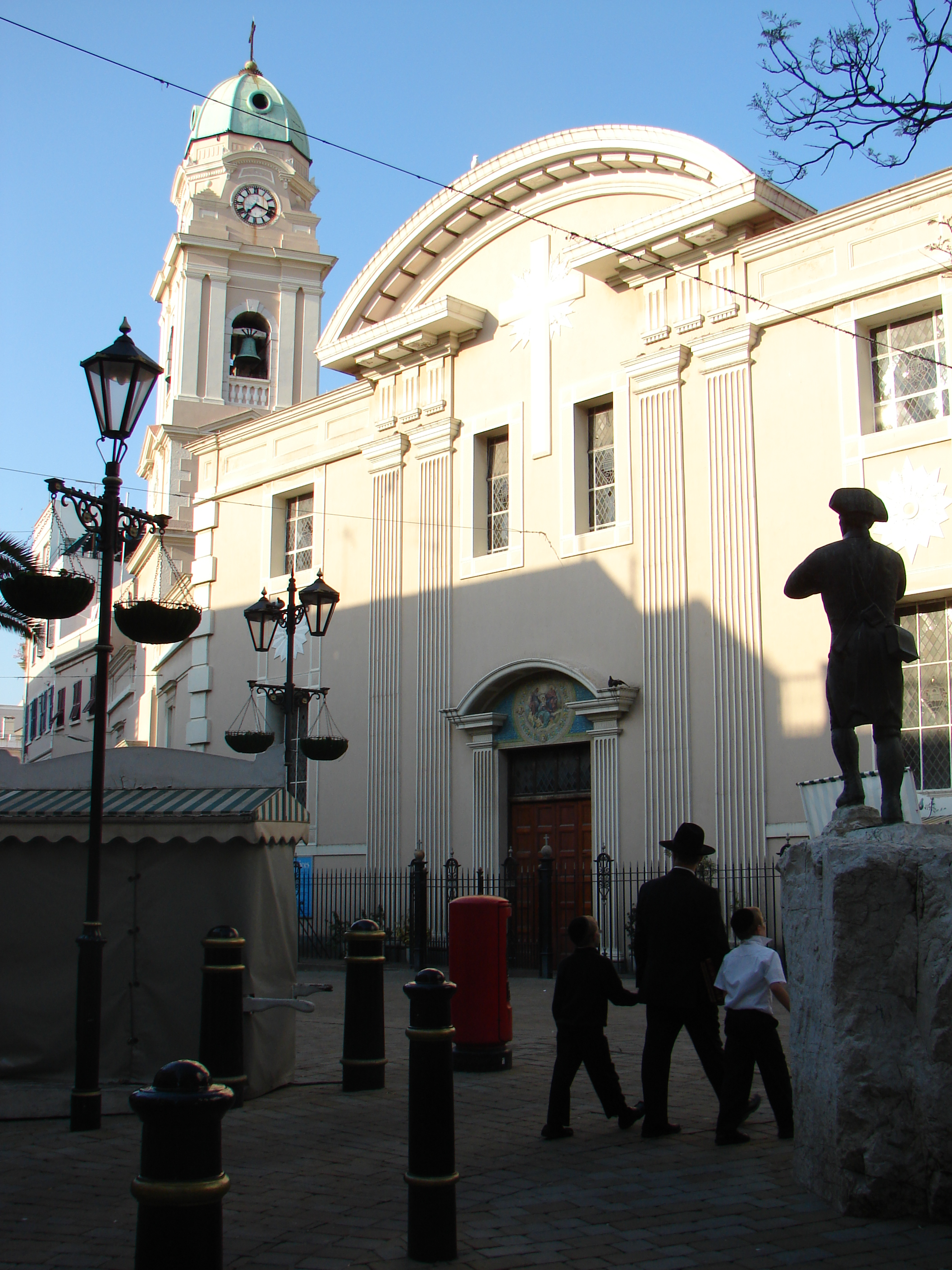
Katedra Koronacji MB Królowej – Gibraltar

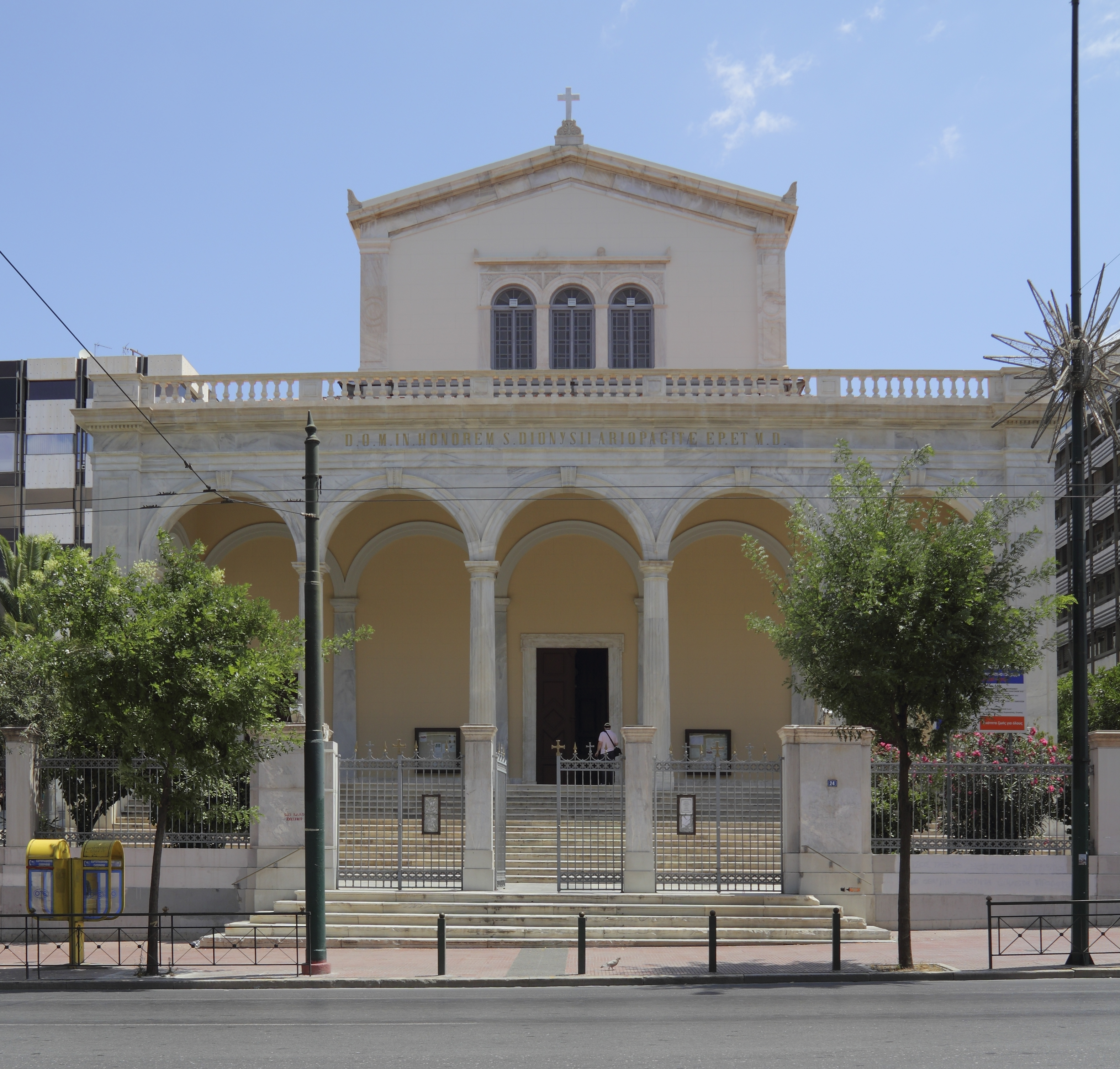
Katedra św. Dionizego – Ateny

- - Archidiecezja Tuluzy
  - Archidiecezja Albi
  - Archidiecezja Auch
  - Diecezja Cahors
  - Diecezja Montauban
  - Diecezja Pamiers
  - Diecezja Rodez
  - Diecezja Tarbes i Lourdes

#### Metropolia Tours
- - Archidiecezja Tours
  - Archidiecezja Bourges
  - Diecezja Blois
  - Diecezja Chartres
  - Diecezja Orleanu

#### Diecezje podległe bezpośrednioStolicy Apostolskiej
- - Archidiecezja Strasbourgu
  - Diecezja Metz
  - Diecezja Armii Francuskiej

### Obrządek bizantyjsko-ukraiński
- Eparchia św. Włodzimierza Wielkiego w Paryżu

### Obrządek ormiański
- Eparchia Sainte-Croix-de-Paris

### Obrządek maronicki
- Eparchia Matki Boskiej Libańskiej w Paryżu

### Inne katolickie obrządki wschodnie
- Ordynariat Francji, wiernych obrządków wschodnich

## Gibraltar
- Diecezja Gibraltaru (podlega bezpośrednio Stolicy Apostolskiej)

## Grecja

### Obrządek łaciński

#### Metropolia Korfu–Zakintos–Kefalina
- Archidiecezja Korfu–Zakintos–Kefalina

#### Metropolia Naksos-Andros-Tinos-Mykonos
- Archidiecezja Naksos-Andros-Tinos-Mykonos
  - Diecezja chioska
  - Diecezja kreteńska
  - Diecezja santoryńska
  - Diecezja sirosko-meloska

#### Diecezje bezpośrednio podległeStolicy Apostolskiej
- Archidiecezja ateńska
- Archidiecezja rodoska
- Wikariat apostolski Salonik

### Obrządek greckokatolicki
- Egzarchat apostolski Grecji

### Obrządek ormiański
- Ordynariat Grecji

## Hiszpania

### Metropolia barcelońska

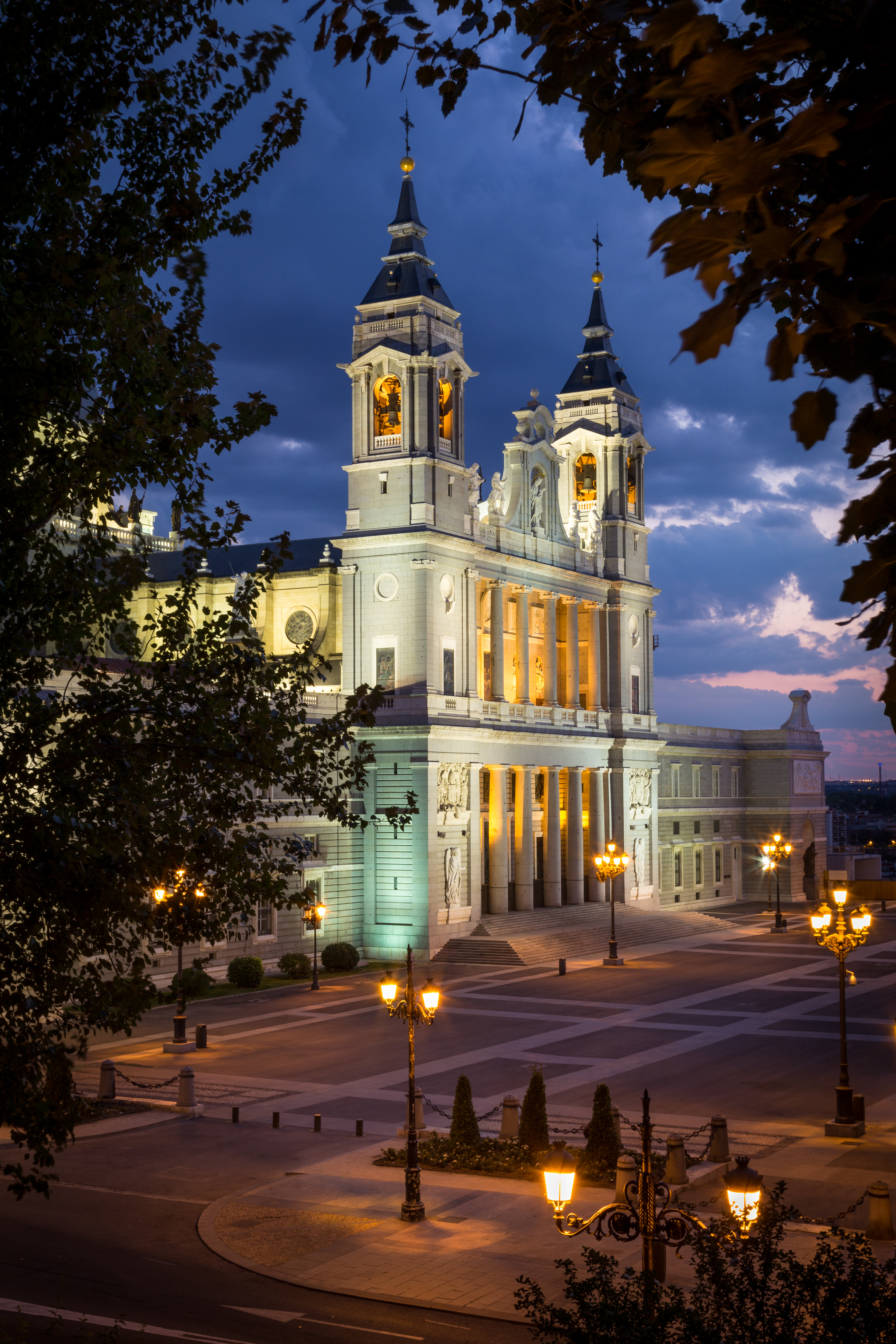
Archikatedra Matki Bożej – Madryt

- Archidiecezja barcelońska
  - Diecezja Sant Feliu de Llobregat
  - Diecezja Terrassa

### Metropolia Burgos
- Archidiecezja Burgos
  - Diecezja Bilbao
  - Diecezja Osma-Soria
  - Diecezja Palencia
  - Diecezja Vitoria

### Metropolia granadzka
- Archidiecezja Granada
  - Diecezja Almería
  - Diecezja Cartagena
  - Diecezja Guadix
  - Diecezja Jaén
  - Diecezja Málaga

### Metropolia madrycka

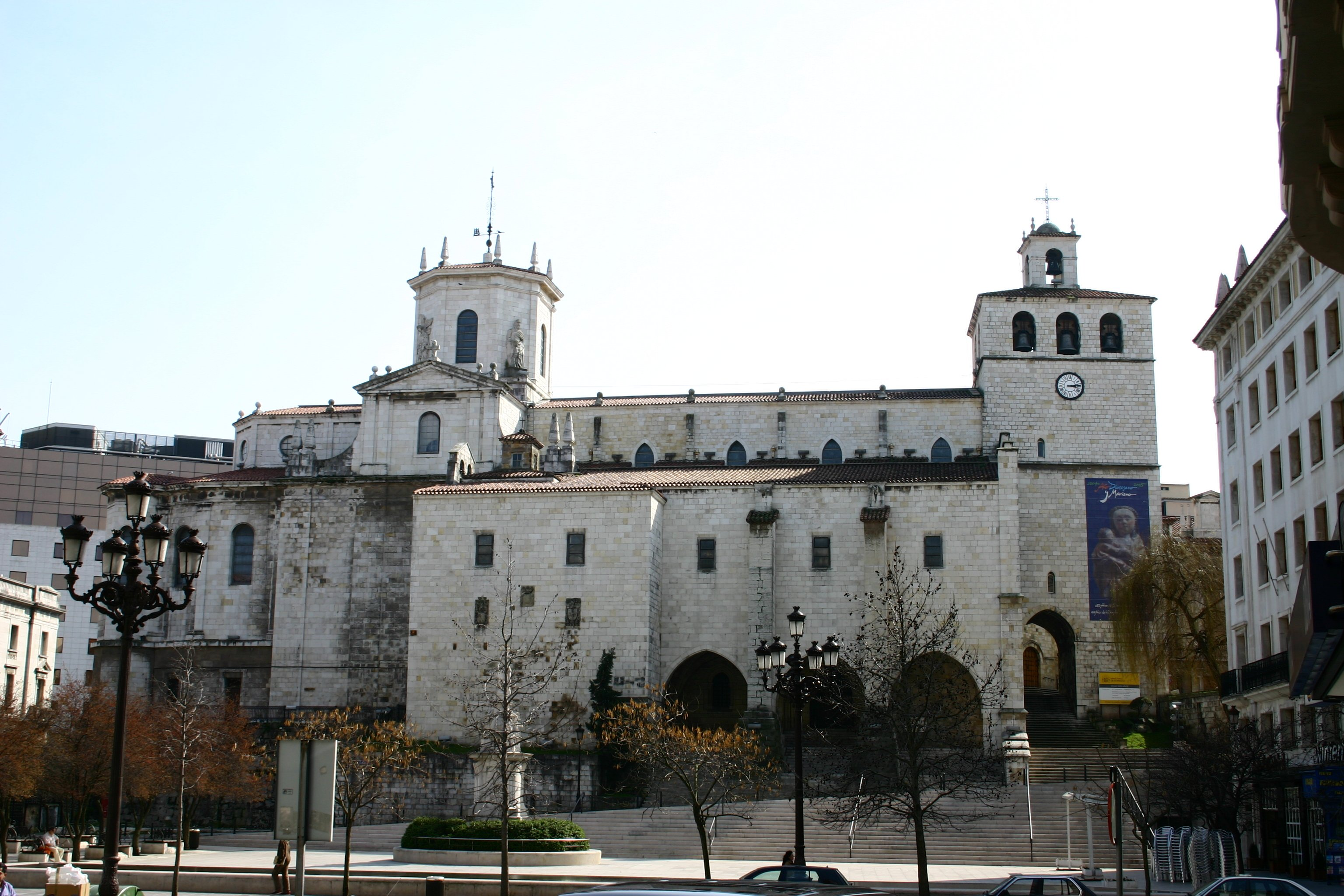
Katedra WNMP i św. Antoniego – Santander

- Archidiecezja madrycka
  - Diecezja Alcalá de Henares
  - Diecezja Getafe

### Metropolia Mérida-Badajoz
- Archidiecezja Méridy-Badajoz
  - Diecezja Coria-Cáceres
  - Diecezja Plasencia

### Metropolia oviedzka

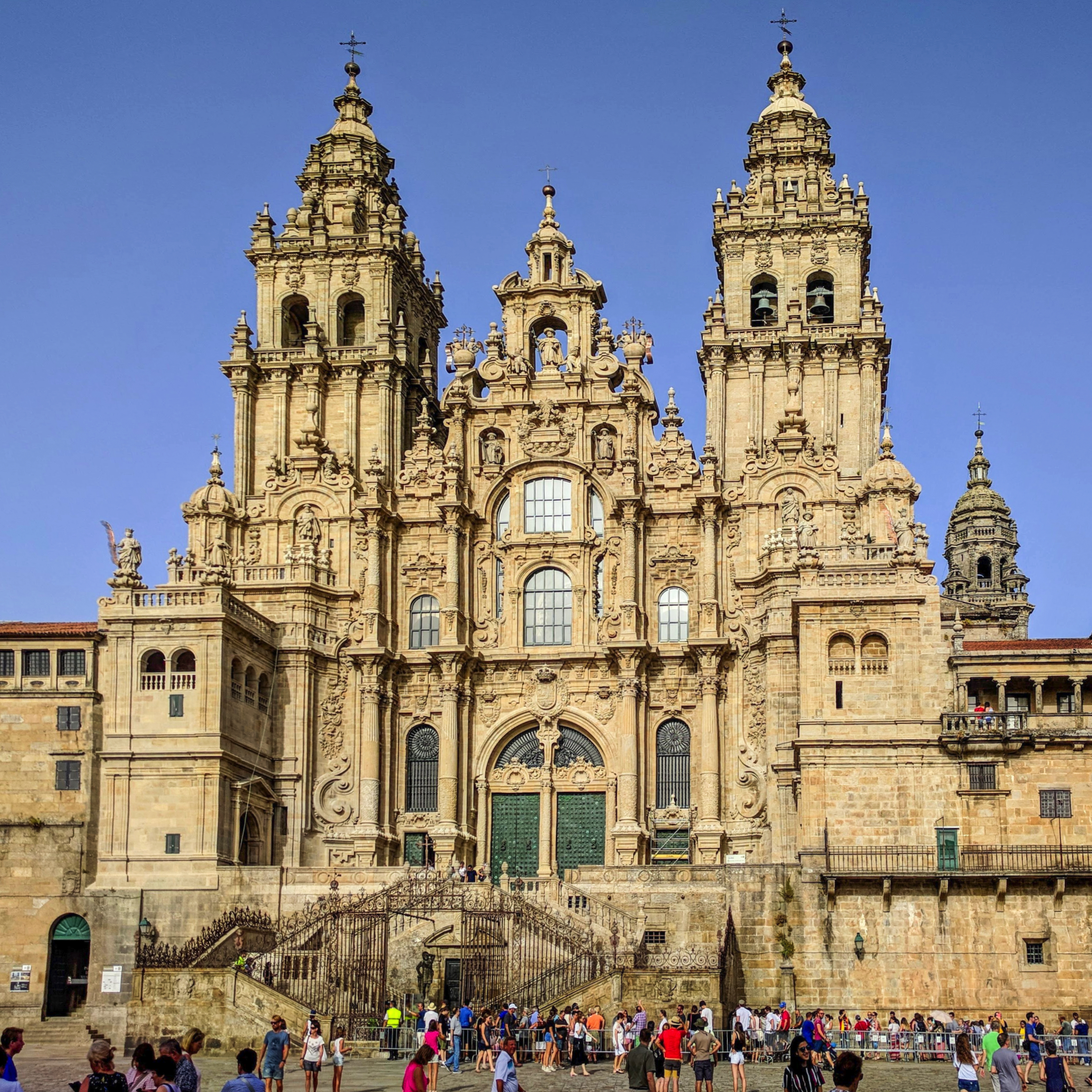
Archikatedra św. Jakuba w Santiago de Compostela

- Archidiecezja Oviedo
  - Diecezja Astorga
  - Diecezja León
  - Diecezja Santander

### Metropolia pampeluńska
- Archidiecezja Pampeluny i Tudeli
  - Diecezja Calahorra y La Calzada-Logroño
  - Diecezja Jaca
  - Diecezja San Sebastián

### Metropolia Santiago de Compostela
- Archidiecezja Santiago de Compostela

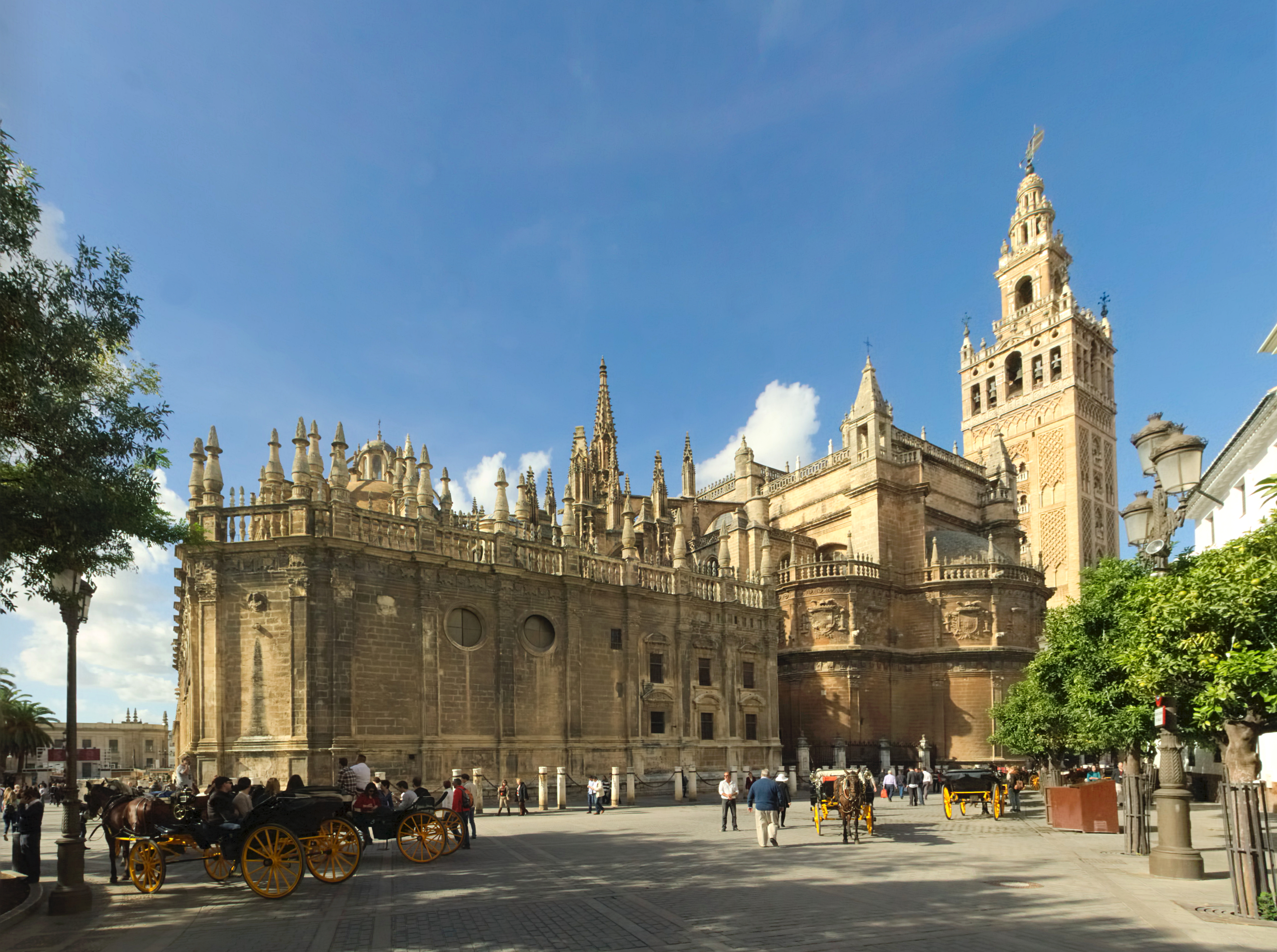
Katedra NMP – Sevilla

  - Diecezja Lugo
  - Diecezja Mondoñedo-Ferrol
  - Diecezja Ourense
  - Diecezja Tui-Vigo

### Metropolia sevillska
- Archidiecezja Sevilli
  - Diecezja Kadyksu i Ceuty
  - Diecezja kanaryjska
  - Diecezja Kordoby
  - Diecezja Huelvy
  - Diecezja Jerez de la Frontera
  - Diecezja San Cristóbal de La Laguna

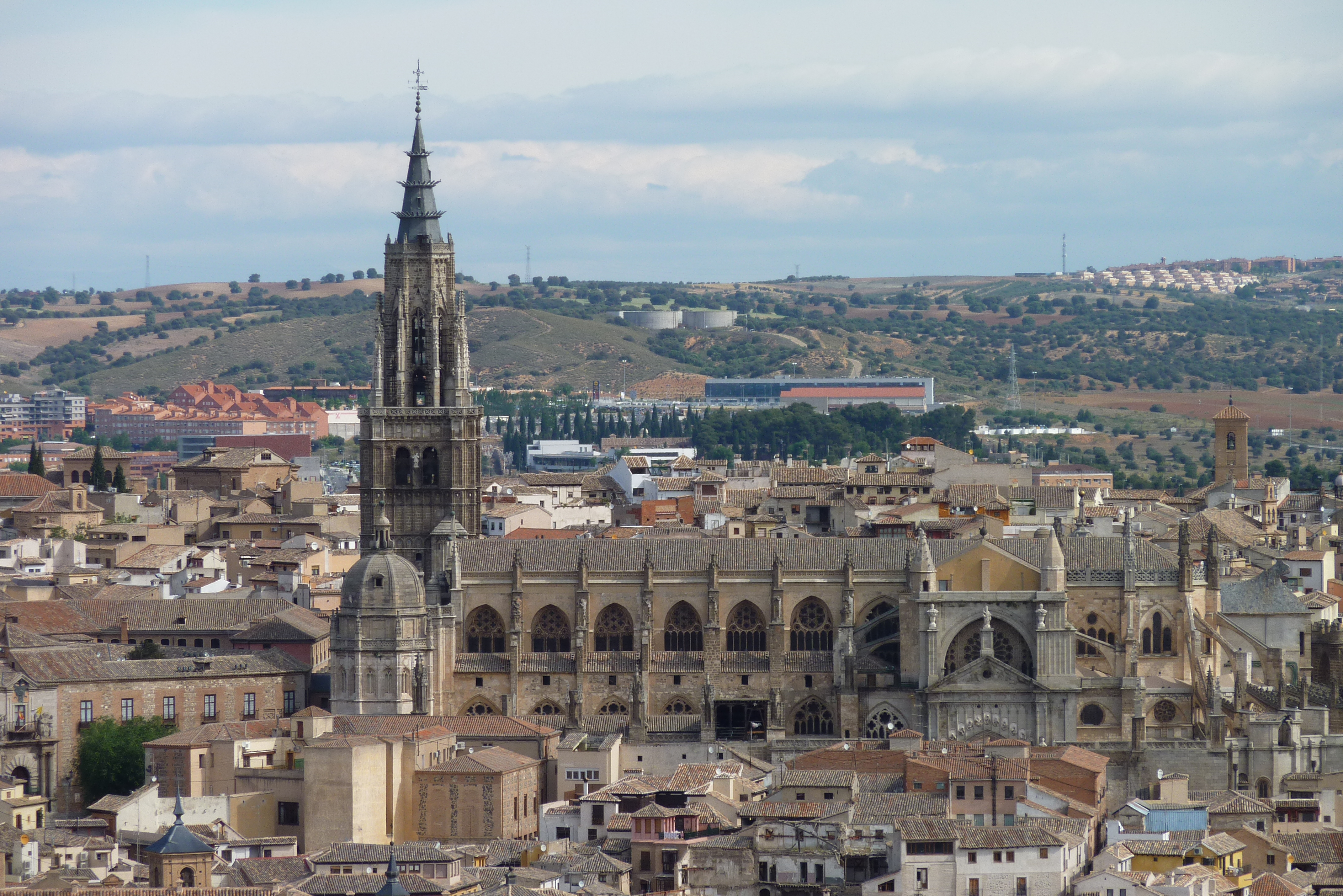
Katedra NMP – Toledo

### Metropolia tarragońska
- Archidiecezja Tarragona
  - Diecezja Girona
  - Diecezja Lleida
  - Diecezja Solsona
  - Diecezja Tortosa
  - Diecezja Urgell (obejmuje też obszar Andory)

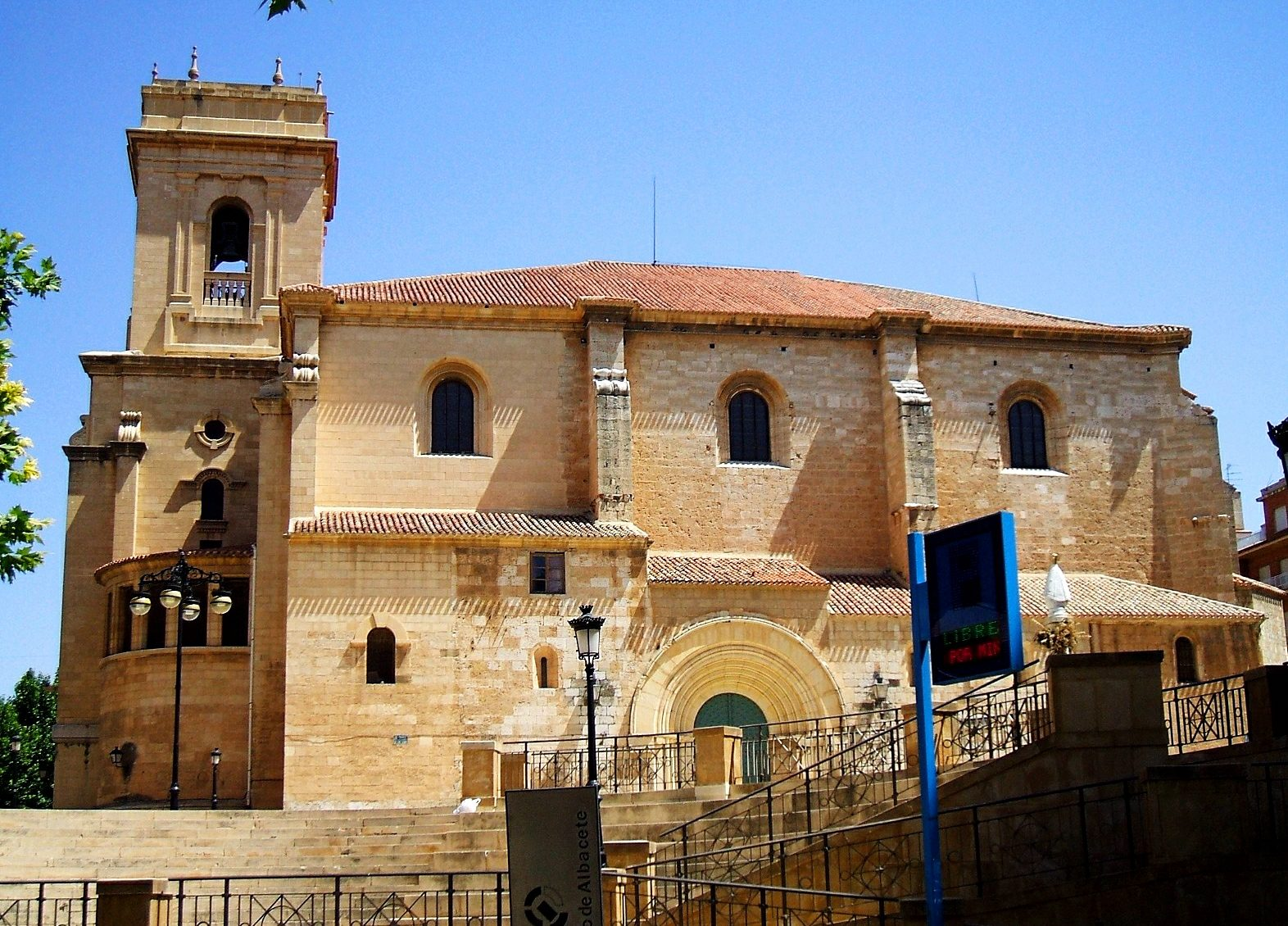
Katedra św. Jana Chrzciciela – Albacete

  - Diecezja Vic

### Metropolia Toledo

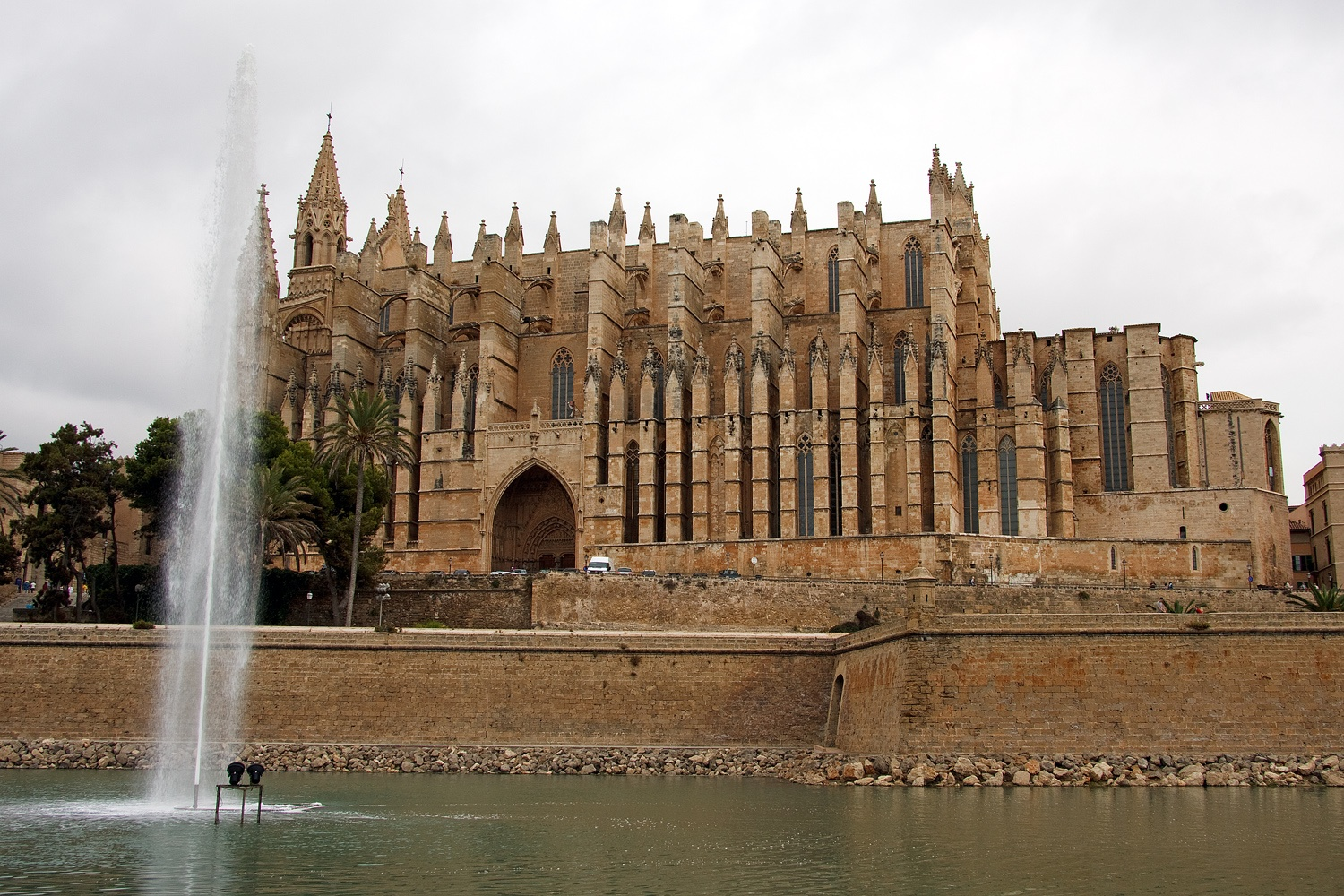
Katedra La Seu – Palma de Mallorca

- Archidiecezja Toledo
  - Diecezja Albacete
  - Diecezja Ciudad Real
  - Diecezja Cuenca
  - Diecezja Sigüenza-Guadalajara

### Metropolia walencka

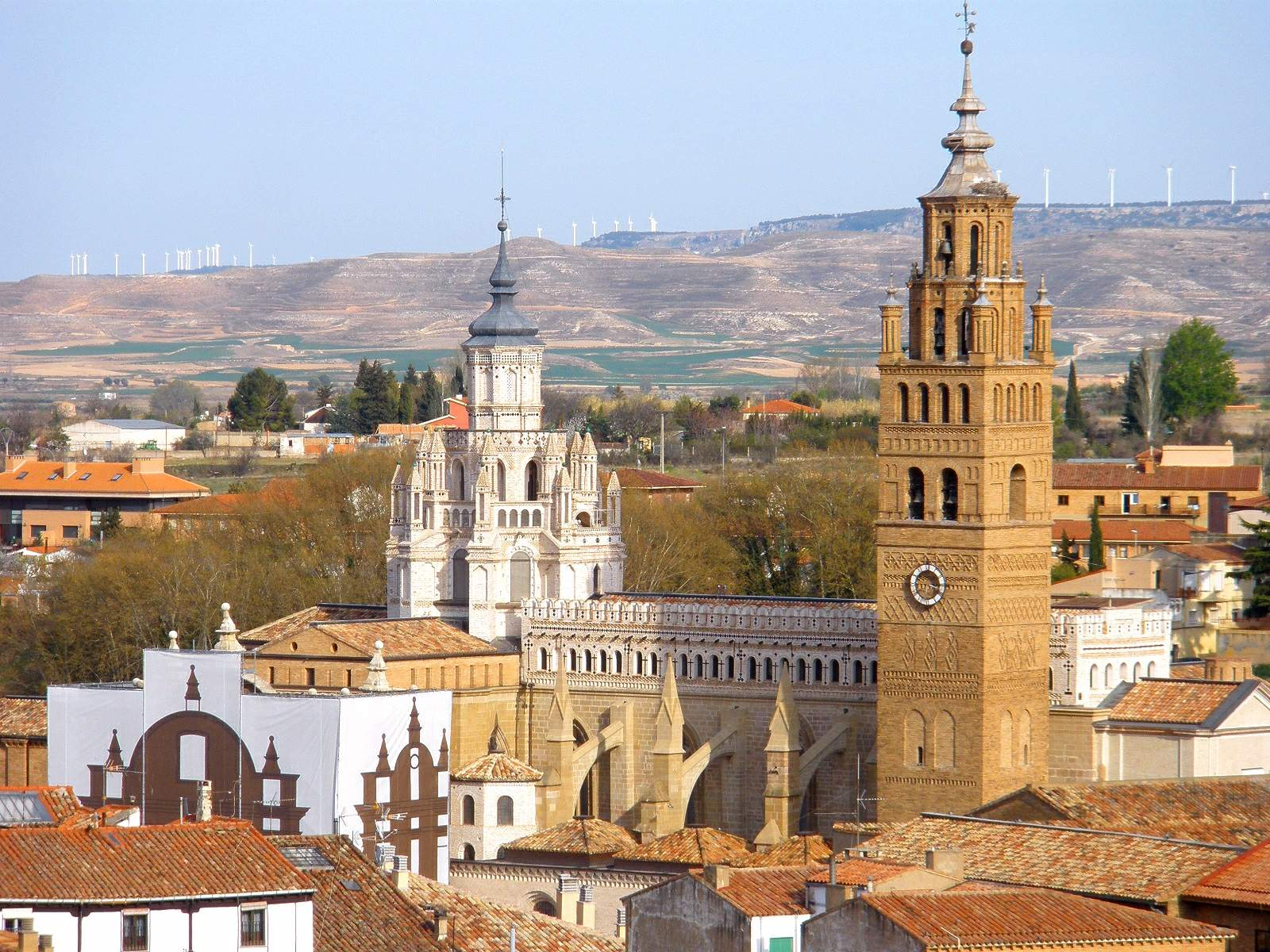
Katedra Nuestra Sinyora d'a Huerta – Tarazona

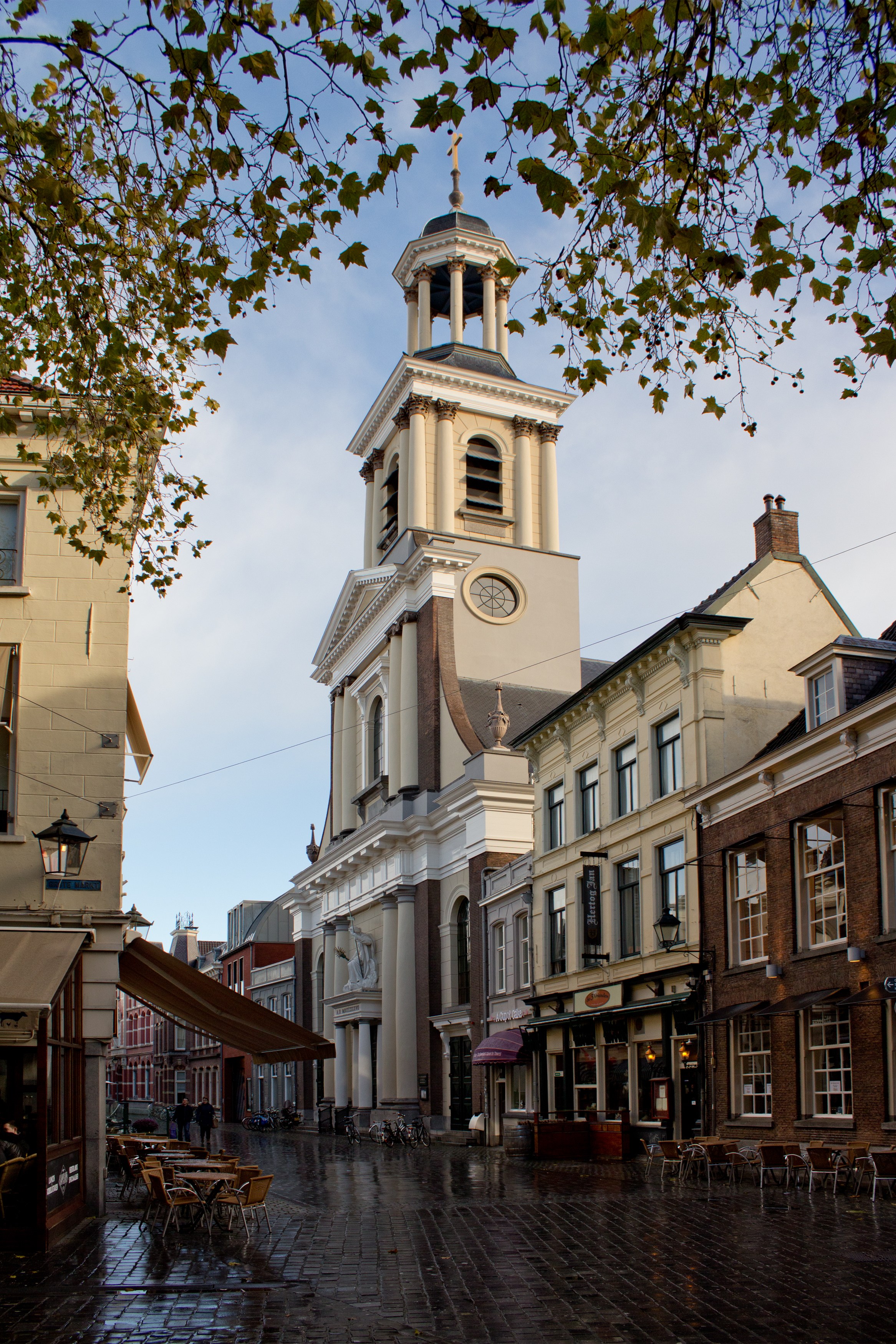
Katedra św. Antoniego – Breda

- Archidiecezja walencka
  - Diecezja Ibizy
  - Diecezja Majorki
  - Diecezja Minorki
  - Diecezja Orihueli-Alicante
  - Diecezja Segorbe-Castellón

### Metropolia Valladolid
- Archidiecezja Valladolid
  - Diecezja Ávila
  - Diecezja Ciudad Rodrigo
  - Diecezja Salamanka
  - Diecezja Segowia
  - Diecezja Zamora

### Metropolia Saragossy
- Archidiecezja Saragossy
  - Diecezja Barbastro-Monzón
  - Diecezja Huesca
  - Diecezja Tarazona
  - Diecezja Teruel i Albarracín

#### Patriarchat Indii Zachodnich
(podległy bezpośrednio Stolicy Apostolskiej)

### Obrządek wschodni
- Ordynariat dla wiernych obrządku wschodniego w Hiszpanii

## Holandia

### Metropolia utrechcka
- Archidiecezja utrechcka
  - Diecezja bredzka
  - Diecezja Groningen-Leeuwarden
  - Diecezja Haarlem-Amsterdam
  - Diecezja Roermond
  - Diecezja Rotterdam
  - Diecezja ’s-Hertogenbosch

### Ordynariat Wojskowy Holandii
(podległy bezpośrednio Stolicy Apostolskiej)

## Irlandia

### Metropolia Armagh
Pierwsze 6 (archi)diecezji leży na obszarze Irlandii Północnej, należącej do Wielkiej Brytanii

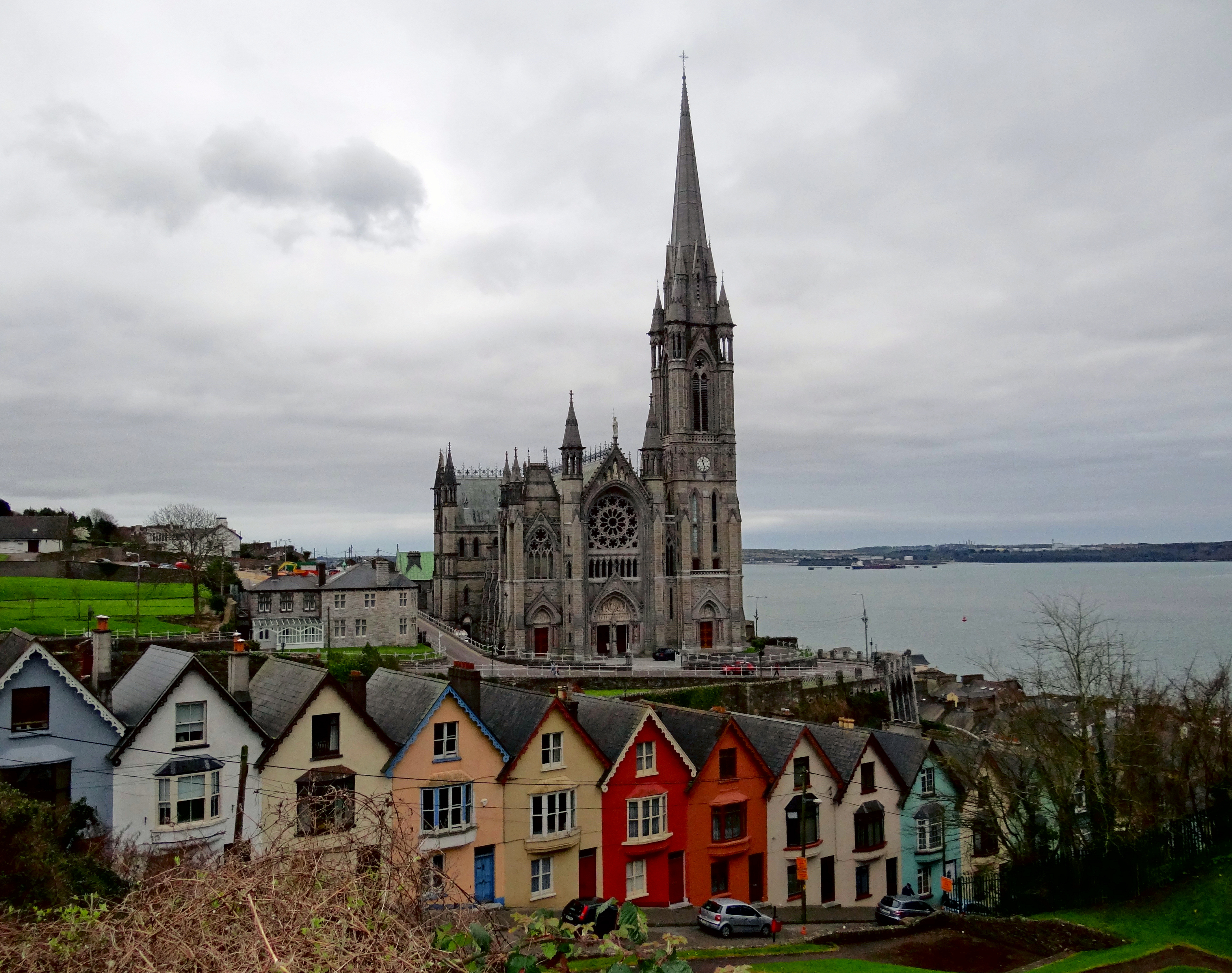
Katedra św. Kolmana – Cobh (diecezja Cloyne)

- Archidiecezja Armagh
  - Diecezja Clogher
  - Diecezja Derry
  - Diecezja Down-Connor
  - Diecezja Dromore
  - Diecezja Kilmore
  - Diecezja Meath
  - Diecezja Raphoe
  - Diecezja Ardagh i Clonmacnoise

### Metropolia Cashel-Emly
- Archidiecezja Cashel i Emly
  - Diecezja Cloyne
  - Diecezja Cork i Ross
  - Diecezja Kerry
  - Diecezja Killaloe
  - Diecezja Limerick
  - Diecezja Waterford i Lismore

### Metropolia dublińska
- Archidiecezja dublińska
  - Diecezja Ferns
  - Diecezja Kildare-Leighlin
  - Diecezja Ossory

### Metropolia Tuam
- Archidiecezja Tuam
  - Diecezja Achonry
  - Diecezja Clonfert
  - Diecezja Elphin
  - Diecezja Galway-Kilmacduagh
  - Diecezja Killala

## Islandia
- Diecezja reykjawicka (podlega bezpośrednio Stolicy Apostolskiej)

## Liechtenstein
- Archidiecezja Vaduz (podlega bezpośrednio Stolicy Apostolskiej)

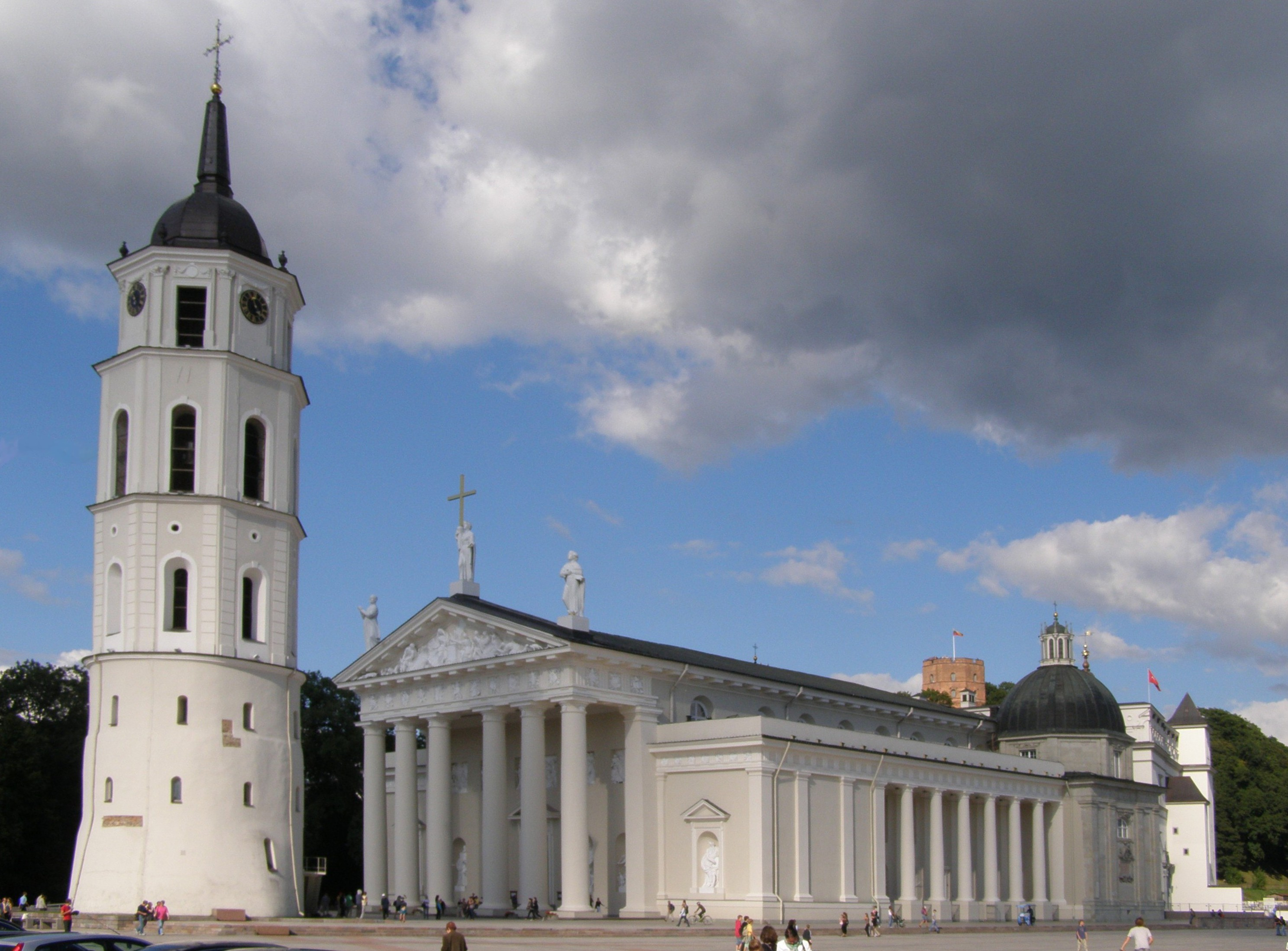
Katedra śś. Stanisława i Władysława – Wilno

## Litwa

### Metropolia wileńska
- Archidiecezja wileńska
  - Diecezja koszedarska
  - Diecezja poniewieska

### Metropolia kowieńska
- Archidiecezja kowieńska
  - Diecezja szawelska
  - Diecezja telszańska
  - Diecezja wiłkowyska

### Diecezje bezpośrednio podległeStolicy Apostolskiej
- ordynariat wojskowy na Litwie

## Luksemburg
- Archidiecezja luksemburska (podlega bezpośrednio Stolicy Apostolskiej)

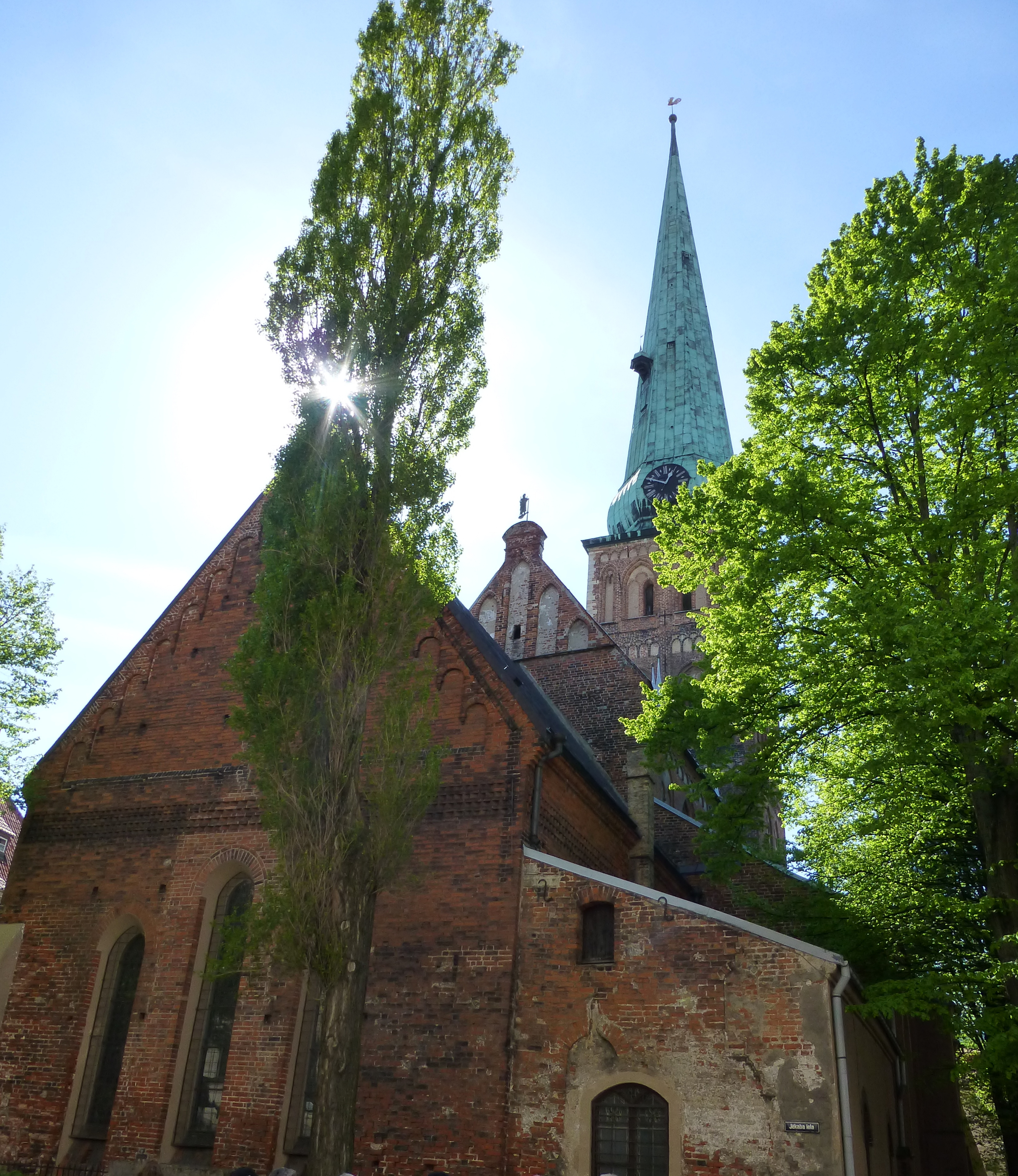
Katedra św. Jakuba – Ryga

## Łotwa

### Metropolia ryska
- Archidiecezja ryska
  - Diecezja jełgawska
  - Diecezja lipawska
  - Diecezja rzeżycko-agłońska

## Macedonia Północna

### Obrządek łaciński
- Diecezja skopijska (podlega metropolii sarajewskiej)

### Obrządek greckokatolicki
- Eparchia Matki Bożej Wniebowziętej w Strumicy-Skopju

## Malta

### Metropolia maltańska
1. Archidiecezja maltańska
2. Diecezja Gozo

## Mołdawia
- Diecezja kiszyniowska (podlega bezpośrednio Stolicy Apostolskiej)

## Monako
- Archidiecezja Monako (podlega bezpośrednio Stolicy Apostolskiej)

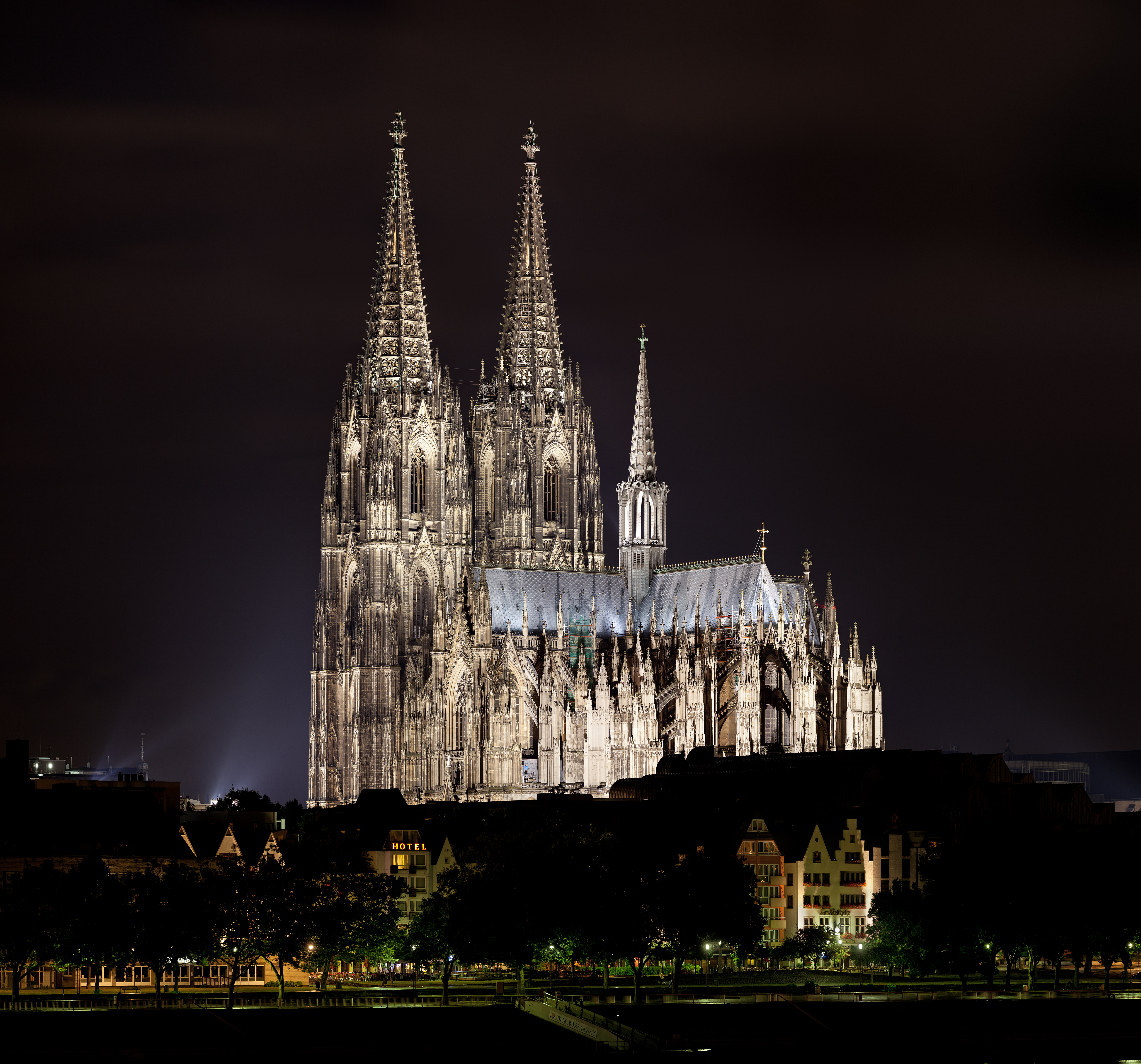
Katedra św. Piotra – Kolonia

## Niemcy

### Obrządek łaciński

#### Metropolia bamberska

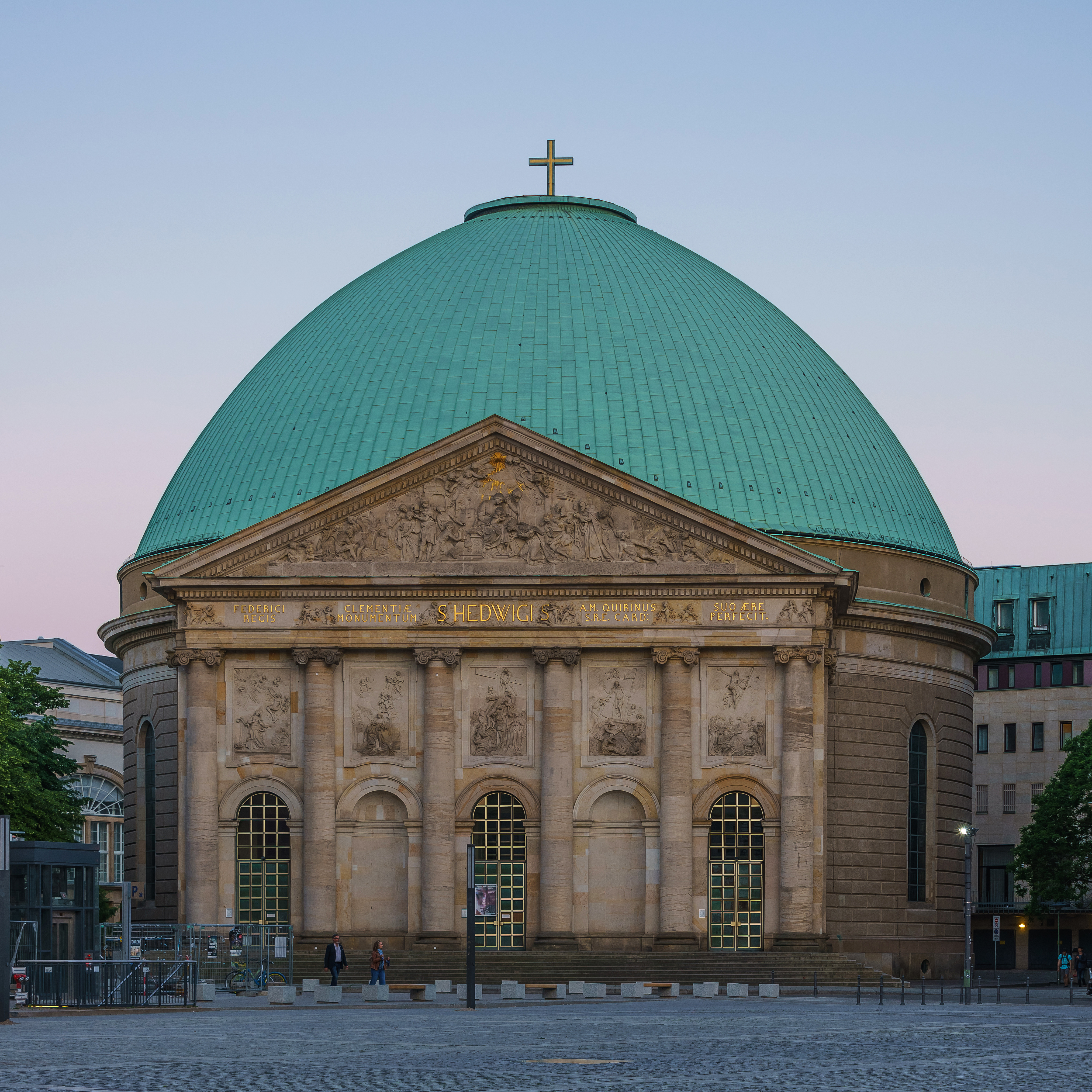
Archikatedra św. Jadwigi – Berlin

- Archidiecezja bamberska
  - Diecezja Eichstätt
  - Diecezja Spiry
  - Diecezja würzburska

#### Metropolia berlińska
- Archidiecezja berlińska
  - Diecezja drezdeńsko-miśnieńska
  - Diecezja Görlitz

#### Metropolia fryburska
- Archidiecezja fryburska
  - Diecezja rottenbursko-stuttgarcka

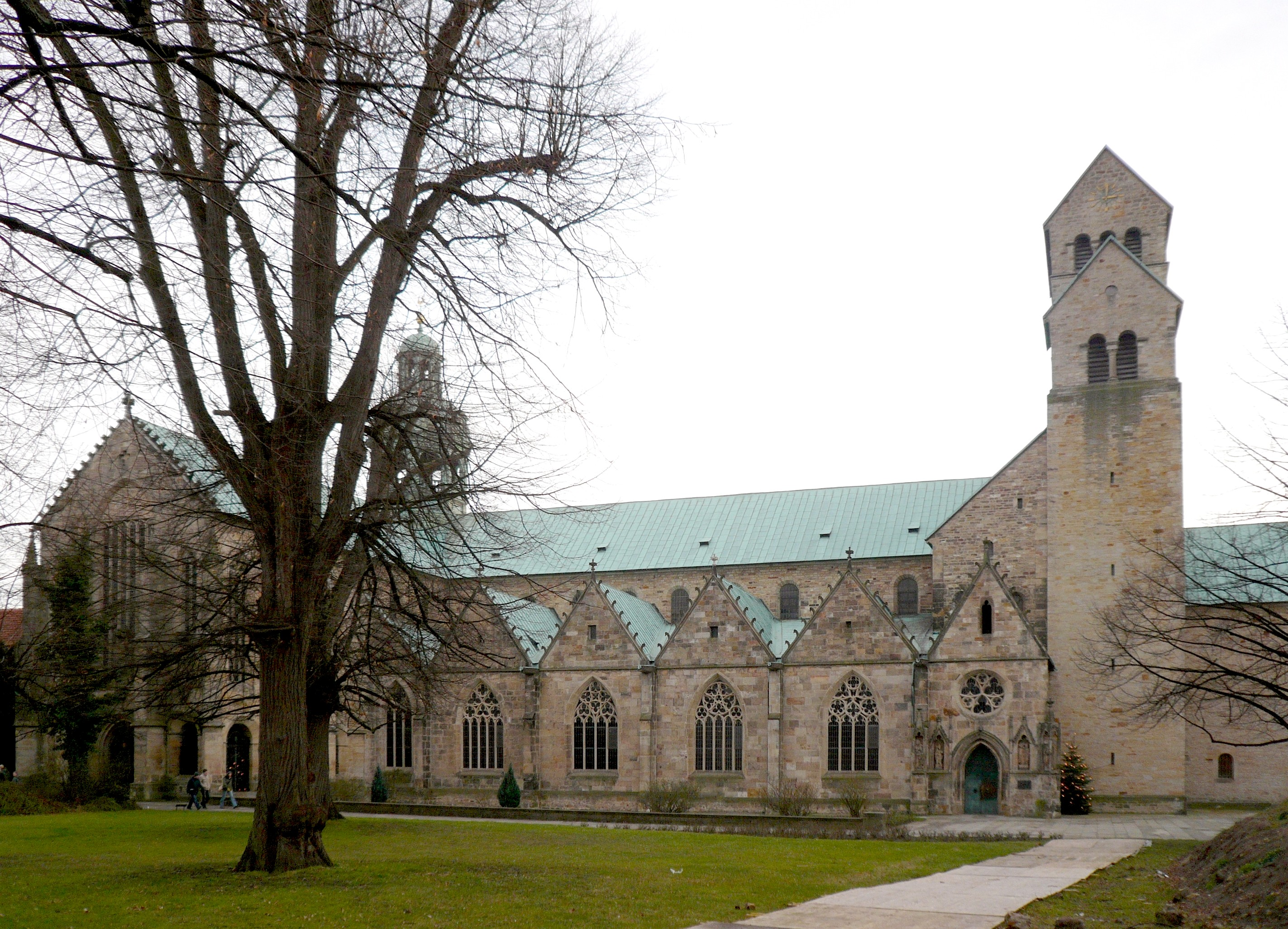
Katedra Wniebowzięcia Matki Bożej – Hildesheim

  - Diecezja moguncka

#### Metropolia hamburska
- Archidiecezja hamburska
  - Diecezja hildesheimska
  - Diecezja osnabrücka

#### Metropolia kolońska
- Archidiecezja kolońska
  - Diecezja akwizgrańska
  - Diecezja esseńska
  - Diecezja limburska
  - Diecezja münsterska
  - Diecezja trewirska

#### Metropolia monachijsko-fryzyngijska
- Archidiecezja monachijsko-fryzyngijska
  - Diecezja augsburska
  - Diecezja pasawska
  - Diecezja ratyzbońska

#### Metropolia paderborńska
- Archidiecezja paderborńska
  - Diecezja erfurcka
  - Diecezja fuldzka
  - Diecezja magdeburska

#### Diecezje podległebezpośredniodoStolicy Apostolskiej
- Ordynariat polowy Niemiec

### Obrządek bizantyjsko-ukraiński
- Egzarchat apostolski Niemiec i Skandynawii (obejmuje też obszar Szwecji, Danii, Norwegii, Finlandii i Islandii)

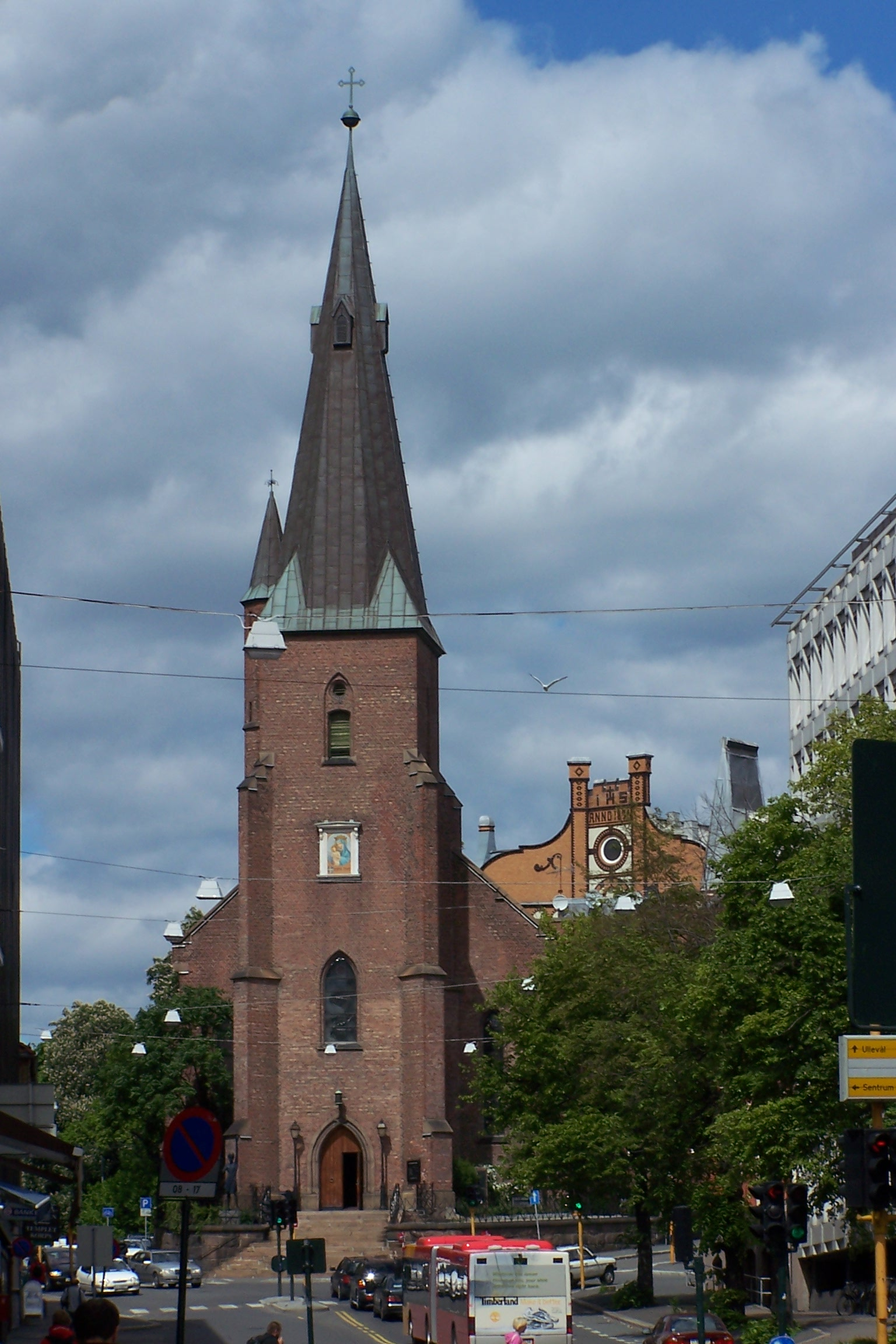
Katedra św. Olafa – Oslo

## Norwegia

### Podległe bezpośrednioStolicy Apostolskiej
- - Diecezja Oslo
  - Niezależna Prałatura Tromsø
  - Niezależna Prałatura Trondheim

## Polska

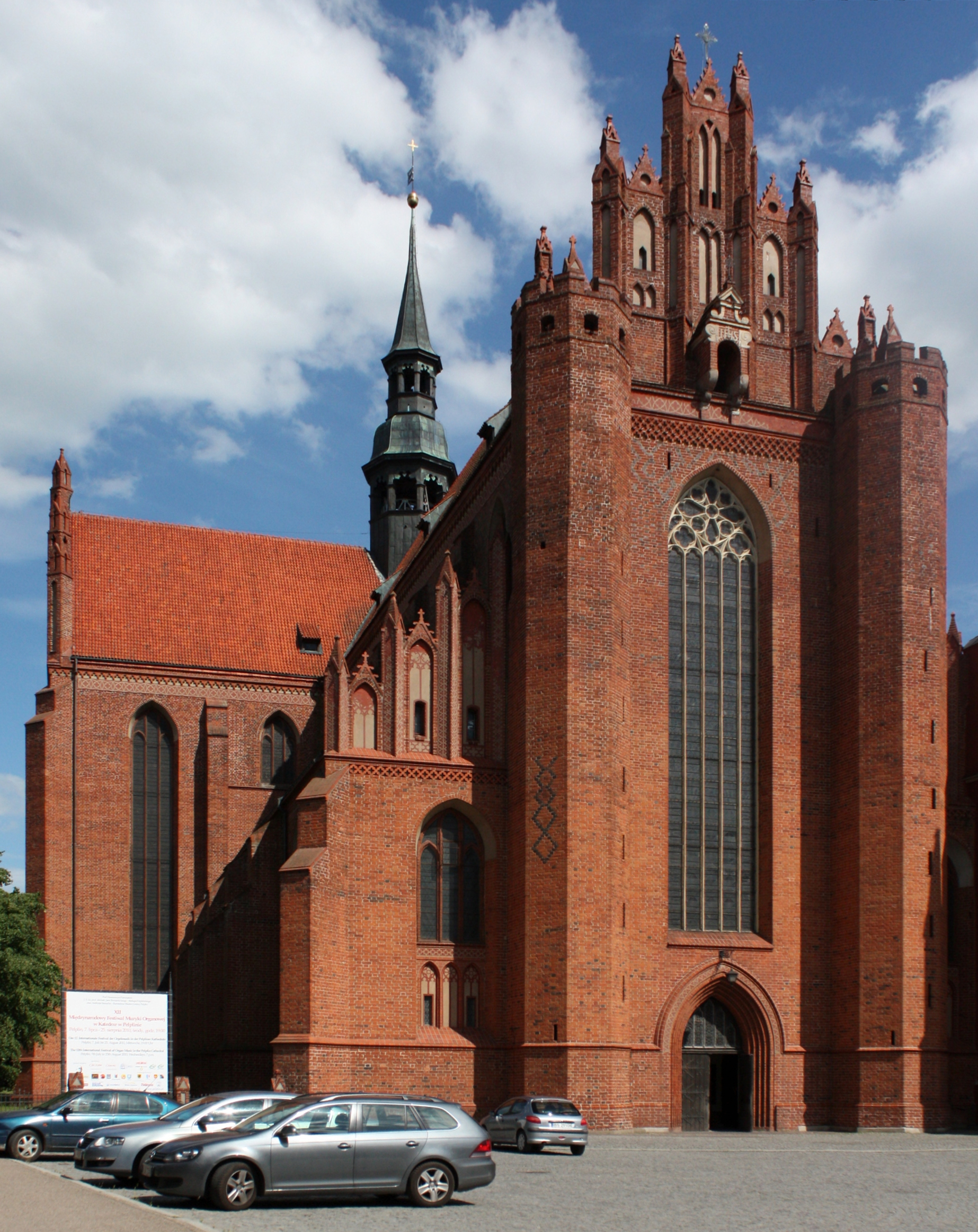
Katedra WNMP i św. Stanisława – Pelplin

### Obrządek rzymskokatolicki

#### Metropolia białostocka
- - Archidiecezja białostocka
  - Diecezja drohiczyńska
  - Diecezja łomżyńska

#### Metropolia częstochowska
- - Archidiecezja częstochowska
  - Diecezja radomska
  - Diecezja sosnowiecka

#### Metropolia gdańska

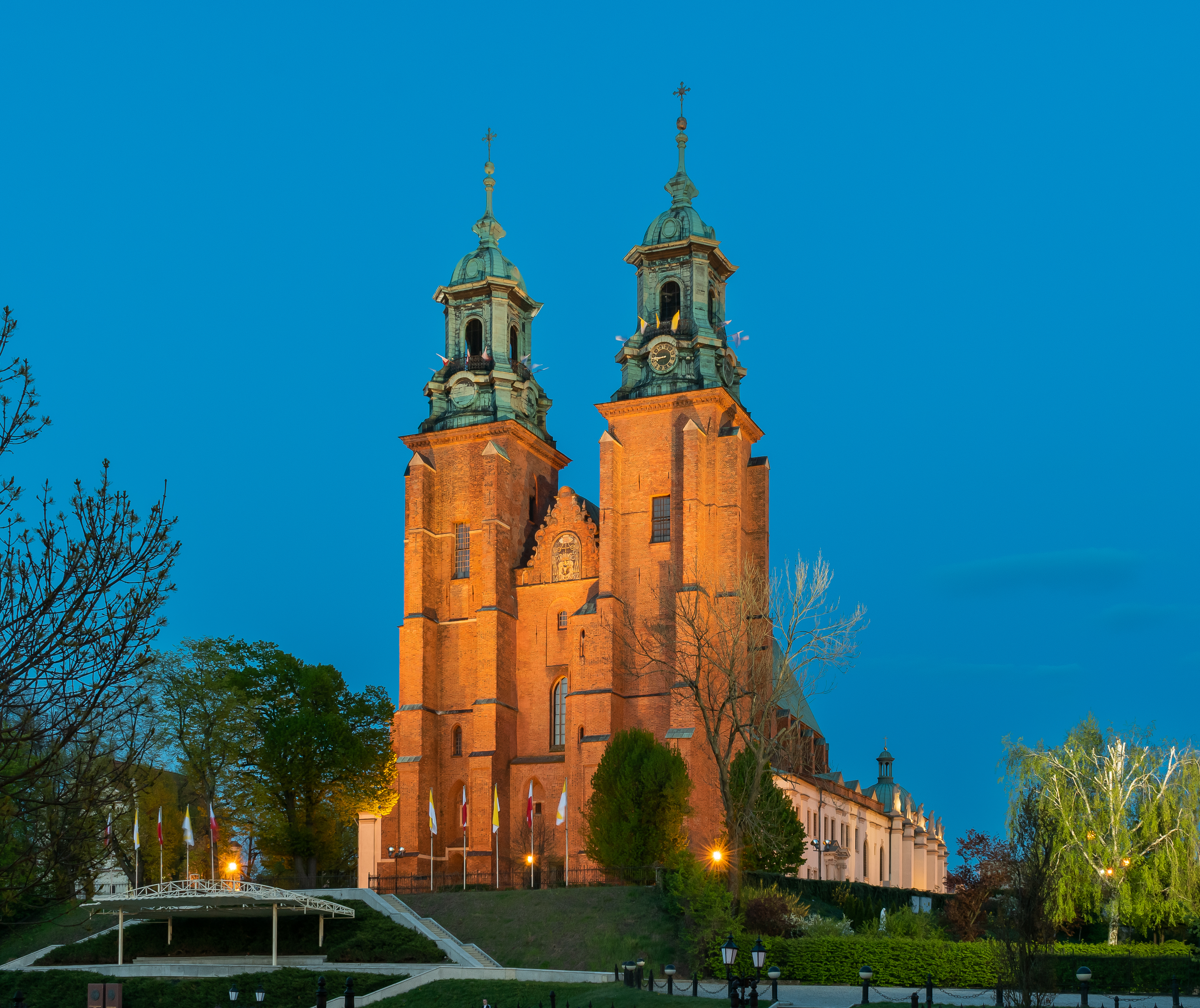
Katedra WNMP i św. Wojciecha – Gniezno

- - Archidiecezja gdańska
  - Diecezja pelplińska
  - Diecezja toruńska

#### Metropolia gnieźnieńska
- - Archidiecezja gnieźnieńska
  - Diecezja bydgoska
  - Diecezja włocławska

#### Metropolia katowicka
- - Archidiecezja katowicka
  - Diecezja gliwicka
  - Diecezja opolska

#### Metropolia krakowska
- - Archidiecezja krakowska
  - Diecezja bielsko-żywiecka
  - Diecezja kielecka
  - Diecezja tarnowska

#### Metropolia lubelska

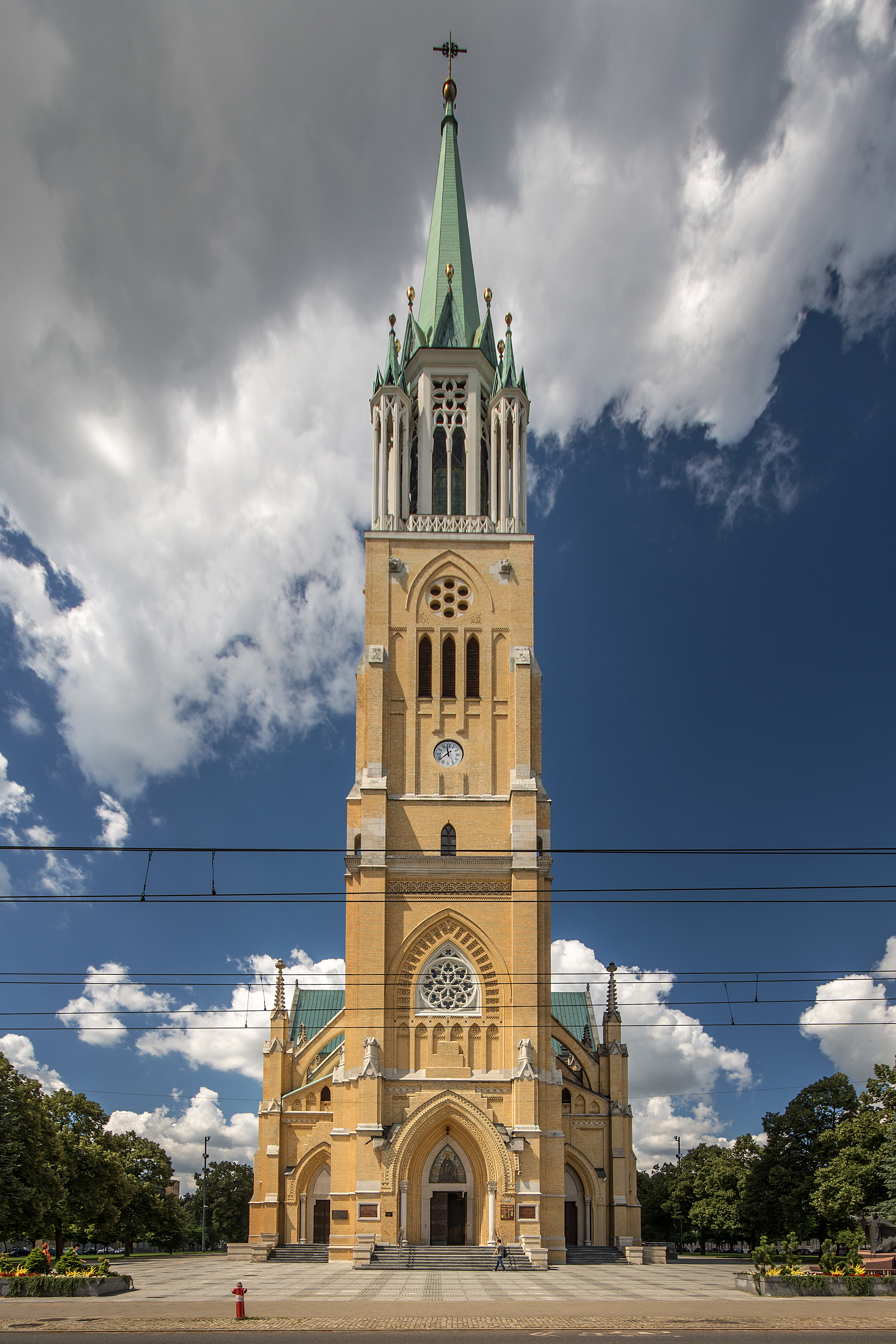
Archikatedra św. Stanisława Kostki – Łódź

- - Archidiecezja lubelska
  - Diecezja sandomierska
  - Diecezja siedlecka

#### Metropolia łódzka
- - Archidiecezja łódzka
  - Diecezja łowicka

#### Metropolia poznańska
- - Archidiecezja poznańska
  - Diecezja kaliska

#### Metropolia przemyska
- - Archidiecezja przemyska
  - Diecezja rzeszowska
  - Diecezja zamojsko-lubaczowska

#### Metropolia szczecińsko-kamieńska
- - Archidiecezja szczecińsko-kamieńska

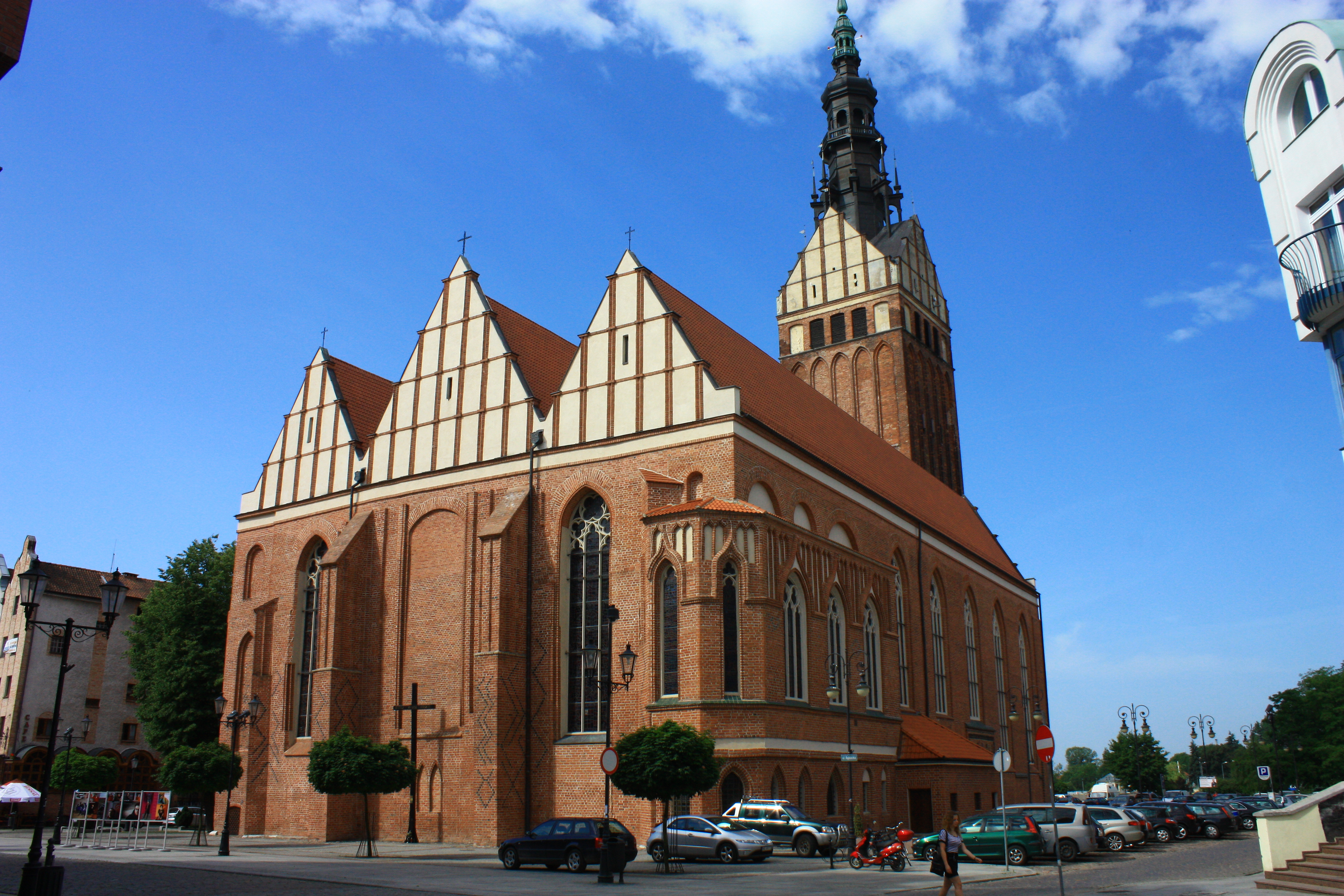
Katedra św. Mikołaja – Elbląg

  - Diecezja koszalińsko-kołobrzeska
  - Diecezja zielonogórsko-gorzowska

#### Metropolia warmińska
- - Archidiecezja warmińska
  - Diecezja elbląska
  - Diecezja ełcka

#### Metropolia warszawska

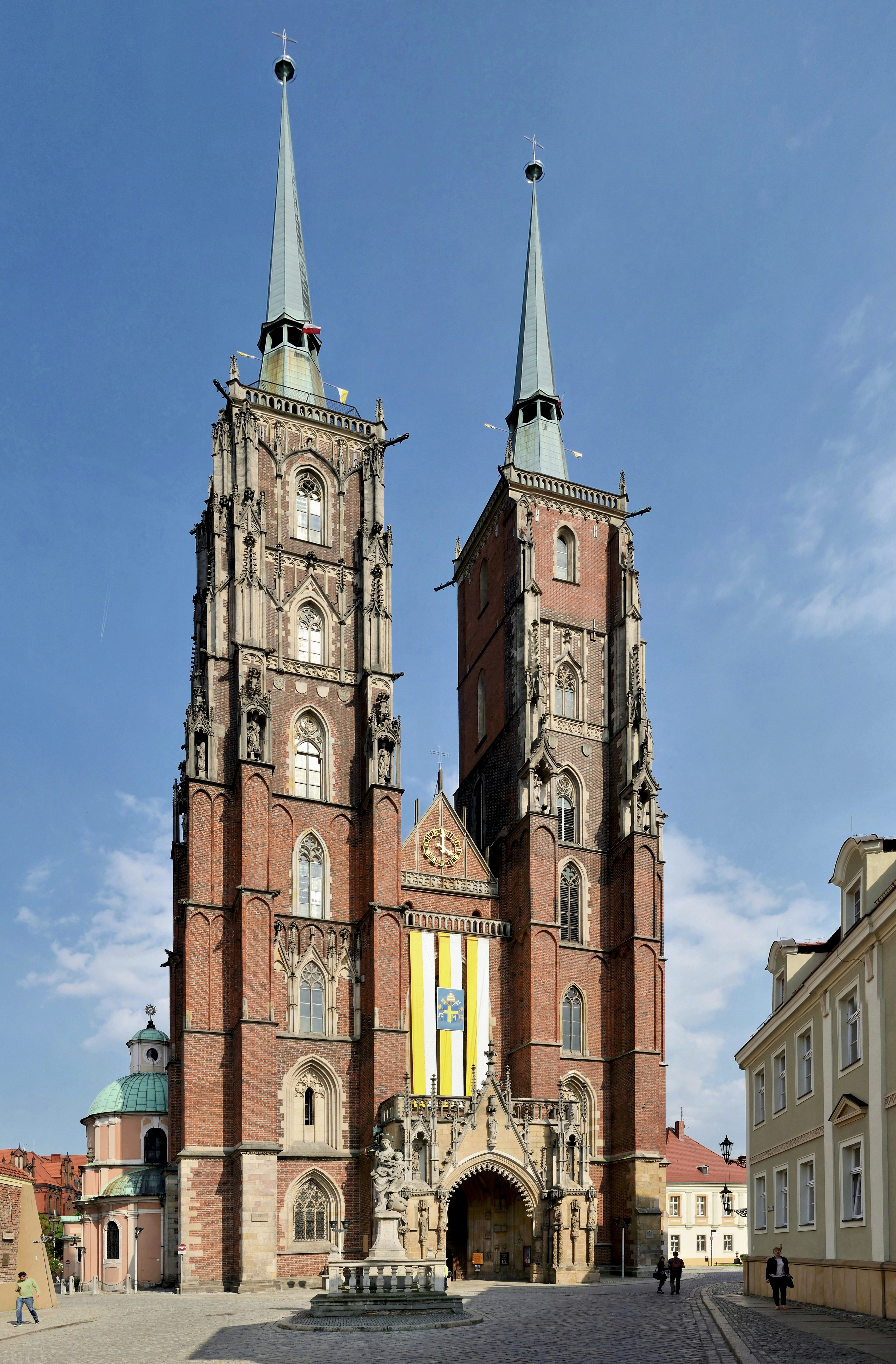
Archikatedra św. Jana Chrzciciela – Wrocław

- - Archidiecezja warszawska
  - Diecezja płocka
  - Diecezja warszawsko-praska

#### Metropolia wrocławska
- - Archidiecezja wrocławska
  - Diecezja legnicka
  - Diecezja świdnicka

#### Bezpośrednio pod Stolicę Apostolską
- Ordynariat Polowy Wojska Polskiego

### Obrządek bizantyjsko-ukraiński

#### Metropolia przemysko-warszawska
- - Archieparchia przemysko-warszawska
  - Eparchia wrocławsko-koszalińska
  - Eparchia olsztyńsko-gdańska

### Obrządek ormiański
- Ordynariat wiernych obrządku ormiańskiego

## Portugalia

### Metropolia lizbońska
- Patriarchat Lizbony
  - Diecezja Angra
  - Diecezja Funchal
  - Diecezja Guarda
  - Diecezja Leiria-Fátima
  - Diecezja Portalegre-Castelo Branco

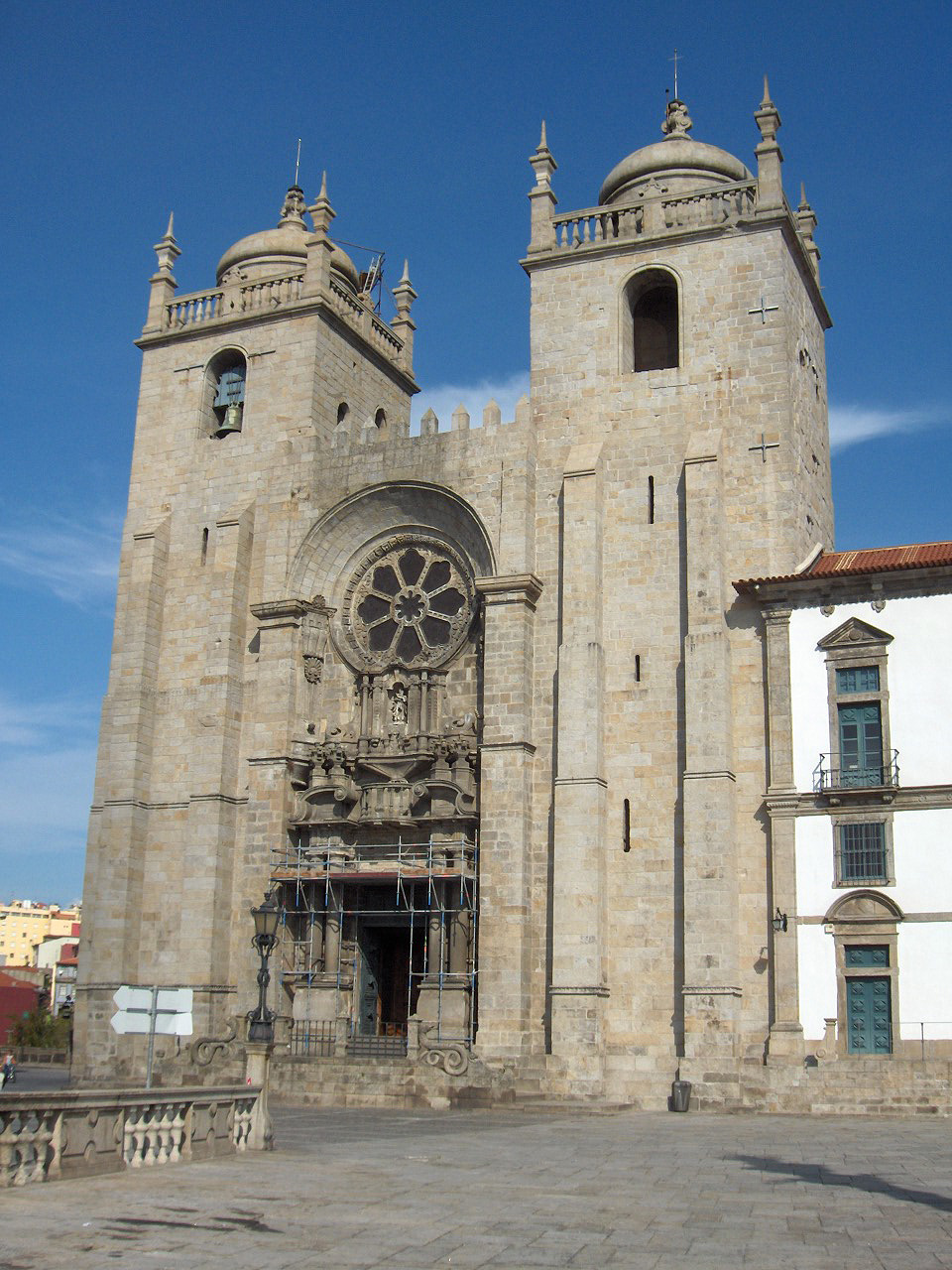
Katedra Wniebowzięcia NMP – Porto

  - Diecezja Santarém
  - Diecezja Setúbal

### Metropolia Bragi
- Archidiecezja Bragi
  - Diecezja Aveiro
  - Diecezja Bragança-Miranda
  - Diecezja Coimbra
  - Diecezja Lamego
  - Diecezja Porto
  - Diecezja Viana do Castelo
  - Diecezja Vila Real
  - Diecezja Viseu

### Metropolia Évory
- Archidiecezja Évory
  - Diecezja Beja
  - Diecezja Faro

### Ordynariat Polowy Portugalii
(podległy bezpośrednio Stolicy Apostolskiej)

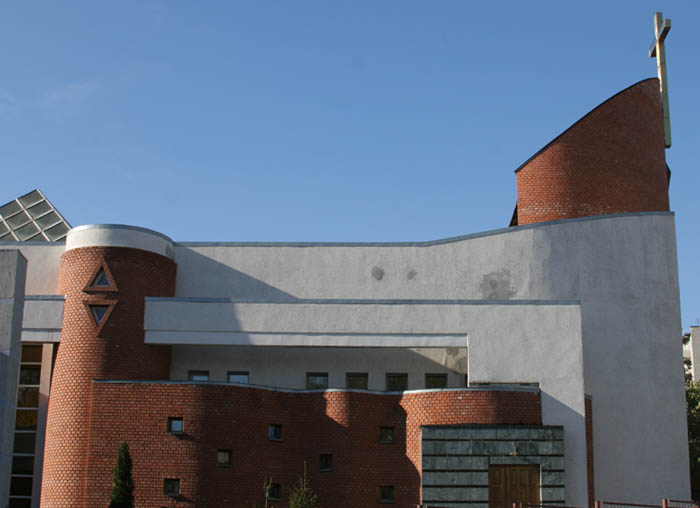
Katedra śś. Piotra i Pawła – Saratów

## Rosja

### Metropolia Matki Bożej w Moskwie
- Archidiecezja Matki Bożej w Moskwie
  - Diecezja Świętego Klemensa w Saratowie
  - Diecezja Świętego Józefa w Irkucku
  - Diecezja Przemienienia Pańskiego w Nowosybirsku
  - Prefektura apostolska Jużno-Sachalińska

### Obrządek bizantyjsko-rosyjski
- Egzarchat apostolski Rosji (podlega bezpośrednio pod Stolicę Apostolską)

## Rumunia

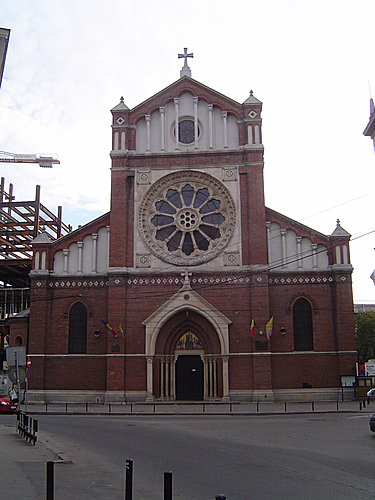
Katedra św. Józefa – Bukareszt

### Obrządek łaciński

#### Metropolia bukareszteńska
- Archidiecezja Bukaresztu
  - Diecezja Jassów
  - Diecezja Oradea Mare
  - Diecezja Satu Mare
  - Diecezja Timișoara

#### Archidiecezja Alba Iulia
(podległa bezpośrednio Stolicy Apostolskiej)

### Obrządek greckokatolicki

#### Metropolia Fogaraszu i Alba Iulia
- Archieparchia Fogaraszu i Alba Iulia
  - Eparchia Klużu-Gherli
  - Eparchia Lugoju
  - Eparchia Marmaroszu
  - Eparchia Oradea Mare
  - Eparchia św. Bazylego Wielkiego w Bukareszcie

### Obrządek ormiański
- Ordynariat Rumunii

## Serbia

### Obrządek łaciński

#### Metropolia belgradzka
- Archidiecezja belgradzka
  - Diecezja suboticka
  - Diecezja zrenjanińska

#### Metropolia Ðakovo-Osijek
(siedziba w Chorwacji)
- - Diecezja srijemska

#### Diecezja Prizrenu-Prisztiny
(podległa bezpośrednio Stolicy Apostolskiej)

### Obrządek greckokatolicki
- Eparchia św. Mikołaja w Ruskim Krsturze

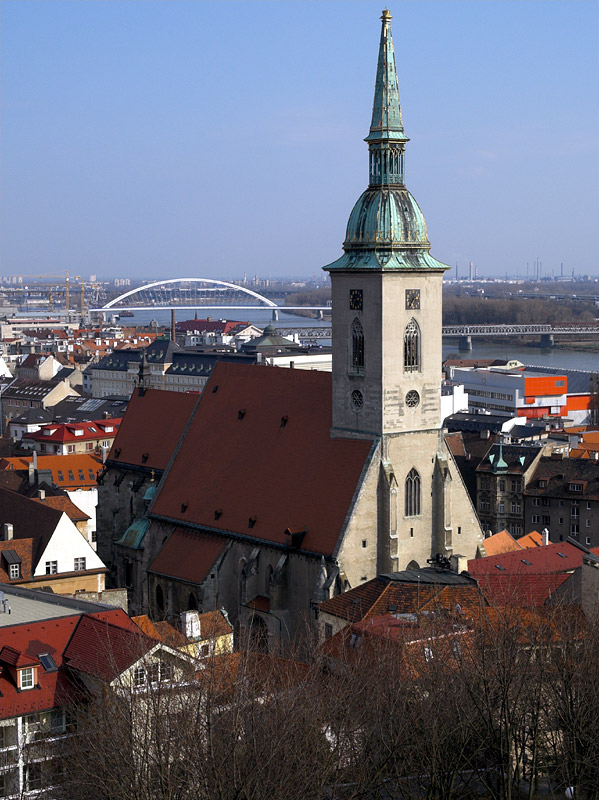
Archiatedra św. Marcina – Bratysława

## Słowacja

### Obrządek łaciński

#### Metropolia bratysławska
- - Archidiecezja bratysławska
  - Archidiecezja trnawska
  - Diecezja bańskobystrzycka
  - Diecezja nitrzańska
  - Diecezja żylińska

#### Metropolia koszycka
- - Archidiecezja koszycka
  - Diecezja rożnawska
  - Diecezja spiska
- Ordynariat Polowy Słowacji

### Obrządek bizantyjsko-słowacki

#### Metropolia preszowska

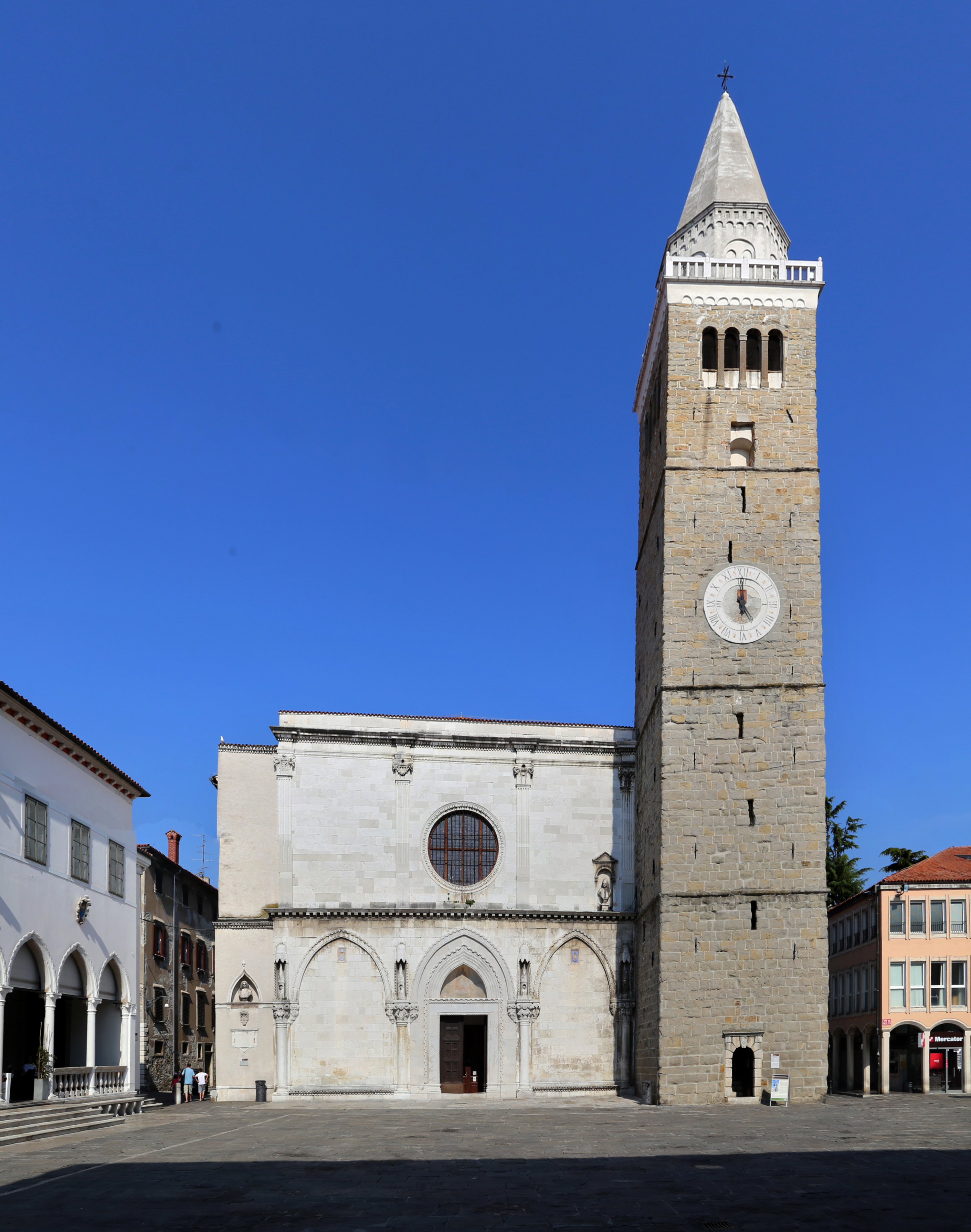
Katedra Wniebowzięcia NMP – Koper

- - Archieparchia preszowska
  - Eparchia koszycka
  - Eparchia bratysławska

## Słowenia

### Metropolia lublańska
- - Archidiecezja lublańska
  - Diecezja koperska
  - Diecezja Novo Mesto

### Metropolia mariborska
- - Archidiecezja mariborska
  - Diecezja Celje
  - Diecezja murskosobocka

## Szwajcaria

### Lista diecezji podległych bezpośrednio Stolicy Apostolskiej
- Diecezja Bazylei
- Diecezja Chur
- Diecezja Lozanny, Genewy i Fryburga
- Diecezja Lugano
- Diecezja Sankt Gallen
- Diecezja Sion

### Lista opactw
- Opactwo terytorialne Einsiedeln
- Opactwo terytorialne Saint-Maurice

## Szwecja
- Katolicka diecezja Sztokholmu (podległa bezpośrednio Stolicy Apostolskiej)

## Ukraina

### Podział administracyjny Kościoła rzymskokatolickiego

#### Metropolia lwowska
- - Archidiecezja lwowska
  - Diecezja łucka
  - Diecezja kijowsko-żytomierska
  - Diecezja kamieniecka
  - Diecezja mukaczewska (od 2002)
  - Diecezja odesko-symferopolska (od 2002)
  - Diecezja charkowsko-zaporoska (od 2002)

### Podział administracyjny Kościoła greckokatolickiego

#### Metropolia kijowska
- - Archieparchia kijowska
  - Egzarchia doniecka
  - Egzarchia charkowska
  - Egzarchia odeska
  - Egzarchia krymska
  - Egzarchia łucka

#### Metropolia iwano-frankowska
- - Archieparchia iwano-frankowska
  - Eparchia czerniowiecka
  - Eparchia kołomyjska

#### Metropolia lwowska
- - Archieparchia lwowska
  - Eparchia sokalsko-żółkiewska
  - Eparchia samborsko-drohobycka
  - Eparchia stryjska

#### Metropolia tarnopolsko-zborowska
- - Archieparchia tarnopolsko-zborowska
  - Eparchia buczacka
  - Eparchia kamieniecko-podolska

### Kościół katolicki obrządku bizantyjsko-rusińskiego
- Eparchia mukaczewska

### Kościół katolicki obrządku ormiańskiego
- Archieparchia lwowska

## Węgry

### Obrządek łaciński

#### Metropolia jagierska
- - Archidiecezja jagierska (egerska)
  - Diecezja debreczyńsko-nyíregyháza'ska
  - Diecezja vácska

#### Metropolia ostrzyhomsko-budapeszteńska
- - Archidiecezja ostrzyhomsko-budapeszteńska
  - Diecezja Győr
  - Diecezja Székesfehérvár

#### Metropolia kalocko-kecskemécka
- - Archidiecezja kalocko-kecskemécka
  - Diecezja pecka
  - Diecezja segedyńsko-csanádzka

#### Metropolia veszprémska
- - Archidiecezja veszprémska
  - Diecezja kaposvárska
  - Diecezja szombathely'ska

#### Bezpośrednio podległe doStolicy Apostolskiej
- - Ordynariat wojskowy na Węgrzech
  - Opactwo terytorialne Pannonhalma

### Obrządek bizantyjsko-węgierski

#### Metropolia Hajdúdorogu

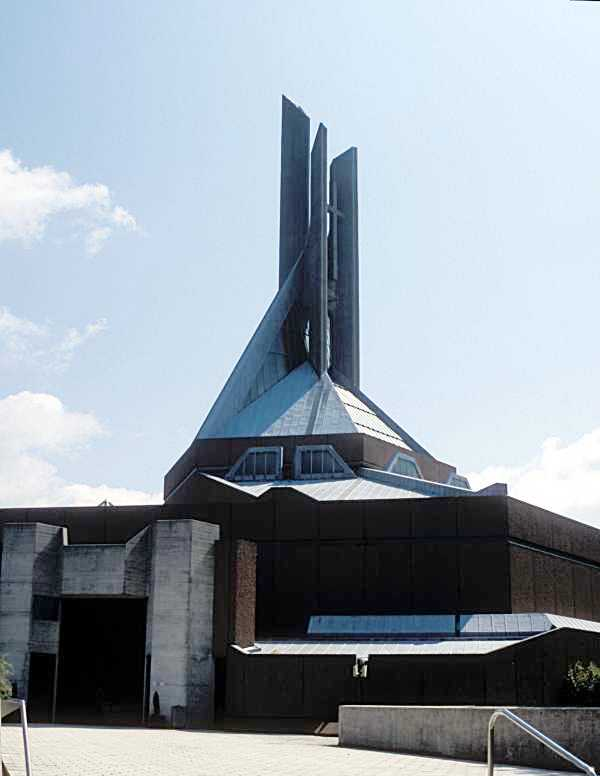
Katedra śś. Piotra i Pawła – Clifton

- Archieparchia Hajdúdorogu
- Eparchia Miszkolca
- Eparchia Nyíregyházy

## Wielka Brytania

### Anglia

#### Metropolia Birmingham
- - Archidiecezja Birmingham
  - Diecezja Clifton
  - Diecezja Shrewsbury

#### Metropolia Liverpoolu
- - Archidiecezja Liverpoolu (obejmuje też obszar Wyspy Man)

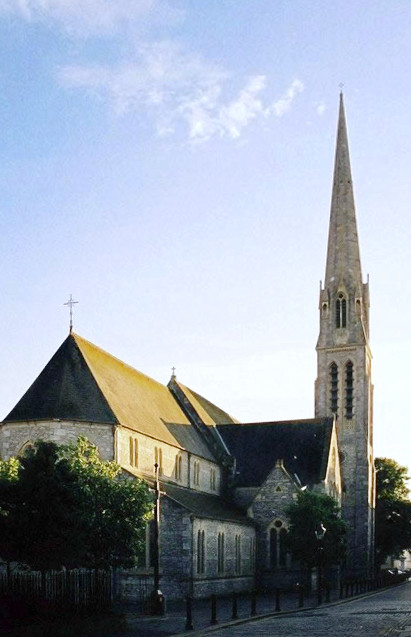
Katedra NMP i św. Bonifacego – Plymouth

  - Diecezja Hallam
  - Diecezja Hexham i Newcastle
  - Diecezja Lancaster
  - Diecezja Leeds
  - Diecezja Middlesbrough
  - Diecezja Salford

#### Metropolia Southwark
- - Archidiecezja Southwark
  - Diecezja Arundel i Brighton
  - Diecezja Plymouth
  - Diecezja Portsmouth (obejmuje też Wyspy Normandzkie)

#### Metropolia westminsterska
- - Archidiecezja westminsterska
  - Diecezja Brentwood
  - Diecezja wschodnioangielska
  - Diecezja Northampton
  - Diecezja Nottingham

### Walia

#### Metropolia Cardiff
- - Archidiecezja Cardiff
  - Diecezja Menevia
  - Diecezja Wrexham

### Szkocja

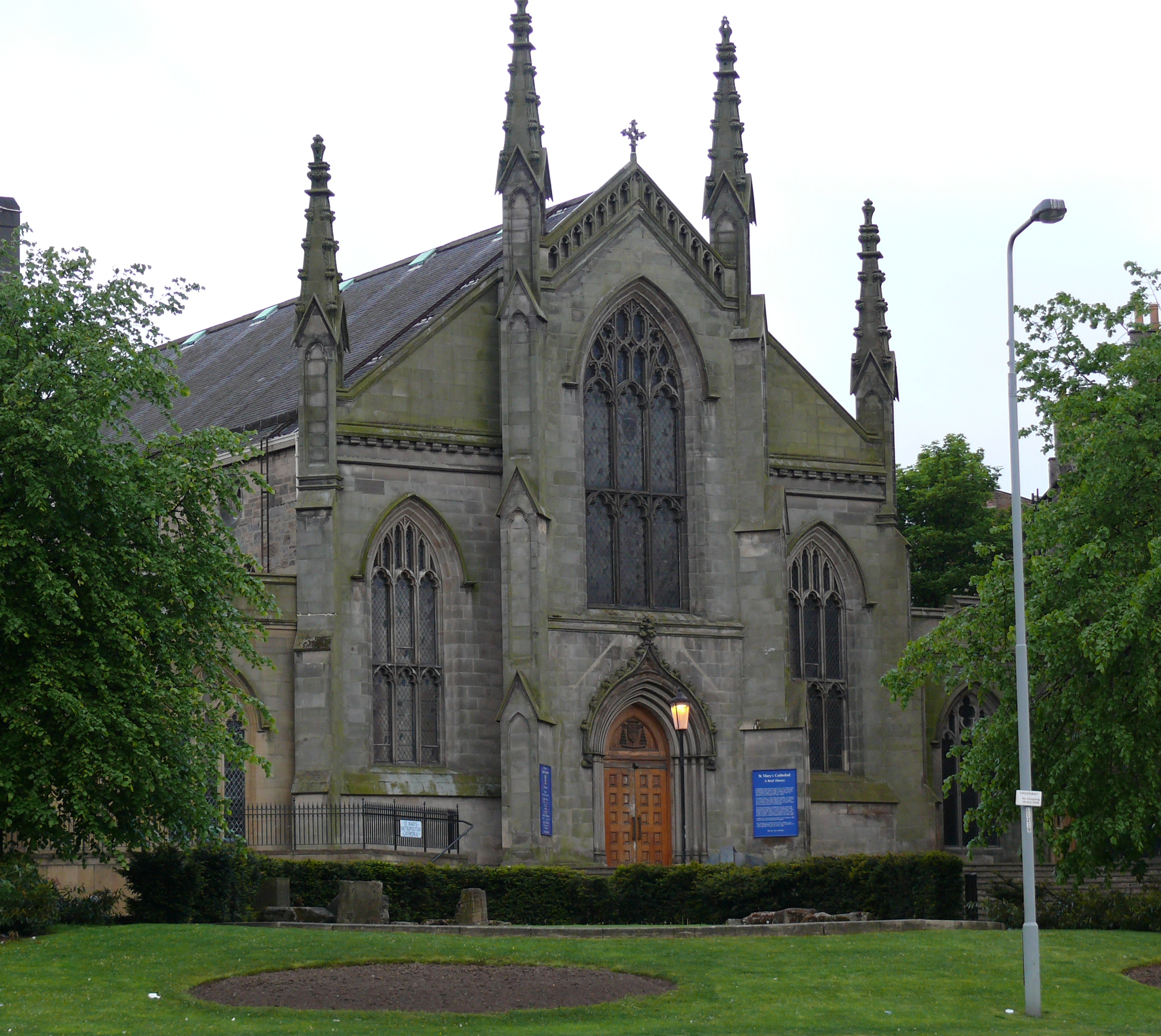
Archikatedra NMP Wniebowziętej – Edynburg

- Metropolia Glasgow
  - Archidiecezja Glasgow
  - Diecezja Motherwell
  - Diecezja Paisley

#### Metropolia Saint Andrews i Edynburga
- - Archidiecezja Saint Andrews i Edynburga
  - Diecezja Aberdeen
  - Diecezja Argyll and the Isles
  - Diecezja Dunkeld
  - Diecezja Galloway

#### Jednostki podległe bezpośrednioStolicy Apostolskiej
- Ordynariat Polowy Wielkiej Brytanii
- Ordynariat personalny Our Lady of Walsingham

### Obrządek bizantyjsko-ukraiński
- Eparchia Świętej Rodziny w Londynie

### Obrządek syromalabarski
- Eparchia Wielkiej Brytanii

## Włochy

### Lista metropolii i diecezji rzymskokatolickich

#### Metropolia Agrigento

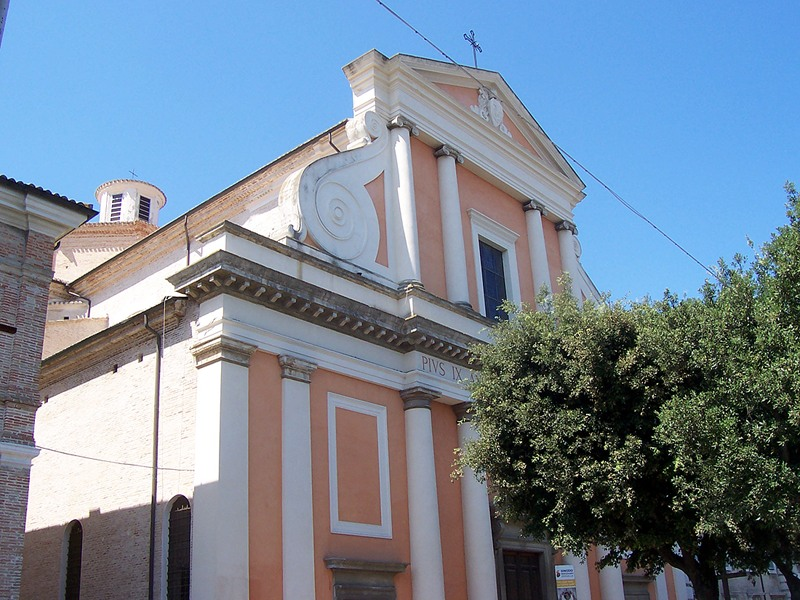
Katedra św. Piotra Apostoła – Senigallia

- Archidiecezja Agrigento
- Diecezja Caltanissetta
- Diecezja Piazza Armerina

#### Metropolia Ancona-Osimo
- Archidiecezja Ancona-Osimo
- Diecezja Fabriano-Matelica
- Diecezja Jesi
- Diecezja Senigallia
- Prałatura terytorialna Loreto

#### Metropolia Bari-Bitonto
- Archidiecezja Bari-Bitonto
- Archidiecezja Trani-Barletta-Bisceglie
- Diecezja Altamura-Gravina-Acquaviva delle Fonti
- Diecezja Andria
- Diecezja Conversano-Monopoli
- Diecezja Molfetta-Ruvo-Giovinazzo-Terlizzi

#### Metropolia Benewentu
- Archidiecezja benewentyńska
- Archidiecezja Sant’Angelo dei Lombardi-Conza-Nusco-Bisaccia
- Diecezja Ariano Irpino-Lacedonia
- Diecezja Avellino
- Diecezja Cerreto Sannita-Telese-Sant’Agata de’ Goti

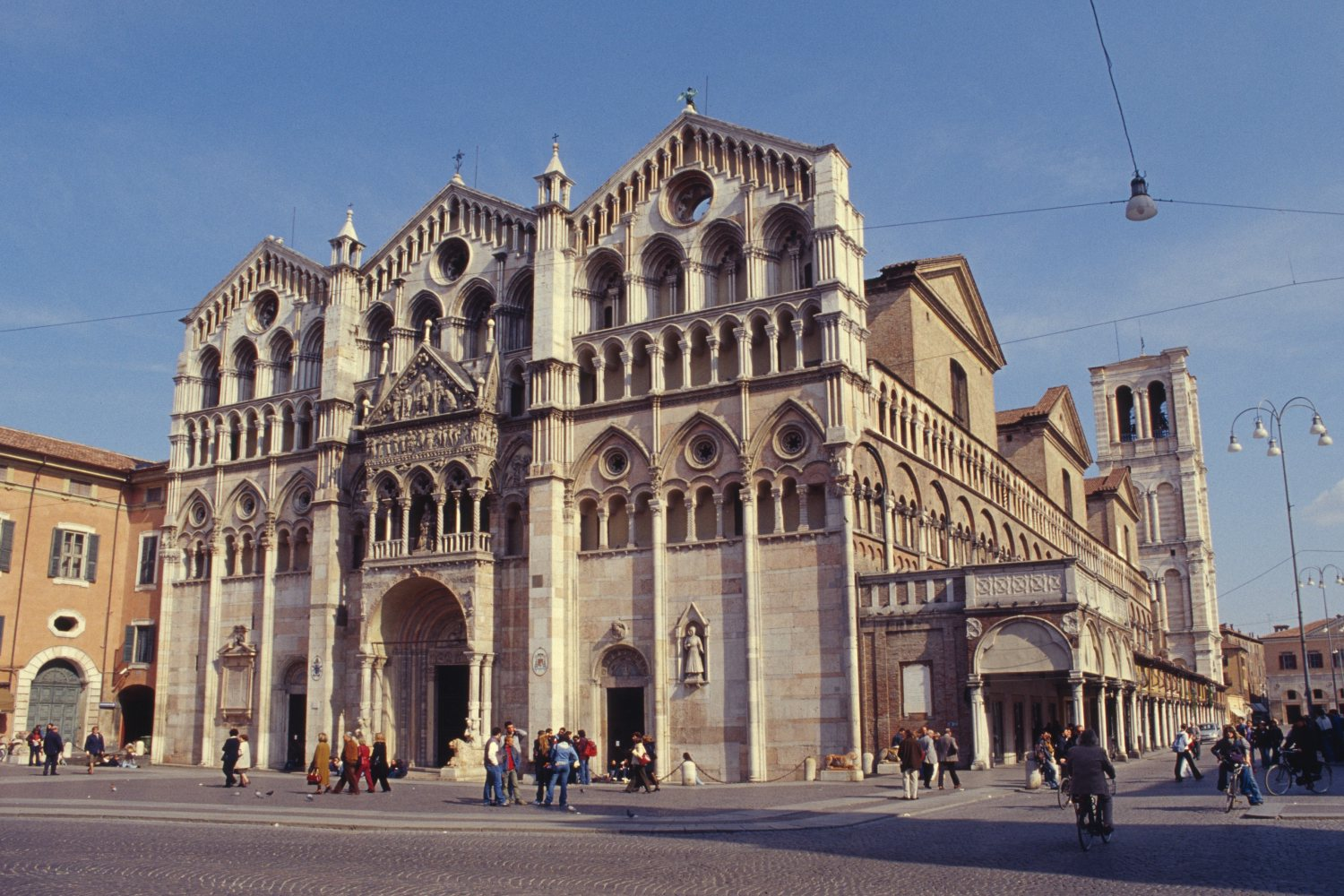
Archikatedra św. Jerzego – Ferrara

- Opactwo terytorialne Montevergine

#### Metropolia Bolonii
- Archidiecezja Bolonii
- Archidiecezja Ferrara-Comacchio
- Diecezja Faenza-Modigliana
- Diecezja Imoli

#### Metropolia Campobasso-Boiano
- Archidiecezja Campobasso-Boiano
- Diecezja Iserni-Venafro
- Diecezja Termoli-Larino
- Diecezja Trivento

#### Metropolia Cagliari

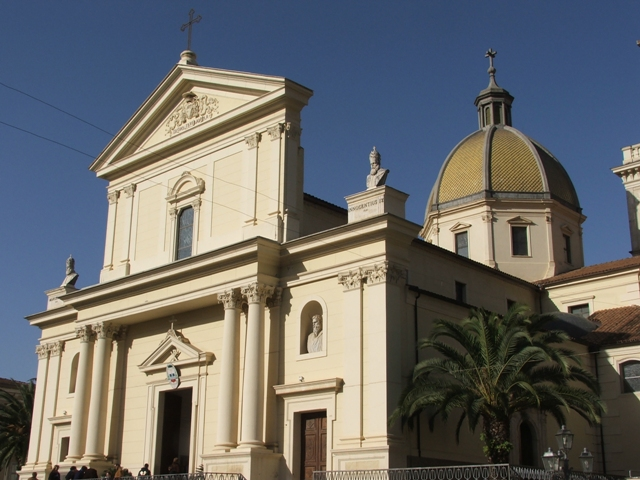
Katedra śś. Piotra i Pawła – Lamezia Terme

- Archidiecezja Cagliari
- Diecezja Iglesias
- Diecezja Lanusei
- Diecezja Nuoro

#### Metropolia Catanzaro-Squillace
- Archidiecezja Catanzaro-Squillace
- Archidiecezja Crotone-Santa Severina

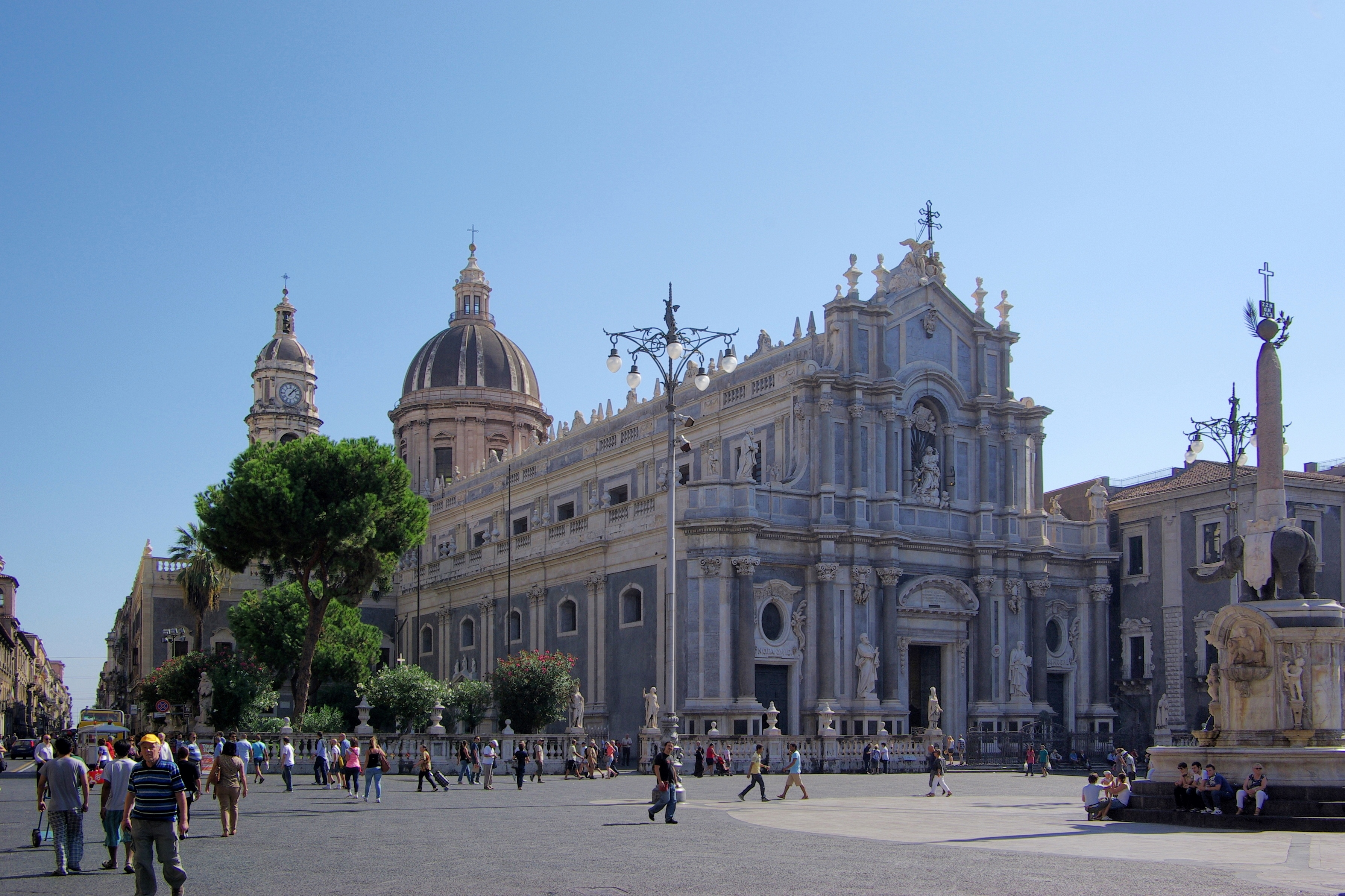
Archikatedra św. Agaty – Katania

- Diecezja Lamezia Terme

#### Metropolia Katanii
- Archidiecezja Katanii
- Diecezja Acireale
- Diecezja Caltagirone

#### Metropolia Chieti-Vasto
- Archidiecezja Chieti-Vasto
- Archidiecezja Lanciano-Ortona

#### Metropolia Cosenza-Bisignano
- Archidiecezja Cosenza-Bisignano
- Archidiecezja Rossano-Cariati
- Diecezja Cassano all’Jonio
- Diecezja San Marco Argentano-Scalea

#### Metropolia Fermo
- Archidiecezja Fermo
- Archidiecezja Camerino-San Severino Marche
- Diecezja Ascoli Piceno
- Diecezja Macerata-Tolentino-Recanati-Cingoli-Treia
- Diecezja San Benedetto del Tronto-Ripatransone-Montalto

Archikatedra MB Kwietnej – Florencja

#### Metropolia Florencji
- Archidiecezja Florencji
- Diecezja Arezzo-Cortona-Sansepolcro
- Diecezja Fiesole
- Diecezja Pistoia
- Diecezja Prato
- Diecezja San Miniato

#### Metropolia Foggia-Bovino
- Archidiecezja Foggia-Bovino
- Archidiecezja Manfredonia-Vieste-S. Giovanni Rotondo
- Diecezja Cerignola-Ascoli Satriano

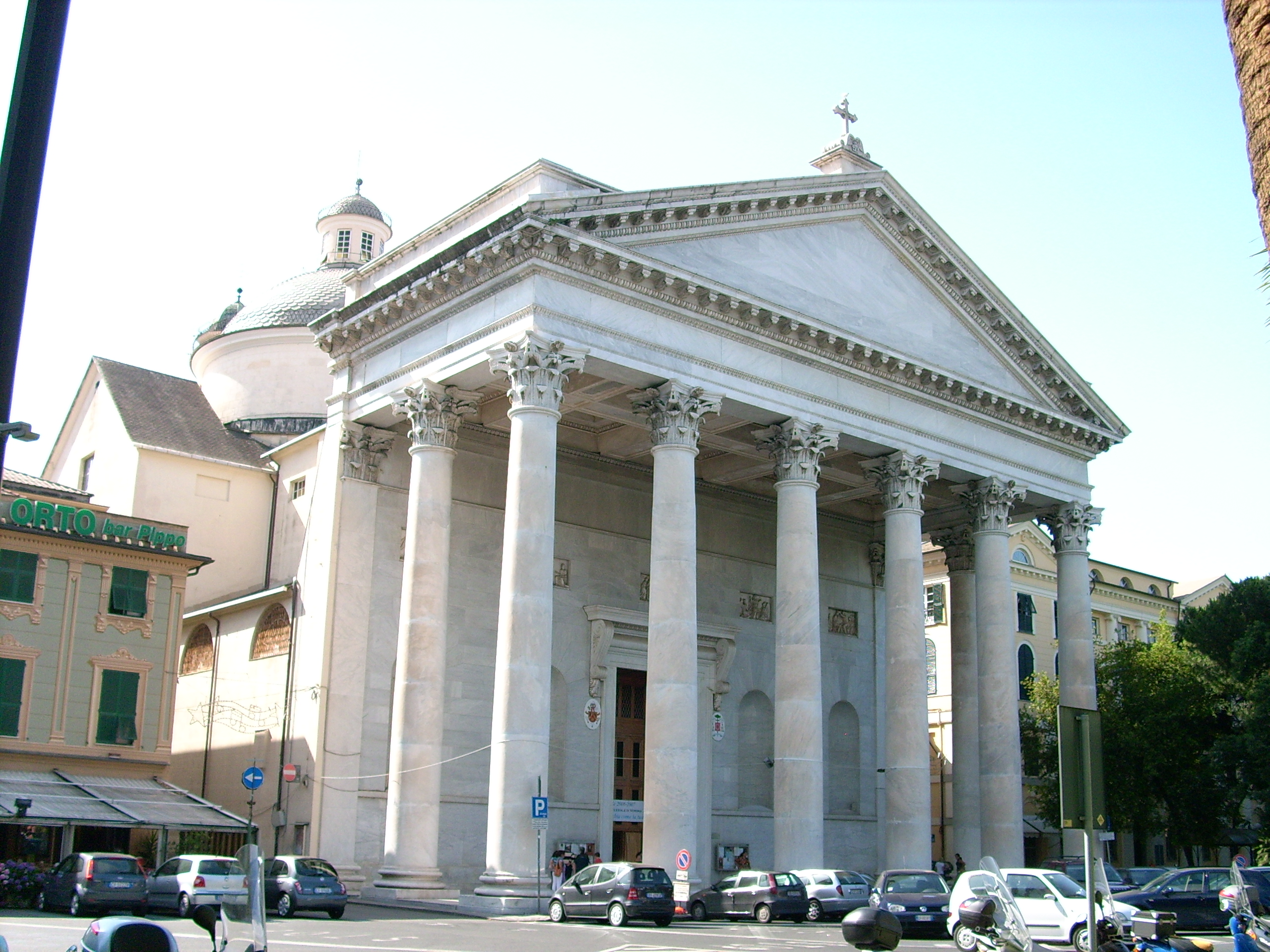
Katedra NMP – Chiavari

- Diecezja Lucera-Troia
- Diecezja San Severo

#### Metropolia Genui
- Archidiecezja Genui
- Diecezja Albenga-Imperia
- Diecezja Chiavari
- Diecezja La Spezia-Sarzana-Brugnato
- Diecezja Savona-Noli
- Diecezja Tortony
- Diecezja Ventimiglia-San Remo

#### Metropolia Gorycji
- Archidiecezja Gorycji
- Diecezja Triestu

#### Metropolia L’Aquila
- Archidiecezja L’Aquila
- Diecezja Avezzano
- Diecezja Sulmona-Valva

#### Metropolia Lecce
- Archidiecezja Lecce
- Archidiecezja Brindisi-Ostuni
- Archidiecezja Otranto
- Diecezja Nardò-Gallipoli
- Diecezja Ugento-Santa Maria di Leuca

#### Metropolia Messina-Lipari-Santa Lucia del Mela
- Archidiecezja Messina-Lipari-Santa Lucia del Mela

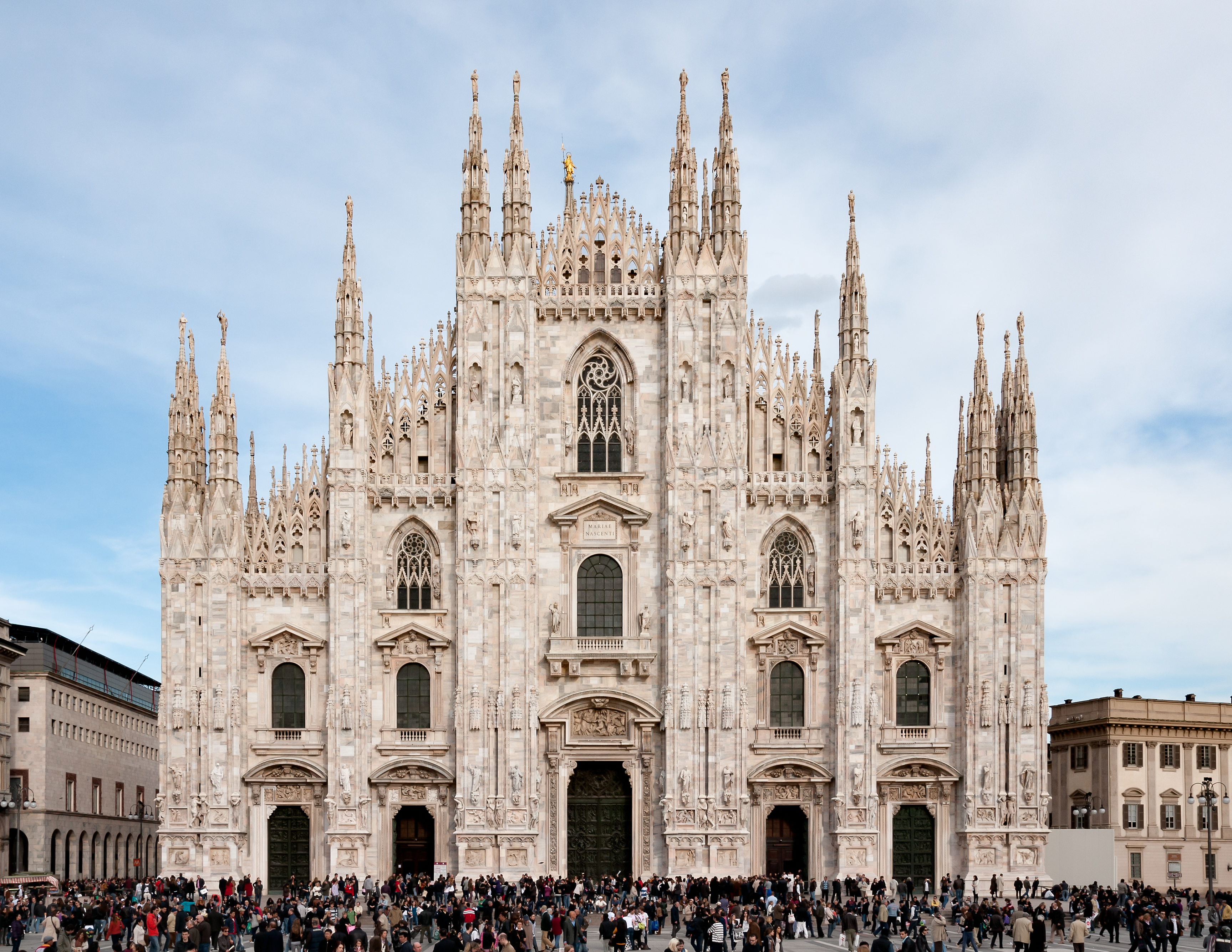
Archikatedra Narodzenia NMP – Mediolan

- Diecezja Nicosia
- Diecezja Patti

#### Metropolia Mediolanu
- Archidiecezja Mediolanu
- Diecezja Bergamo
- Diecezja Brescii
- Diecezja Como
- Diecezja Crema
- Diecezja Cremony
- Diecezja Lodi
- Diecezja Mantui
- Diecezja Pawii
- Diecezja Vigevano

#### Metropolia Modena-Nonantola

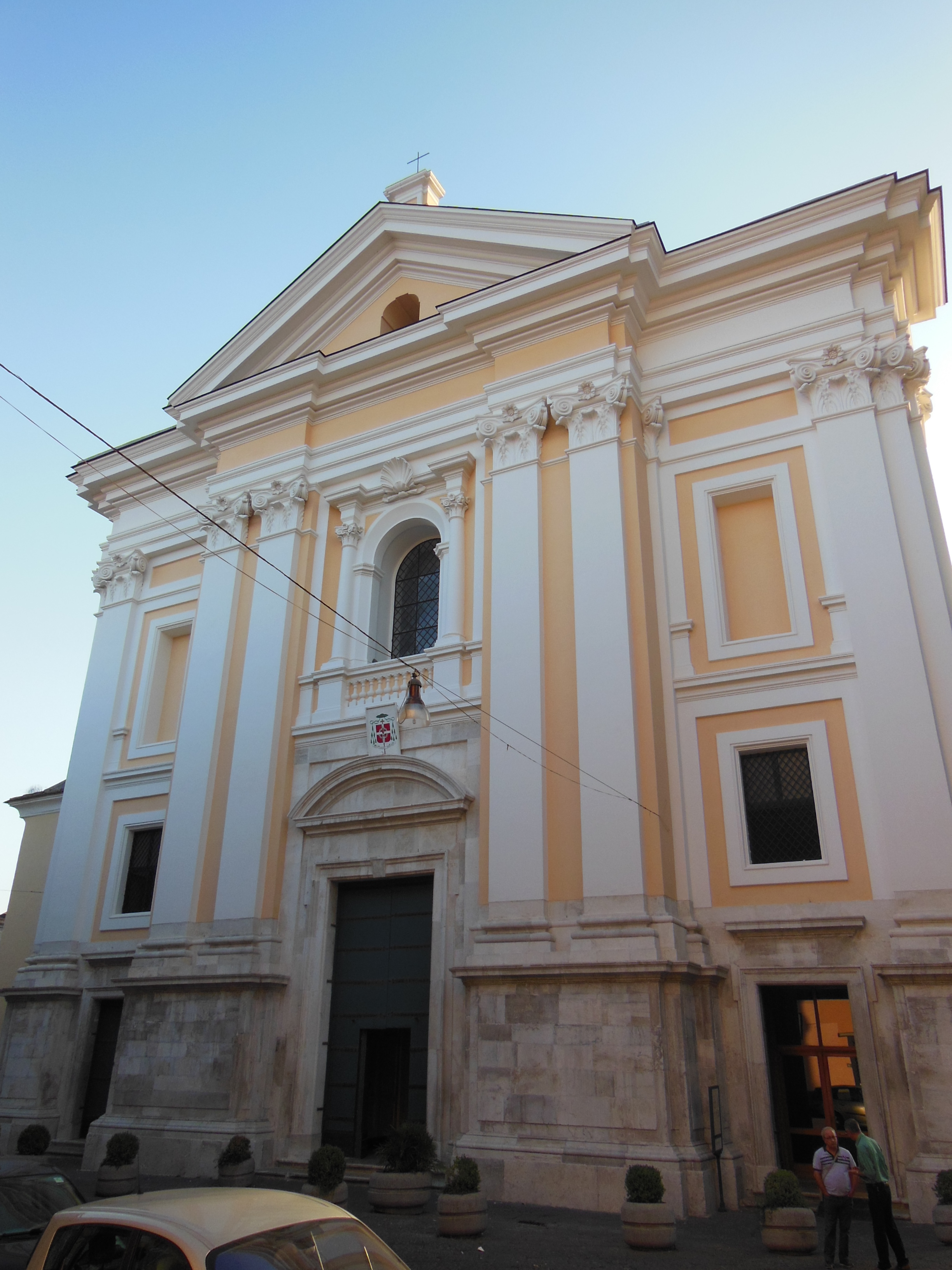
Katedra św. Pawła Tarsyjczyka – Aversa

- Archidiecezja Modena-Nonantola
- Diecezja Carpi
- Diecezja Fidenza
- Diecezja Parmy
- Diecezja Piacenza-Bobbio
- Diecezja Reggio Emilia-Guastalla

#### Metropolia Neapolu
- Archidiecezja Neapolu
- Archidiecezja Kapui
- Archidiecezja Sorrento-Castellammare di Stabia
- Diecezja Acerra
- Diecezja Alife-Caiazzo
- Diecezja Aversa
- Diecezja Caserta
- Diecezja Ischia
- Diecezja Nola
- Diecezja Pozzuoli
- Diecezja Sessa Aurunca
- Diecezja Teano-Calvi
- Prałatura terytorialna Pompei

#### Metropolia Oristano

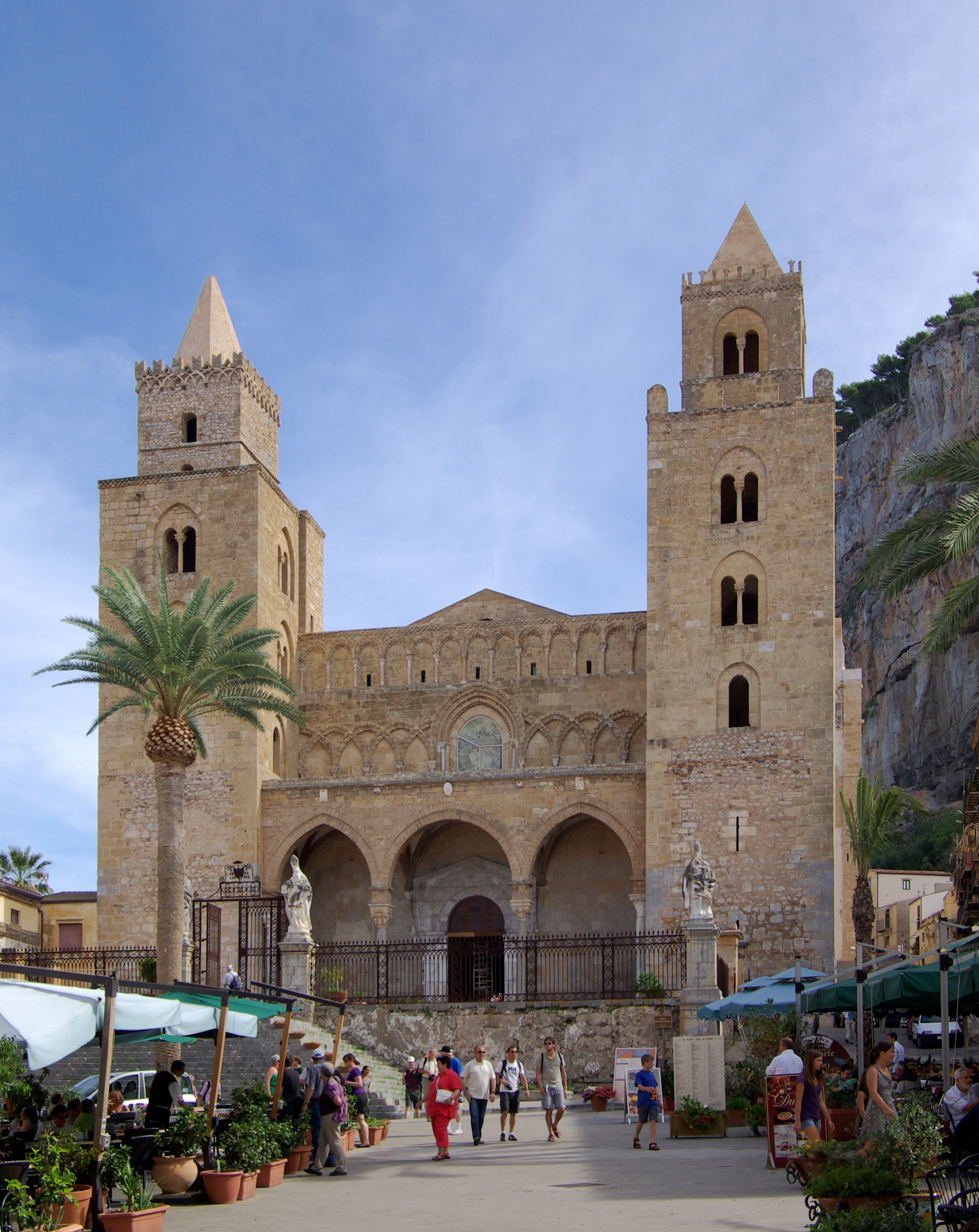
Katedra Przemienienia Pańskiego – Cefalù

- Archidiecezja Oristano
- Diecezja Ales-Terralba

#### Metropolia Palermo
- Archidiecezja Palermo
- Archidiecezja Monreale
- Diecezja Cefalù
- Diecezja Mazara del Vallo
- Diecezja Trapani

#### Metropolia Perugia-Città della Pieve
- Archidiecezja Perugii-Città della Pieve
- Diecezja Asyżu-Nocera Umbra-Gualdo Tadino
- Diecezja Città di Castello
- Diecezja Foligno
- Diecezja Gubbio

#### Metropolia Pesaro
- Archidiecezja Pesaro
- Archidiecezja Urbino-Urbania-Sant’Angelo in Vado
- Diecezja Fano-Fossombrone-Cagli-Pergola

#### Metropolia Pescara-Penne

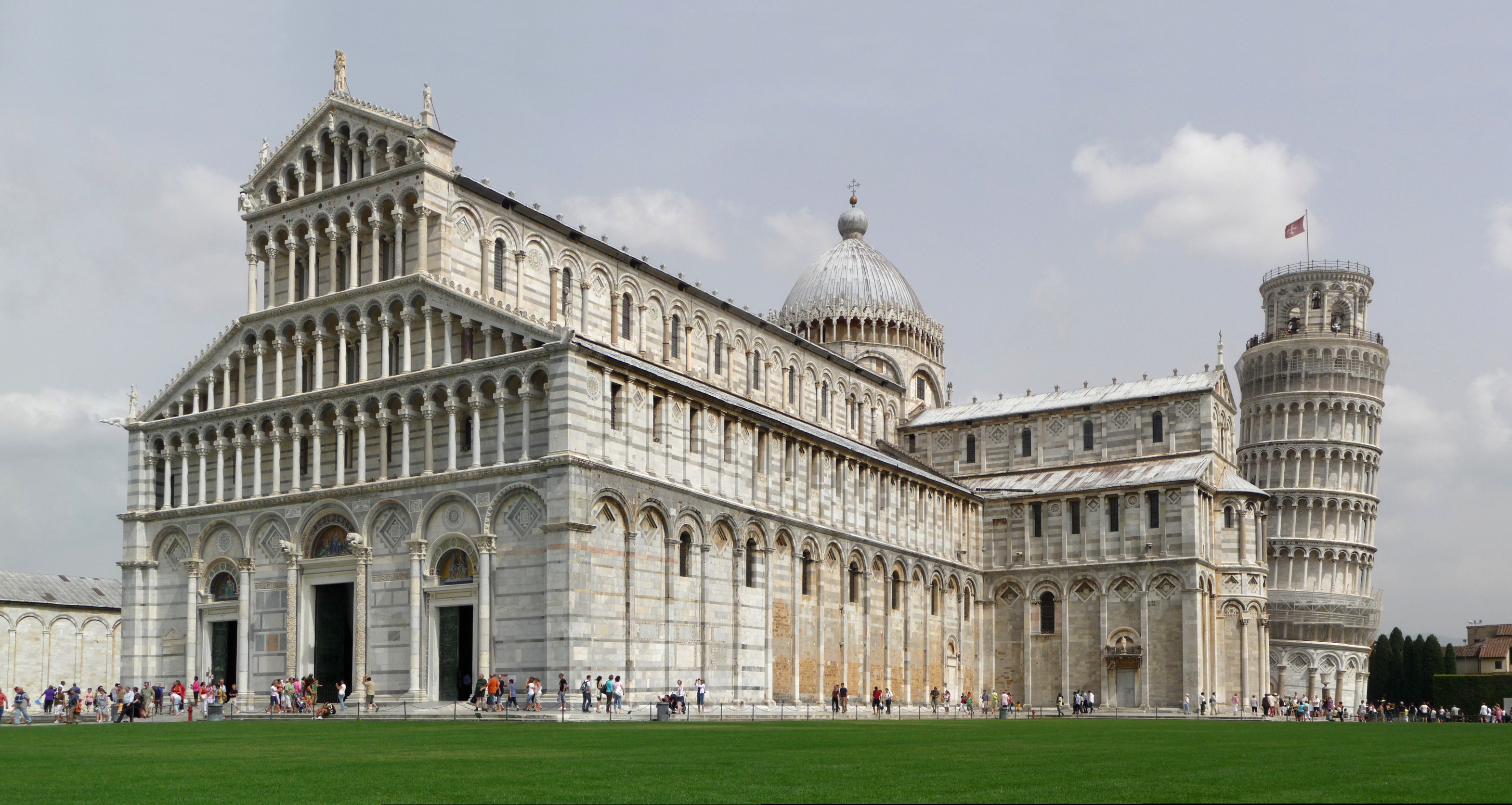
Archikatedra Wniebowzięcia NMP – Piza

- Archidiecezja Pescara-Penne
- Diecezja Teramo-Atri

#### Metropolia Pizy
- Archidiecezja Pizy
- Diecezja Livorno
- Diecezja Massa Carrara-Pontremoli
- Diecezja Pescia
- Diecezja Volterra

#### Metropolia Potenza-Muro Lucano-Marsico Nuovo
- Archidiecezja Potenza-Muro Lucano-Marsico Nuovo

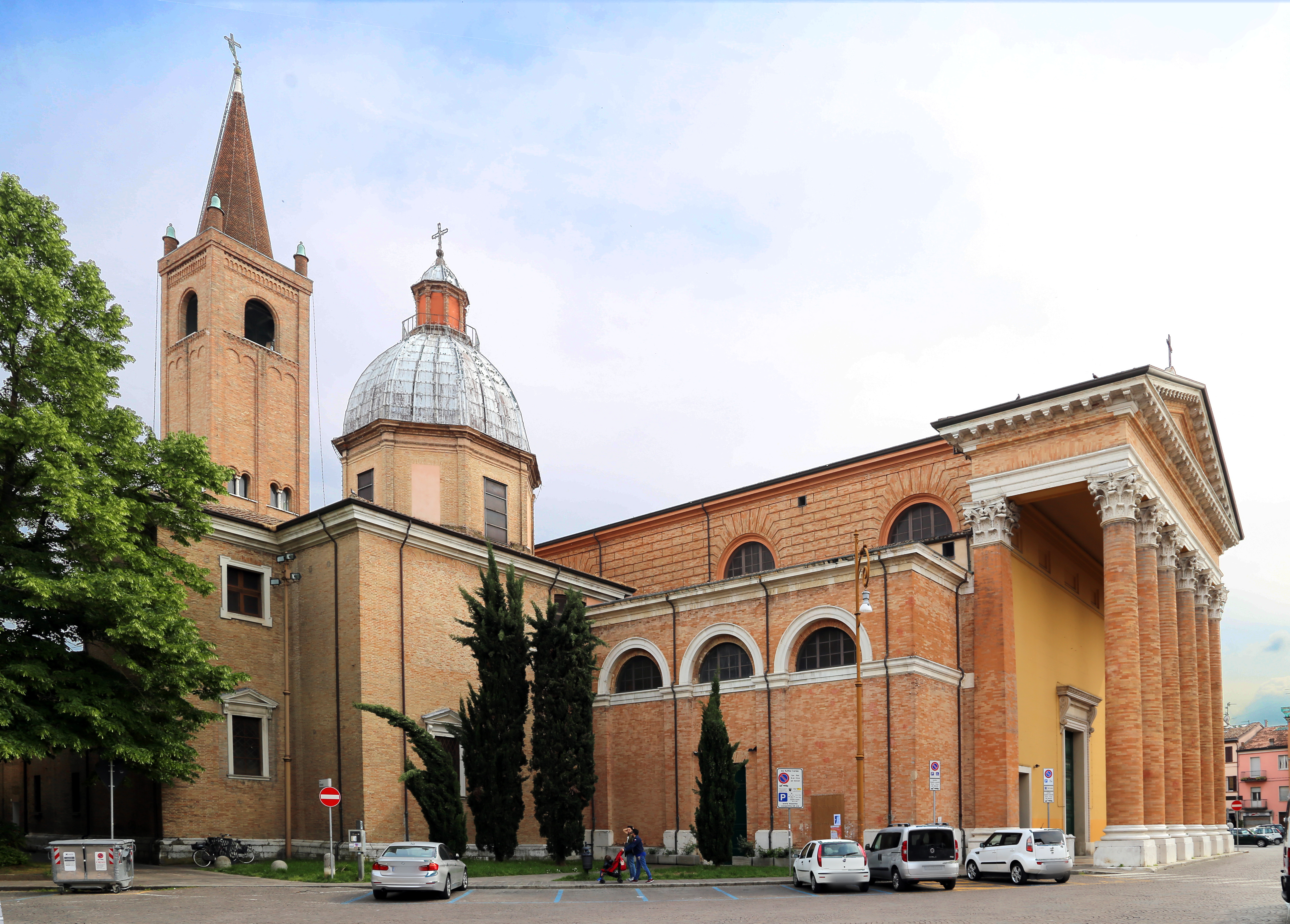
Katedra św. Krzyża – Forlì

- Archidiecezja Acerenza
- Archidiecezja Matera-Irsina
- Diecezja Melfi-Rapolli-Venosy
- Diecezja Tricarico
- Diecezja Tursi-Lagonegro

#### Metropolia Ravenna-Cervia
- Archidiecezja Ravenna-Cervia
- Diecezja Cesena-Sarsina
- Diecezja Forlì-Bertinoro
- Diecezja Rimini
- Diecezja San Marino-Montefeltro (obejmuje też obszar San Marino)

#### Metropolia Reggio Calabria-Bova
- Archidiecezja Reggio Calabria-Bova

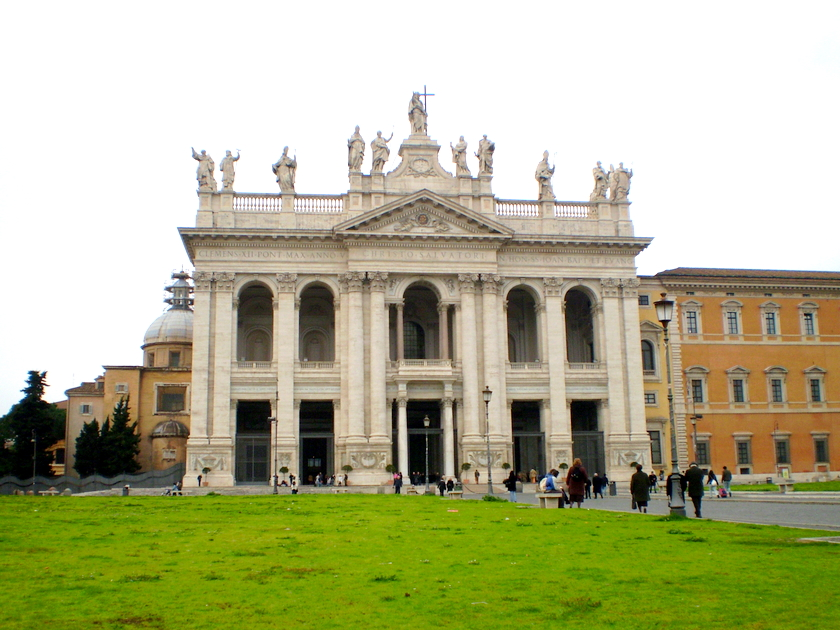
Archikatedra Jezusa Chrystusa, śś. Jana Chrzciciela i Jana Ewangelisty na Lateranie – Rzym

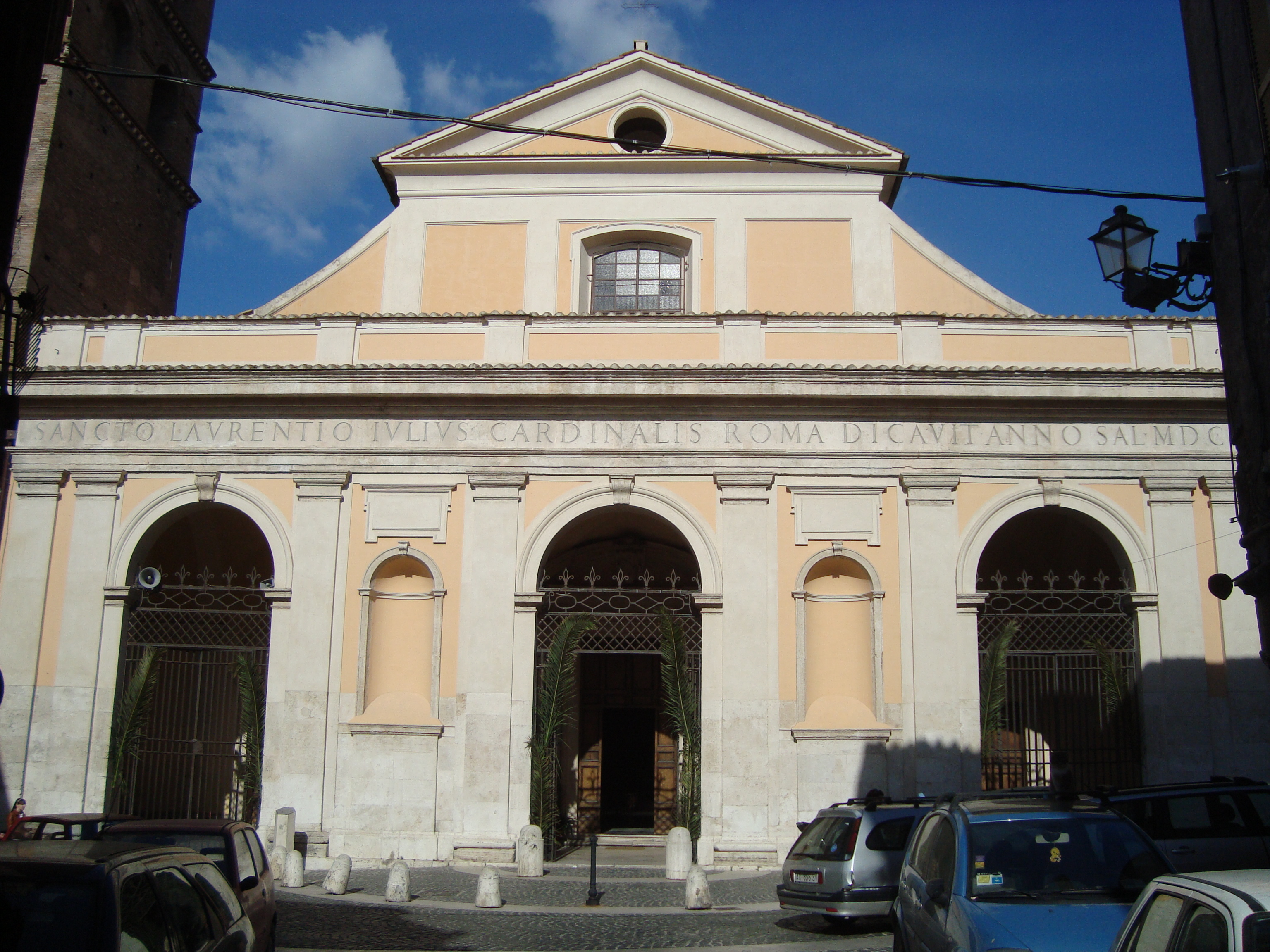
Katedra św. Wawrzyńca – Tivoli

- Diecezja Locri-Gerace
- Diecezja Mileto-Nicotera-Tropea
- Diecezja Oppido Mamertina-Palmi

#### Metropolia rzymska
- Diecezja rzymska
- Diecezja Albano
- Diecezja Frascati
- Diecezja Palestrina
- Diecezja Porto-Santa Rufina
- Diecezja Sabina-Poggio Mirteto
- Diecezja Velletri-Segni
- Archidiecezja Gaeta
- Diecezja Anagni-Alatri
- Diecezja Civita Castellana
- Diecezja Civitavecchia-Tarquinia
- Diecezja Frosinone-Veroli-Ferentino
- Diecezja Latina-Terracina-Sezze-Priverno
- Diecezja Rieti
- Diecezja Sora-Cassino-Aquino-Pontecorvo
- Diecezja Tivoli
- Diecezja Viterbo
- Opactwo terytorialne Montecassino
- Opactwo terytorialne Santa Maria di Grottaferrata
- Opactwo terytorialne Subiaco

#### Metropolia Sassari

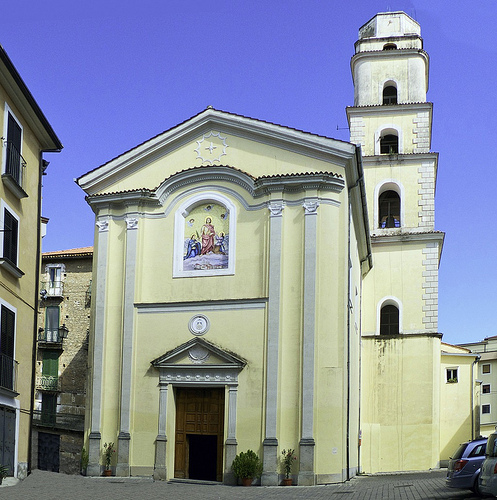
Katedra św. Pantaleona Nikomedyjskiego – Vallo della Lucania

- Archidiecezja Sassari
- Diecezja Alghero-Bosa
- Diecezja Ozieri
- Diecezja Tempio-Ampurias

#### Metropolia Salerno-Campagna-Acerno
- Archidiecezja Salerno-Campagna-Acerno
- Archidiecezja Amalfi-Cava de’ Tirreni
- Diecezja Nocera Inferiore-Sarno
- Diecezja Teggiano-Policastro
- Diecezja Vallo della Lucania
- Opactwo terytorialne Santissima Trinità di Cava de’ Tirreni

#### Metropolia Siena-Colle di Val d’Elsa-Montalcino
- Archidiecezja Siena-Colle di Val d’Elsa-Montalcino
- Diecezja Grosseto
- Diecezja Massa Marittima-Piombino
- Diecezja Montepulciano-Chiusi-Pienza
- Diecezja Pitigliano-Sovana-Orbetello

#### Metropolia Syrakuz
- Archidiecezja Syrakuz
- Diecezja Noto
- Diecezja Ragusa

#### Metropolia Taranto

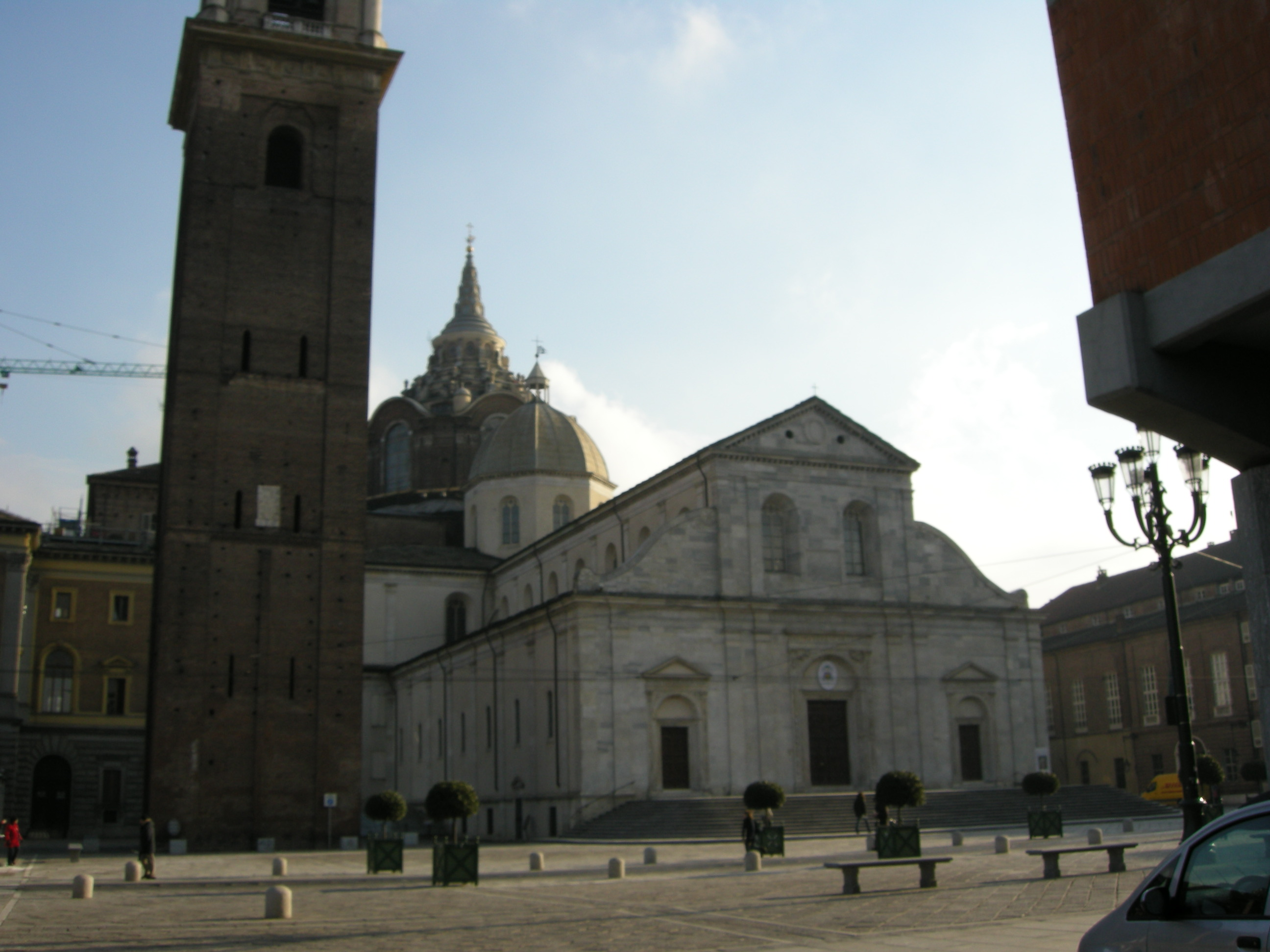
Archikatedra św. Jana Chrzciciela i Całunu Turyńskiego – Turyn

- Archidiecezja Taranto
- Diecezja Castellaneta
- Diecezja Oria

#### Metropolia Turynu
- Archidiecezja Turynu
- Diecezja Acqui
- Diecezja Alba Pompeia
- Diecezja Aosta
- Diecezja Asti
- Diecezja Cuneo
- Diecezja Fossano
- Diecezja Ivrea
- Diecezja Mondovì
- Diecezja Pinerolo
- Diecezja Saluzzo
- Diecezja Susa

#### Metropolia Trydentu
- Archidiecezja Trydentu
- Diecezja Bolzano-Bressanone

#### Metropolia Udine

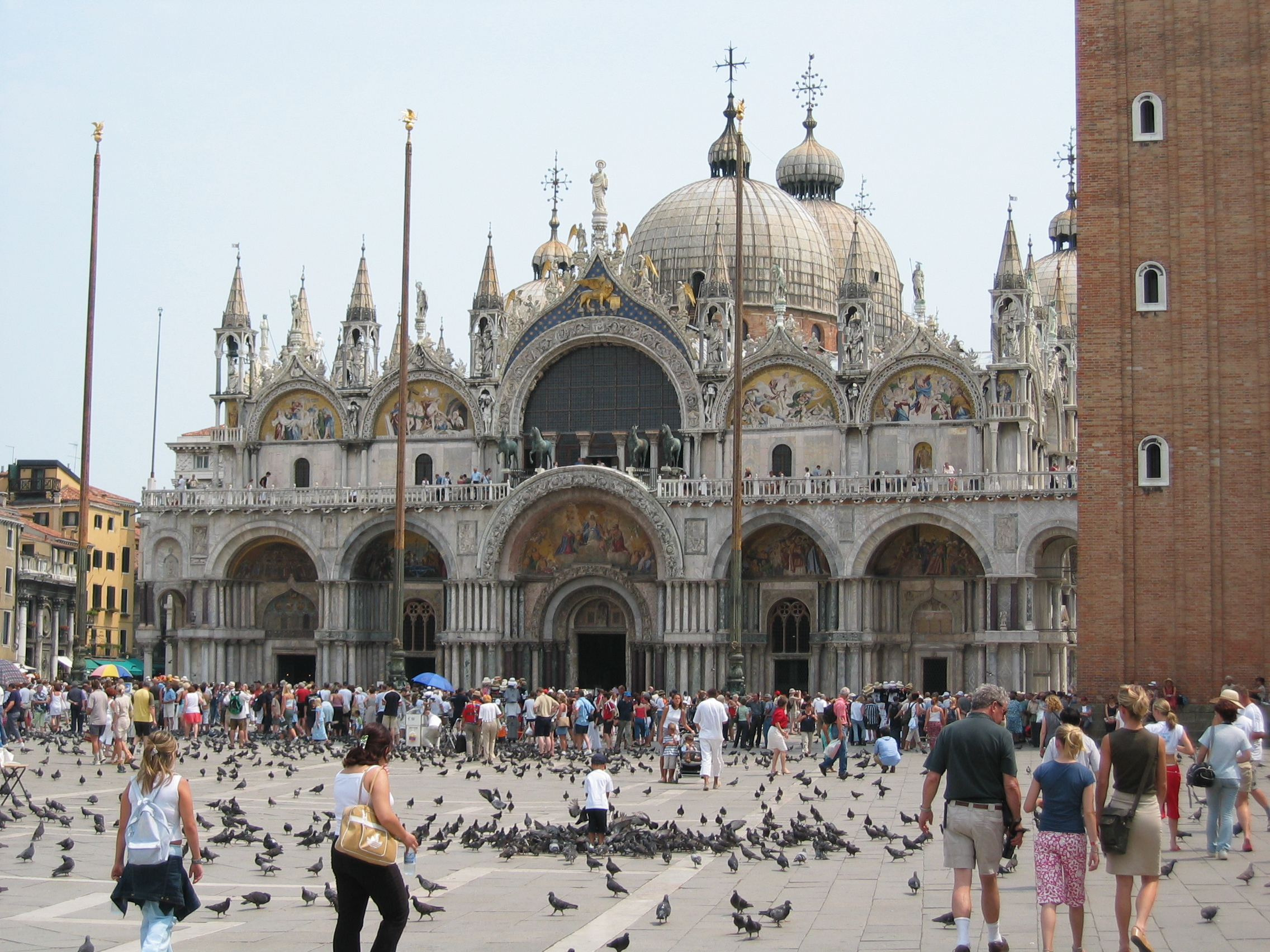
Archikatedra św. Marka – Wenecja

- Archidiecezja Udine

#### Metropolia Wenecji

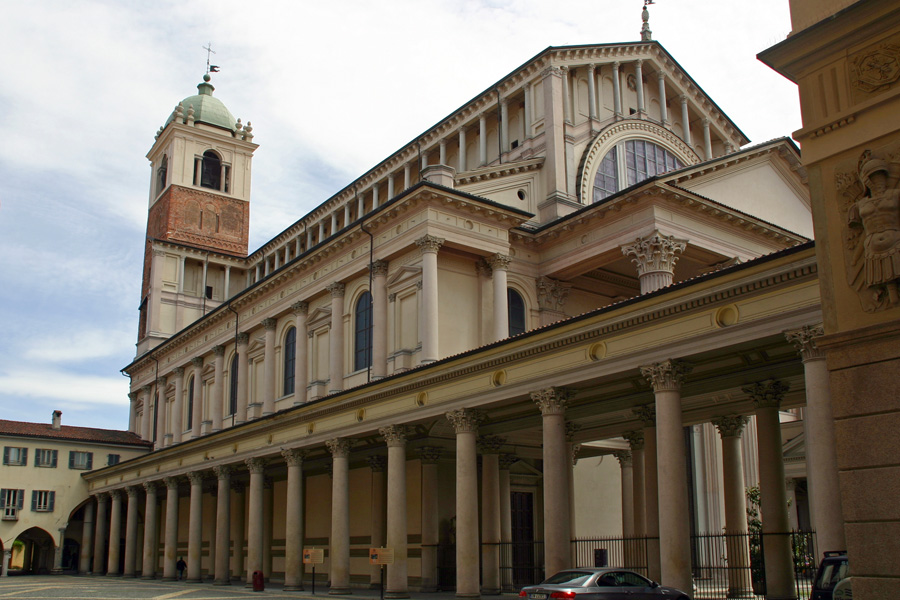
Katedra NMP Wniebowziętej – Novara

- Patriarchat Wenecji
- Diecezja Adria-Rovigo
- Diecezja Belluno-Feltre
- Diecezja Chioggia
- Diecezja Concordia-Pordenone
- Diecezja Padwy
- Diecezja Treviso
- Diecezja Werony
- Diecezja Vicenzy
- Diecezja Vittorio Veneto

#### Metropolia Vercelli

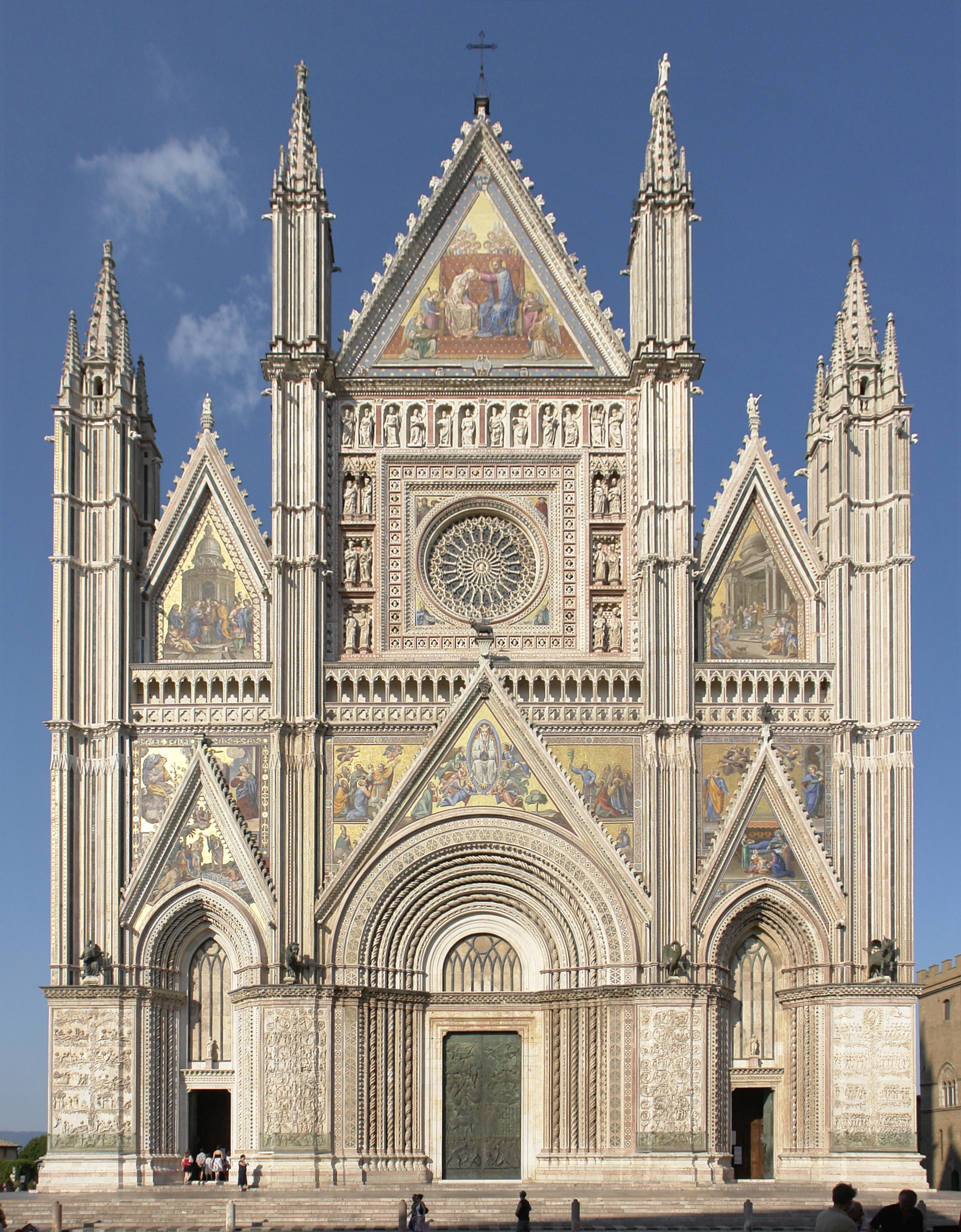
Katedra Narodzenia NMP – Orvieto

- Archidiecezja Vercelli
- Diecezja Alessandria della Paglia
- Diecezja Biella
- Diecezja Casale Monferrato
- Diecezja Novara

#### Podległe bezpośrednio Stolicy Apostolskiej
- Archidiecezja Lukki
- Archidiecezja Spoleto-Norcia
- Diecezja Orvieto-Todi
- Diecezja Terni-Narni-Amelia
- Opactwo terytorialne Monte Oliveto Maggiore
- Ordynariat polowy Włoch

### Kościół obrządku bizantyjsko-włoskiego
- Opactwo terytorialne Santa Maria di Grottaferrata (podlega metropolii rzymskiej)
- Podległe bezpośrednio Stolicy Apostolskiej:
- Eparchia Lungro degli Italo-Albanesi
- Eparchia Piana degli Albanesi